# Église Notre-Dame de Taverny
L'église Notre-Dame est une église catholique située à Taverny, en France. Construite dans une seule et longue campagne sous Mathieu II de Montmorency et son fils Bouchard entre 1200 et 1240, elle se distingue par l'homogénéité de sa structure, l'élégance de son architecture gothique et l'importance des surfaces vitrées. L'élévation sur trois étages avec grandes arcades, triforium et fenêtres hautes est celle des plus grandes églises de l'époque et affiche les ambitions des seigneurs locaux. Les vaisseaux sont plus larges et aussi plus élevés que d'ordinaire. De même, la décoration est très soignée et la sculpture est généralement d'une grande qualité, et l'on est loin de l'austérité qui prévaut sur de nombreuses églises contemporaines. Contrairement à la majorité des églises de la région, l'église Notre-Dame n'a jamais subi de remaniements affectant sa physionomie ou son plan. Des modifications y ont toutefois été apportées à la période flamboyante, à la fin du XVe siècle, et dans une moindre mesure, sous la Renaissance. Les fenêtres hautes de la nef et du transept ont été en grande partie refaites, et un grand retable de chevet offert par Anne de Montmorency a été installé dans l'abside. Les réparations du XVIIIe siècle et les restaurations de la seconde moitié du XIXe siècle ont fait perdre une partie de son authenticité à l'édifice, mais il a tout juste été sauvé de la ruine à la suite de son classement aux monuments historiques en 1846. La restauration a été commencée par Maurice Ouradou, et continuée par Alphonse Simil. Elle a rendu sa splendeur à l'église, que tous les auteurs considèrent comme un monument majeur du style gothique en Île-de-France. L'église Notre-Dame est aujourd'hui l'une des deux églises paroissiales de Taverny, et une messe y est célébrée tous les dimanches matin, mais le centre de la vie paroissiale s'est déplacé vers l'église Notre-Dame-des-Champs dans la ville basse.

## Localisation
L'église est localisée en France, en région Île-de-France et dans le département du Val-d'Oise, sur la commune de Taverny, rue Jean-XXIII. Elle est ainsi située en dehors du centre-ville, au nord, derrière les dernières maisons. Bâtie sur une terrasse artificielle à une altitude de 130 m, elle domine toute la ville, dont les parties basses se situent à une altitude de seulement 60 m. Après le cimetière au nord de l'église, commence la forêt de Montmorency. La façade occidentale, l'élévation méridionale et le chevet sont dégagés d'autres constructions, mais le chevet est un peu caché par des arbres. L'élévation septentrionale donne presque immédiatement sur le cimetière, et elle est assez mal visible du fait de la différence de niveau et de la végétation.

## Historique

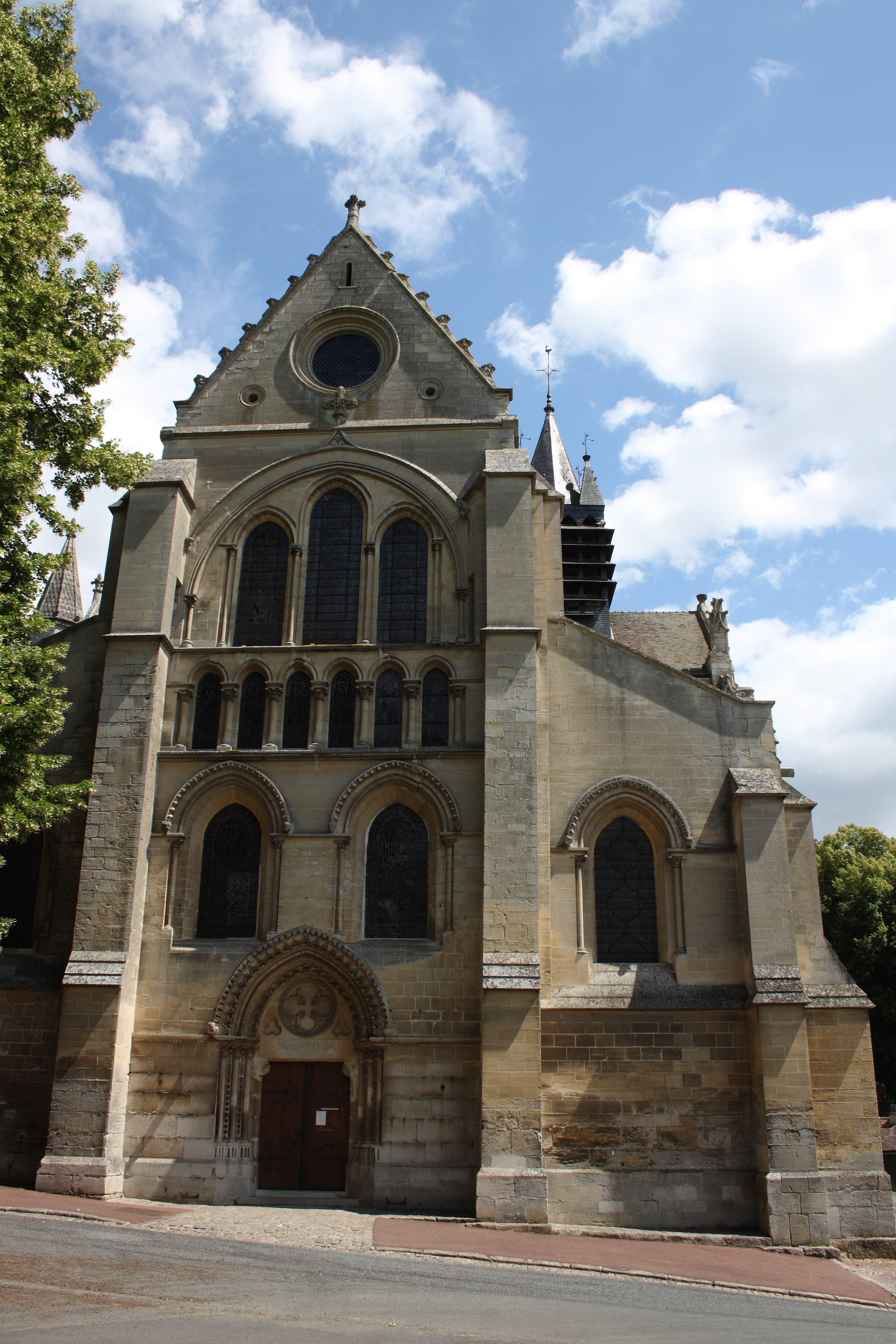
Façade occidentale.

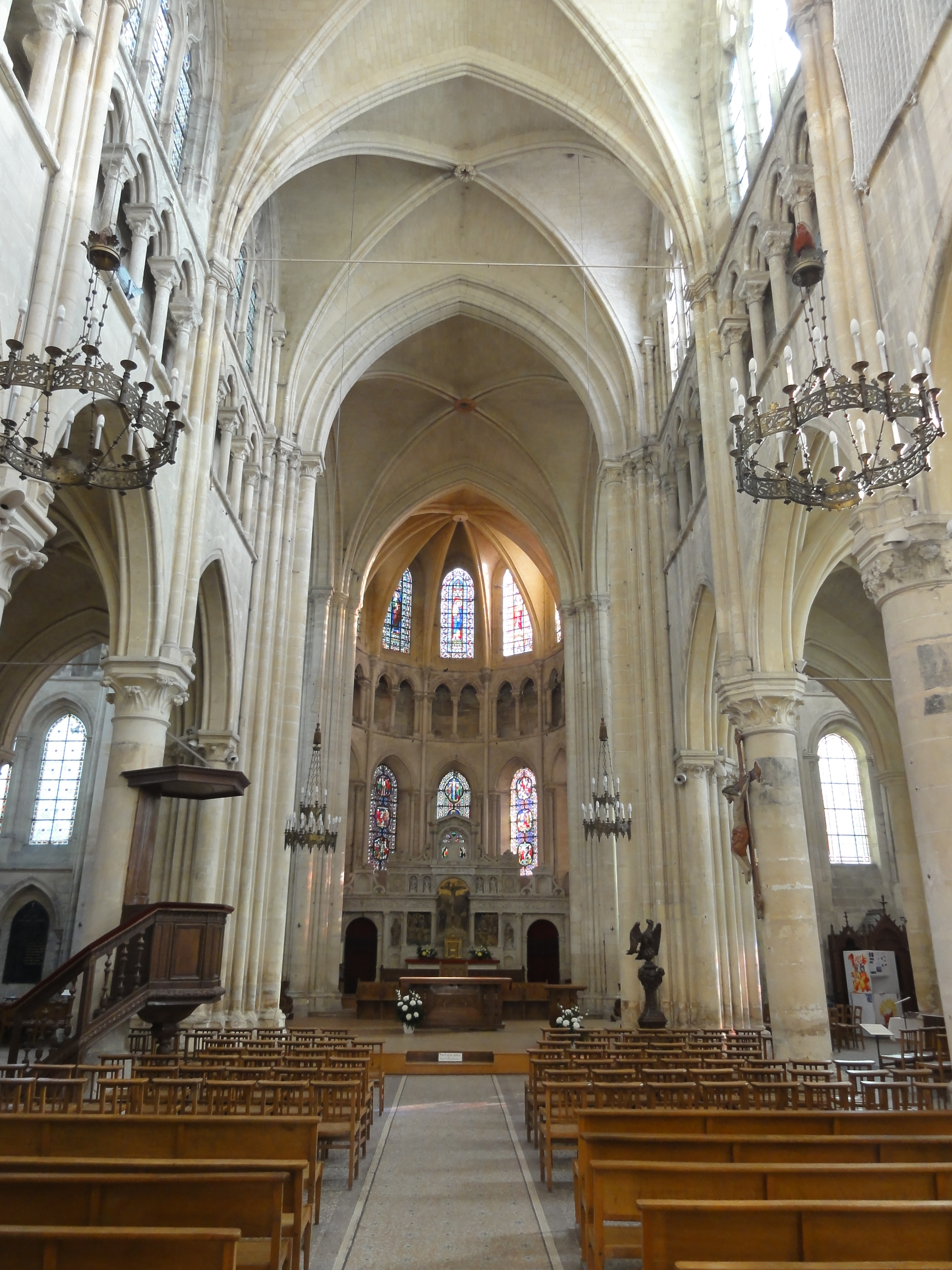
Vue générale intérieure.

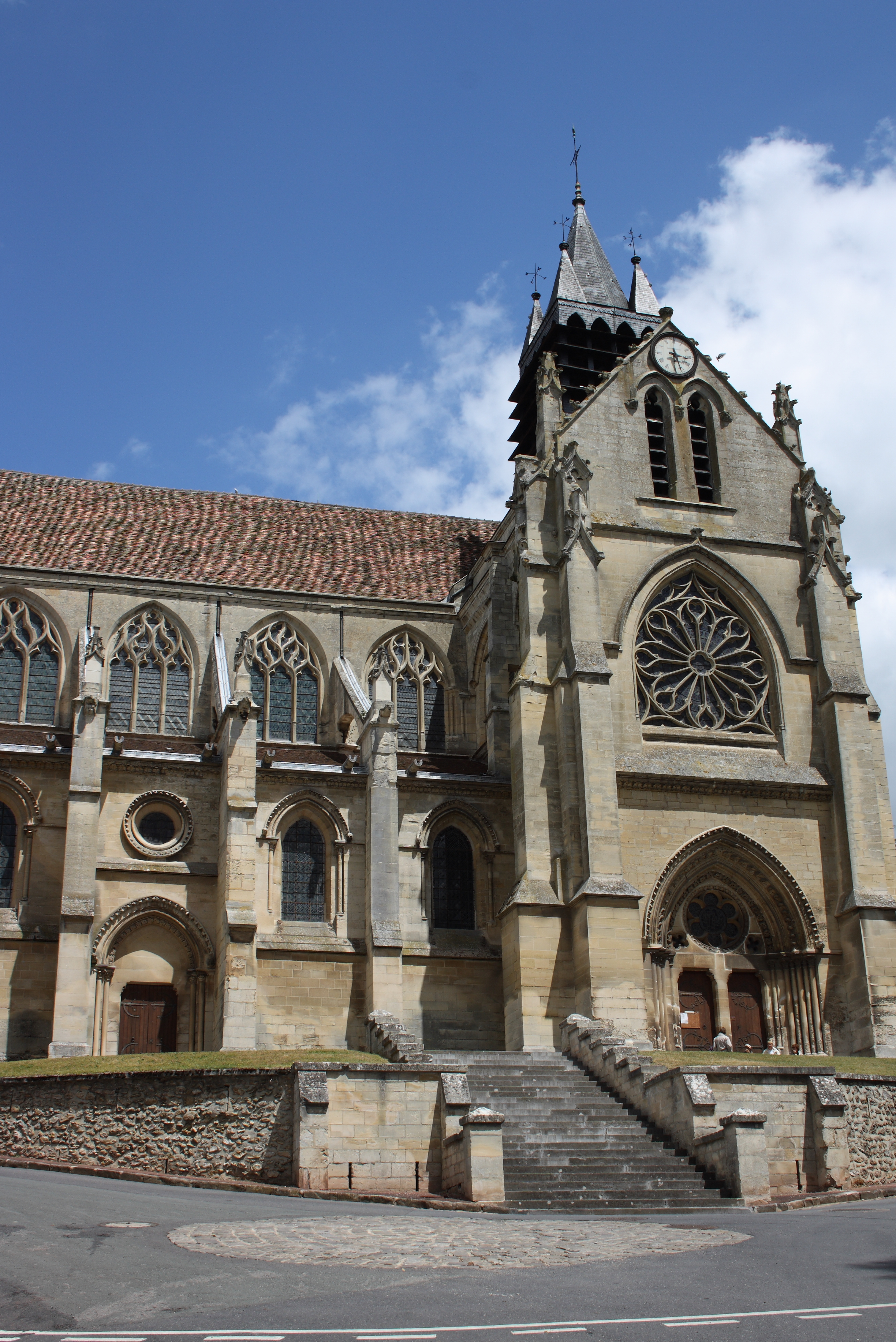
Élévation méridionale.

Pendant la première moitié du VIIe siècle, Taverny appartient à un certain Guntaud, qui dans son testament en fait don à l'abbaye Saint-Denis. Mais après sa mort, Ébroïn, maire du palais, reprend une partie du territoire. En 754, l'abbaye spoliée demande la restitution de ces terres au roi Pépin le Bref et obtient gain de cause. Le roi édicte une charte confirmant formellement la donation des terres de Taverny aux moines de Saint-Denis. Au XIe siècle toutefois, la puissante famille de Montmorency annexe Taverny à son domaine, au détriment des droits de l'abbaye. En 1122, Richard de Montmorency donne enfin l'église de Taverny à l'abbaye Saint-Martin de Pontoise. Un acte de l'évêque de Paris aujourd'hui conservé aux archives départementales du Val-d'Oise confirme ce don. L'église est dite de Moncelles, ce qui n'exclut pas qu'elle se situe près de l'église actuelle ou au même emplacement. Eugène Lefèvre-Pontalis la situe par contre dans la Grande-rue. Des fouilles au XIXe siècle ont en tout cas mis au jour les caves de l'ancien château seigneurial des Montmorency, au nord-est du chevet de l'église. L'implantation du château est décisif pour le choix de l'emplacement de l'église. L'on sait aussi que les rois de France furent fréquemment des hôtes dans ce château,.
Il n'est donc pas étonnant que les Montmorency tiennent à disposer d'une église représentative en ces lieux, et l'édification d'une église entièrement neuve peut donner la preuve de leur munificence et véhiculer une image positive de la famille seigneuriale. Au début du XIIIe siècle, Mathieu II de Montmorency dit le Grand entreprend ainsi la fondation d'une nouvelle église près du château. D'après la tradition orale, Blanche de Castille aurait assisté à la pose de la première pierre, épisode illustré sur un vitrail du XIXe siècle recopiant un vitrail médiéval détérioré. Aucune source écrite n'en témoigne. Rien n'est connu non plus sur le déroulement des travaux, mais l'analyse stylistique montre qu'ils commencent par le chevet et se terminent par la façade occidentale. Après la mort de Mathieu II en 1230, son fils Bouchard fait poursuivre le chantier. En 1237, il rédige son testament et accorde la somme de dix livres pour des vitraux : l'on peut en conclure que l'achèvement de l'église n'est pas loin. Bouchard meurt en 1242. L'église est apparemment terminée à cette date. Elle est consacrée à la Vierge et à saint Barthélemy. Un petit prieuré est rattaché à l'église. L'abbé Lebeuf n'a trouvé que de rares mentions à son sujet, et il paraît tout à fait insignifiant et ne joue aucun rôle dans la vie de Taverny.
L'architecture de la nouvelle église est soignée, et le plan et l'élévation inspirés des cathédrales gothiques de l'époque. Les dimensions sont bien entendu nettement plus modestes, tout en étant généreuses par rapport à l'importance du bourg. Avec l'adhésion aux derniers développements de l'architecture, les Montmorency souhaitent afficher leur esprit novateur. Après son achèvement, l'église ne subira jamais de remaniements affectant sa physionomie globale et son plan ; le plus souvent, il s'agit de travaux de réparation pour remédier à des dégradations ou destructions partielles. Une exception est constituée par le portail méridional dans le croisillon sud. Il est offert pendant en 1335 par le roi Philippe VI de Valois, quand il séjourne au château des Montmorency et quand il veut faire un geste pour obtenir de Dieu la guérison de son fils unique, le futur roi Jean II le Bon. Ce portail est dit la porte du roi Jean,.
Ultérieurement, la Grande Jacquerie de 1358, la guerre de Cent Ans et un ouragan documenté dans les archives occasionnent certainement des dommages. Ce n'est toutefois qu'à la fin du XVe siècle que des travaux sont entrepris, financés pour partie par les paroissiens à la faveur d'une lente amélioration du contexte économique. Les fenêtres hautes de la nef et du croisillon nord sont pourvues d'un remplage flamboyant, le pignon du croisillon sud est remonté, certains arcs-boutants et certains chapiteaux sont remplacés, un petit clocher en charpente est édifié à cheval sur la toiture du croisillon sud, et la charpente des toitures est en partie modifiée. Au XVIe siècle, l'absidiole sud reçoit une nouvelle voûte Renaissance, et au XVIIIe siècle, les voûtes des bas-côtés sont remplacés et les arcs-boutants au nord remaniés. La Révolution française entraîne un déchaînement du vandalisme et les vitraux sont cassés, mais le toit est toutefois réparé en 1790 après un lourd orage de grêle. À l'instar de la plupart des autres églises, l'église Notre-Dame sert de Temple de la Raison de 1793 à 1794, et le prieuré, qui est susceptible de n'être plus qu'un simple bénéfice, est dissous. — Sous tout l'Ancien Régime, Taverny se situe dans le doyenné de Montmorency de l'archidiocèse de Paris, et la cure reste à la nomination de l'abbaye Saint-Martin de Pontoise. Après la Révolution française, Taverny est rattaché au nouveau diocèse de Versailles qui correspond au territoire du département de Seine-et-Oise.
Au début du XIXe siècle, la moitié de la première et de la troisième voûte de la nef sont remplacées, ainsi que la deuxième voûte en totalité. Les chapiteaux supérieurs contigus sont refaits à la même occasion. En 1837, douze des baies hautes sont aveugles ; les vitraux cassés sous la Révolution sont protégés sous une couche de plâtre, mais leur réparation s'avère problématique. L'église est confortée provisoirement par des étrésillons en bois : elle n'est pas loin de menacer ruine. Il faut attendre le classement de l'église aux monuments historiques par liste de 1846 ou, d'après d'autres sources, en 1842, pour que les travaux de remise en état puissent commencer. Les mesures les plus urgentes sont entreprises en 1843, quand l'architecte Garrey fait remplacer les étrésillons par des tirants en fer. En 1861, le pourtour de l'église est dégagé de bâtiments parasites, et le grand escalier d'accès est refait. C'est à ce moment que le cimetière actuel est créé au nord de l'église. La restauration proprement dite commence sous la direction de l'architecte Maurice Ouradou et est poursuivi par l'architecte en chef des monuments historiques, Alphonse Simil. Entre 1867 et 1878, le calfeutrage des fenêtres est retiré et de nouveaux vitraux installés, copiés sur les anciens. La porte, la claire-voie et le pignon de façade occidentale sont restaurés ; deux colonnes de la nef sont reprises en sous-œuvre ; le réseau flamboyant de huit fenêtres est repris, ainsi que la grande rosace du croisillon sud ; le pignon du croisillon nord est reconstruit (l'homologue du nord l'ayant été au XVIIIe siècle) et l'absidiole nord est également reconstruite (celle du sud ayant été revoûtée au XVIe siècle). Les travaux s'achèvent en 1886,. Émile Lambin atteste à Simil une restauration respectueuse du patrimoine, en ne faisant pas débadigeonner tous les chapiteaux pour éviter leur endommagement, et en ne remplaçant le vieux par le neuf qu'en cas de stricte nécessité. Il a ainsi su rendre sa splendeur ancienne au monument. — Depuis la suppression du département de Seine-et-Oise et la création du diocèse de Pontoise en 1966, la paroisse dépend de l'évêque de Pontoise. Elle fait aujourd'hui partie d'un groupement paroissial avec Beauchamp et Bessancourt.

## Description

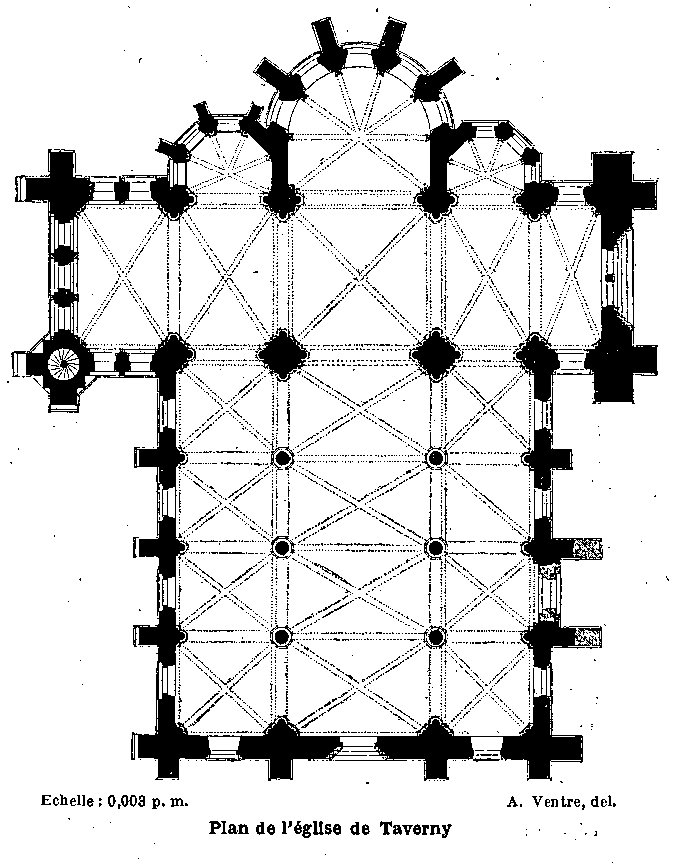
Plan de l'église.

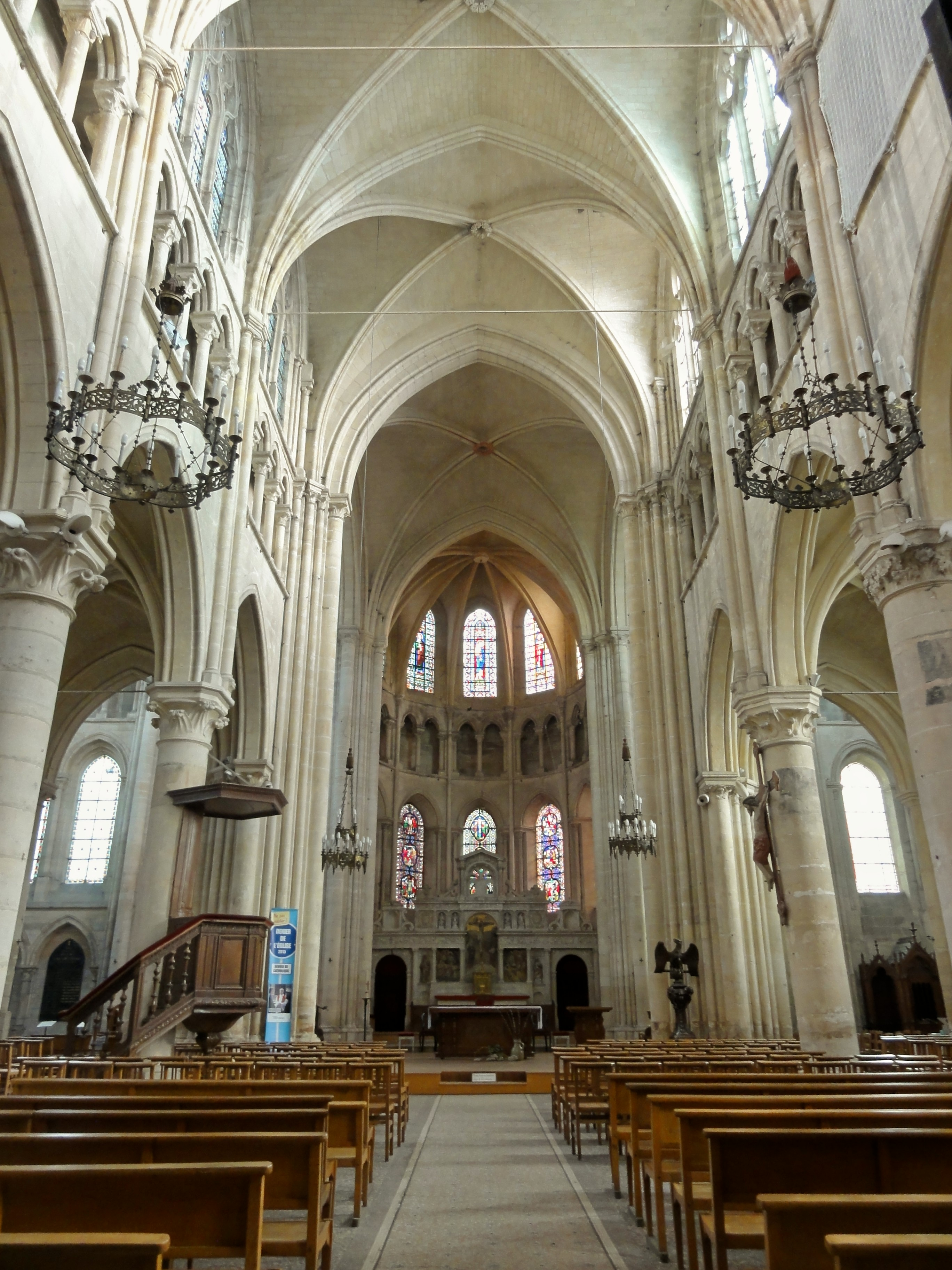
Vue vers l'abside.

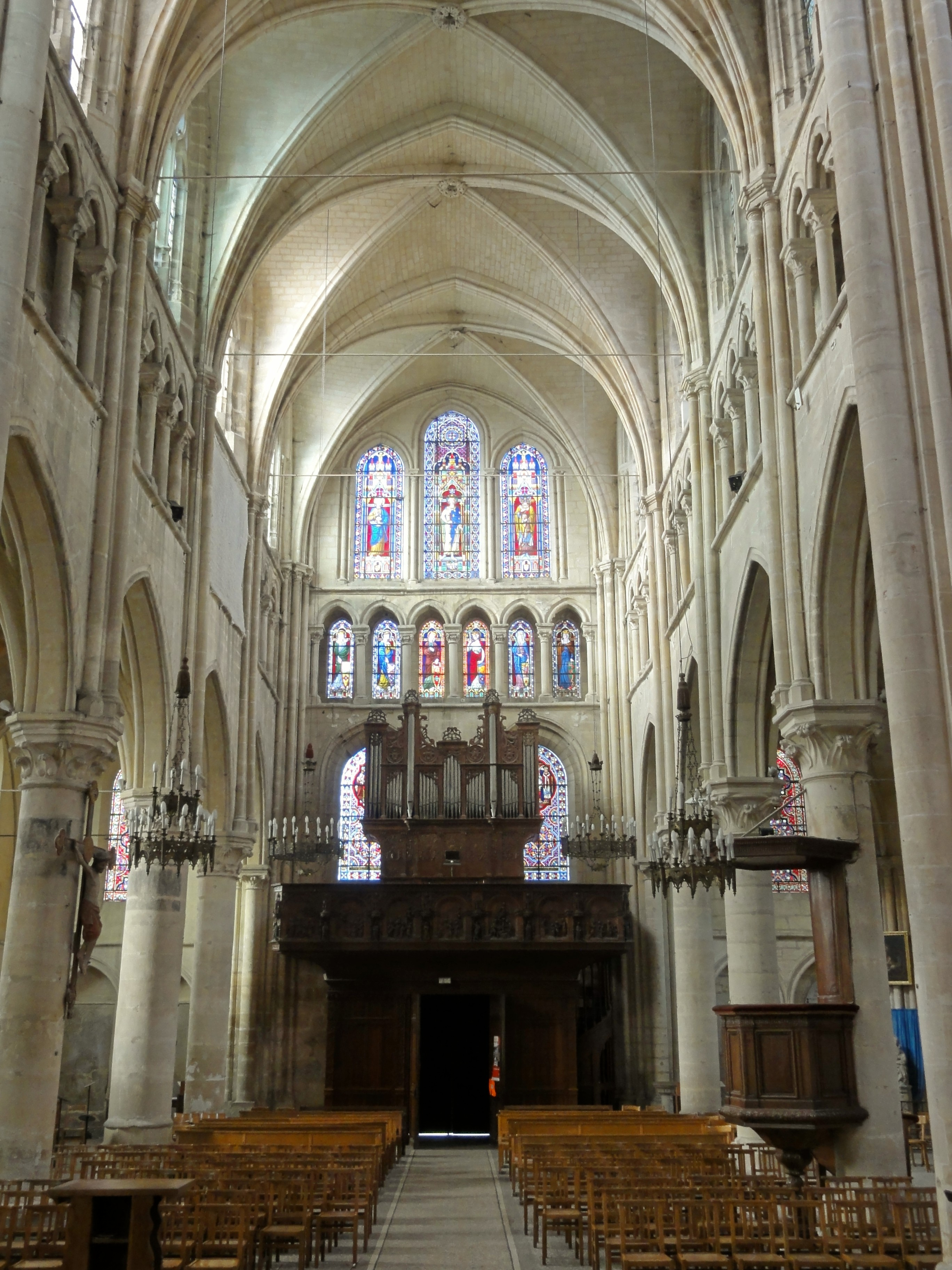
Vue vers le portail ouest.

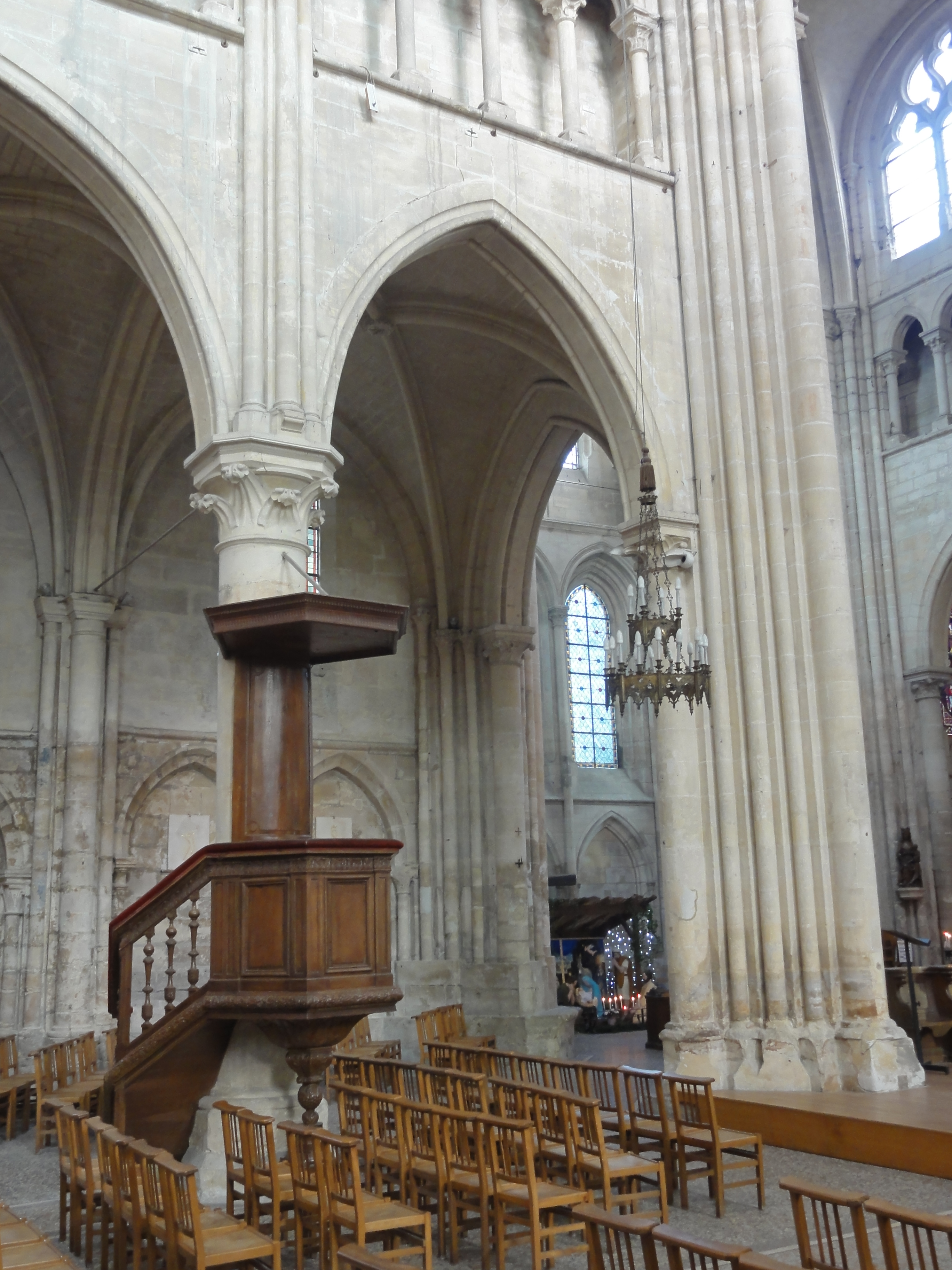
4e grande arcade du nord.

### Aperçu général
Orientée un peu irrégulièrement sud-nord-ouest - nord-sud-est, l'église répond à un plan cruciforme et se compose d'une nef de quatre travées barlongues, accompagnée de deux bas-côtés de longueur identique, dont les travées sont carrées ; d'un transept de même largeur que la nef, dont les croisillons comportent deux travées successives ; d'une abside d'un seule travée, comportant une partie droite et un chevet à cinq pas ; et de deux chapelles orientées à l'angle entre les croisillons et le chœur, se terminant par des chevets à trois pans. Du portail jusqu'au chevet, l'église atteint une longueur de 50 m environ. Un clocher en charpente se dresse au-dessus du croisillon sud, et une tourelle d'escalier flanque le croisillon nord à son extrémité occidentale. L'église possède trois portails : le portail occidental, lourdement restauré au XIXe siècle ; un portail latéral dans la seconde travée du bas-côté sud, restitué au XIXe siècle ; et la porte du roi Jean du second quart du XIVe siècle dans le croisillon sud. La toiture principale dispose de pignons à l'ouest, au nord et au sud, alors que les bas-côtés sont recouverts de toits en appentis. La totalité de l'église est voûtée sur croisées d'ogives,.

### Intérieur

#### Nef
L'église Notre-Dame de Taverny n'est pas la seule de cette période à cheval entre le gothique primitif et le gothique rayonnant dans le département ; l'on peut notamment citer l'église Notre-Dame-de-l'Assomption de Champagne-sur-Oise et l'église Saint-Étienne de Marly-la-Ville. Elle se démarque de celles-ci et des nombreuses églises de style gothique primitif par la largeur plus importante de la nef, qui est compensée par de grandes arcades également plus hautes et plus larges, et donc par une hauteur plus importante, de 17 m, afin d'assurer des proportions qui donnent une impression d'élancement. Celle-ci est visée par toutes les églises de l'époque qui existent dans la région, mais elle est particulièrement soutenue grâce à de grandes arcades largement ouvertes, dont les piliers ne sont en même temps pas plus épais qu'ailleurs. Des proportions similaires se trouvent dans l'église Saint-André de Boissy-l'Aillerie, qui se résume toutefois aujourd'hui à son chœur de seulement deux travées. D'autre part, l'église Notre-Dame de Taverny est l'une des rares églises en milieu (anciennement) rural où l'architecte n'a pas été soumis à des contraintes économiques, et son concept a pu s'épanouir pleinement, sans renoncement à des éléments d'ordre purement décoratif, à savoir la claire-voie de la façade occidentale, et les arcatures plaquées sur les soubassements des fenêtres basses. L'analyse des élévations extérieures, et notamment du chevet, aboutit à cette même conclusion. Ainsi, l'église Notre-Dame de Taverny est certainement l'édifice religieux le plus abouti du XIIIe siècle dans l'actuel Val-d'Oise, au même rang que l'abbatiale de Royaumont et l'ancienne basilique Notre-Dame de Pontoise disparues. La nef, le transept et le chœur sont de hauteur identique et présentent une élévation sur trois niveaux, avec les grandes arcades faisant communiquer la nef avec ses bas-côtés, ou les fenêtres inférieures pour le transept et le chœur ; l'étage du triforium ; et l'étage de fenêtres hautes. La continuité du triforium selon des dispositions identiques dans toutes les parties de l'église, hormis les extrémités du croisillon où il cède à une coursive, est l'une des particularités de l'église. L'abbé Lebeuf écrit donc que c'est incontestablement l'une des plus belles églises qui se voient dans le diocèse de Paris. Le baron Ferdinand de Guilhermy se rallie à cet avis. Émile Lambin affirme qu'elle est connue et admirée par tous les archéologues qui se sont occupés de l'architecture gothique dans la région, « et lorsqu'on pénètre dans son intérieur, on se croirait dans une petite cathédrale ».
Les grandes arcades en tiers-point reposent sur les tailloirs aux angles abattus de gros chapiteaux de crochets. Le premier au sud représente de la renoncule ; le second, refait au XIVe siècle, du chou frisé ; et le quatrième l'arum. Au nord, Eugène Lefèvre-Pontalis estime que la sculpture est moins avancée qu'au sud, mais les chapiteaux ont tous été refaits lors des restaurations de la seconde moitié du XIXe siècle. Ils représentent tous les trois l'arum, avec des crochets de vigne et de trèfle. Comme dans la plupart des églises gothiques du nord de l'Île-de-France, les piliers sont monocylindriques et appareillés en tambour. Seul le troisième pilier du sud conserve sa base à griffes d'origine. Une disposition différente a été retenue au début et à la fin des grandes arcades ; elle est identique à la logique appliquée dans la croisée du transept. Les arcades retombent donc sur des faisceaux d'une colonne et de deux colonnettes, auxquels s'ajoutent des colonnettes réservées aux ogives, et d'autres destinées aux formerets. Au début des grandes arcades du nord, le motif des chapiteaux est l'arum, et près de la pile de la croisée, ce sont des feuilles de chêne. Les grandes arcades du sud commencent par le trèfle, la vigne et une feuille lancéolée qui peut être de l'olivier ou du muguet. Quant aux arcades elles-mêmes, elles sont moulurées de deux tores dégagés entre un méplat. Un doubleau secondaire s'y ajoute du côté extérieur, vers les bas-côtés. Vers la nef, les tailloirs des chapiteaux accueillent les faisceaux de trois colonnettes appareillées correspondant aux voûtes de la nef.
L'impression de verticalité est renforcée par deux corniches toriques, l'une au seuil des arcades du triforium, et l'autre au seuil des fenêtres hautes. C'est à ce niveau que se situent les chapiteaux du second ordre, qui, sauf dans les quatre extrémités de la nef, ont tous été refaits pendant la seconde moitié du XIXe siècle. Ils sont simplement moulurés. Le triforium se compose d'arcades en tiers-point sans arc de décharge, qui retombent sur des colonnettes Pose en délit, même au début et à la fin. Les chapiteaux reproduisent à l'échelle réduite ceux des gros piliers en bas. Ceux au sud ont en partie été remplacés au XVe siècle, au moment de l'installation des remplages flamboyants dans les baies hautes. Les arcades reprennent le profil des grandes arcades, mais avec des tores toujours du même diamètre, ce qui réduit le méplat à un filet. Les baies par travée sont au nombre de quatre au nord au sud, et au nombre de six au revers de la façade occidentale. Seulement cette dernière galerie dispose d'un éclairage par l'arrière grâce à la claire-voie déjà mentionnée, précoce et évoquant celles de Brie-Comte-Robert et Bury. Le sol du triforium est recouvert de dalles, et le plafond est voûté en berceau. Dans son ensemble, le triforium évoque celui de Gouvieux.
Les fenêtres hautes occupent toute la lunette des voûtes, alors que dans nombre d'autres églises, le triforium est poussé plus haut sous les voûtes afin d'économiser de la hauteur, et il ne reste plus guère de place pour les fenêtres. Plus aucune ne conserve sa disposition d'origine. Les remplages de trois lancettes trilobées surmontées de nombreuses soufflets et mouchettes sont de style gothique flamboyant et remontent en principe à la fin du XVe siècle, mais sauf dans la troisième et la quatrième travée côté nord, le remplage a été refait à neuf pendant la seconde moitié du XIXe siècle. Ces baies avaient auparavant dû être bouchées en raison de leur mauvais état. De la disposition d'origine, subsistent des archivoltes toriques dans la quatrième travée, ainsi que les colonnettes de ces archivoltes près du transept et près du mur occidental. Ces colonnettes ont les chapiteaux un peu en dessus du niveau des chapiteaux des colonnettes réservées aux formerets. Les formerets eux-mêmes ont été supprimés partout au nord et au sud de la nef, mais un formeret d'origine est toujours visible au revers de la façade. L'association de la claire-voie et du triplet de trois lancettes en tiers-point, toutes les trois agrémentées d'archivoltes toriques retombant sur quatre colonnettes, y est du plus bel effet. La moitié de la voûte de la première et de la troisième travée, ainsi que l'ensemble de la voûte de la seconde travée, ont été remplacées pendant la seconde moitié du XIXe siècle. Ici l'on voit un profil d'un filet entre deux tores, qui n'est pas authentique. Le profil d'origine est d'une gorge entre deux baguettes et deux tores, comme dans les cathédrales de Chartres et de Soissons.

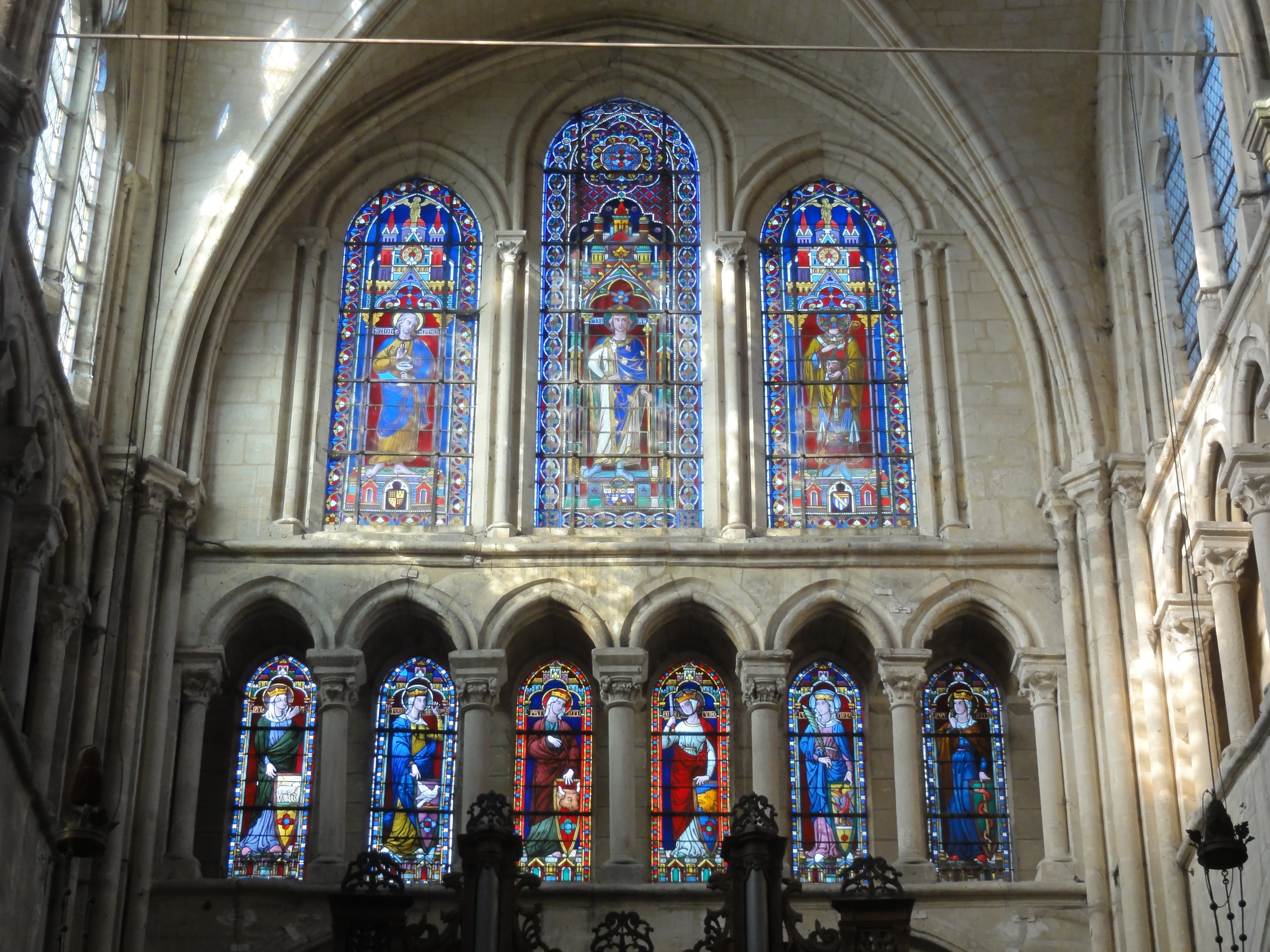
Nef, extrémité occidentale, parties hautes.
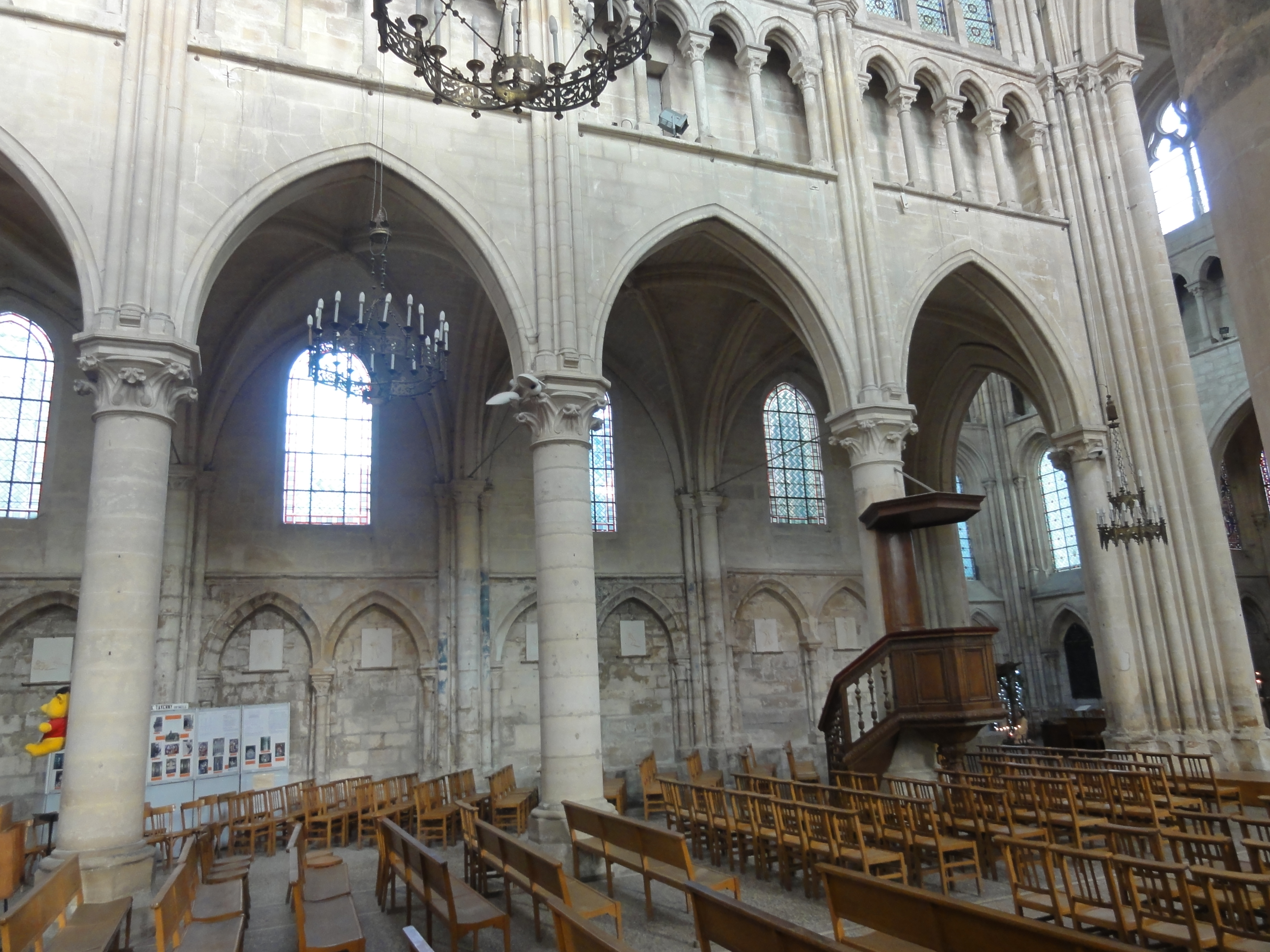
Grandes arcades du nord.
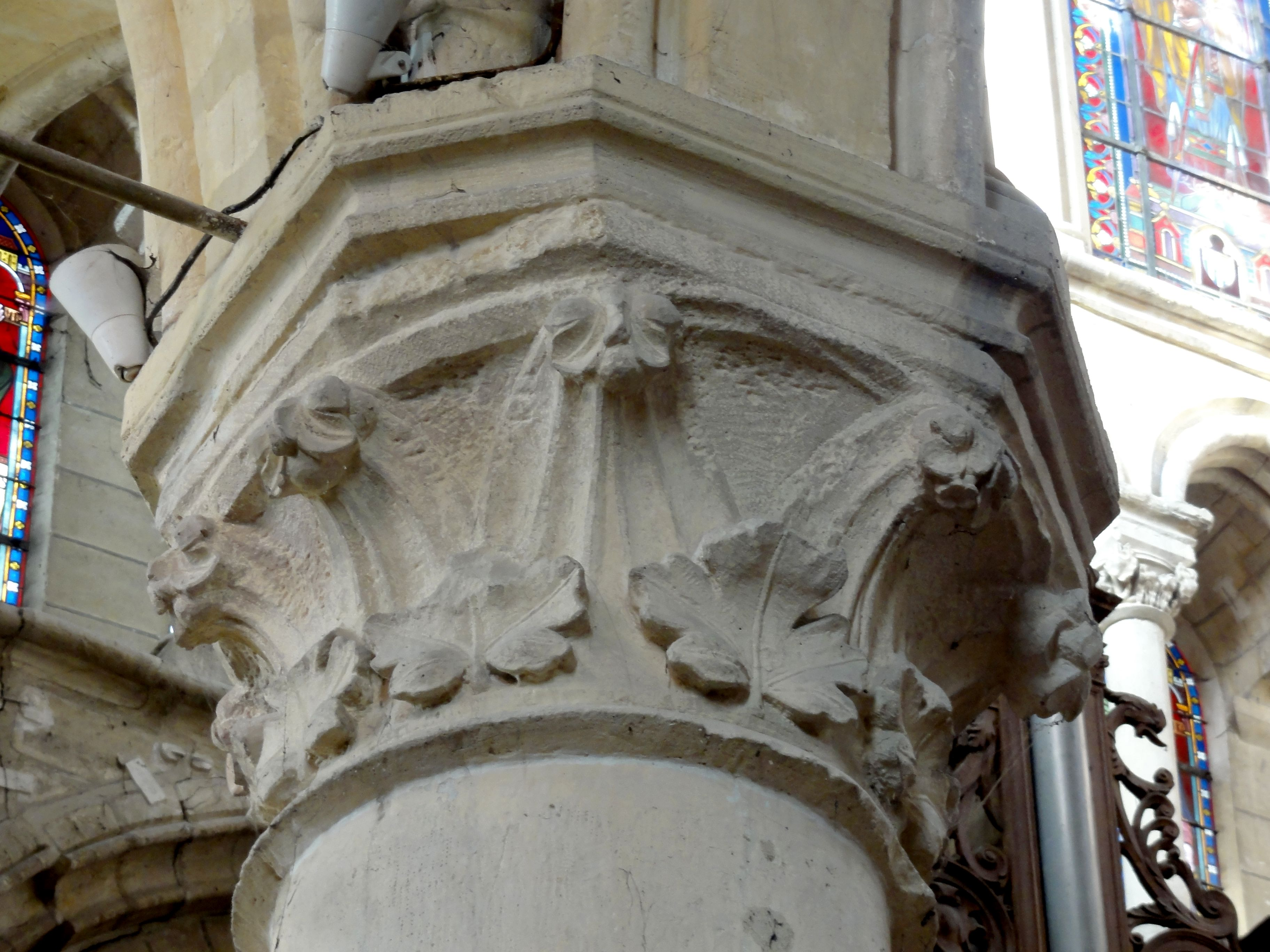
Chapiteau du 1er pilier du sud.
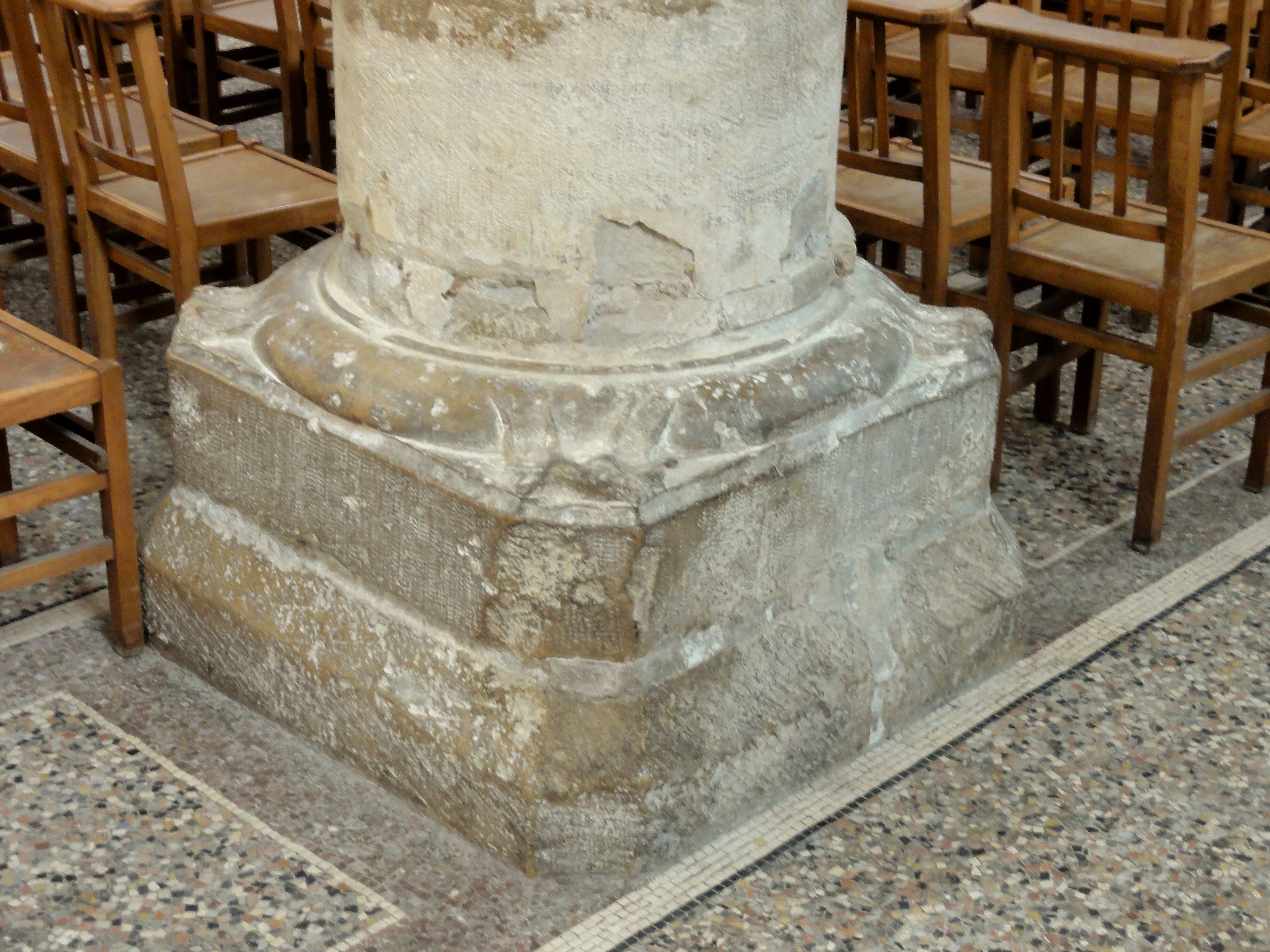
Dernière base d'origine - 3e pilier du sud.
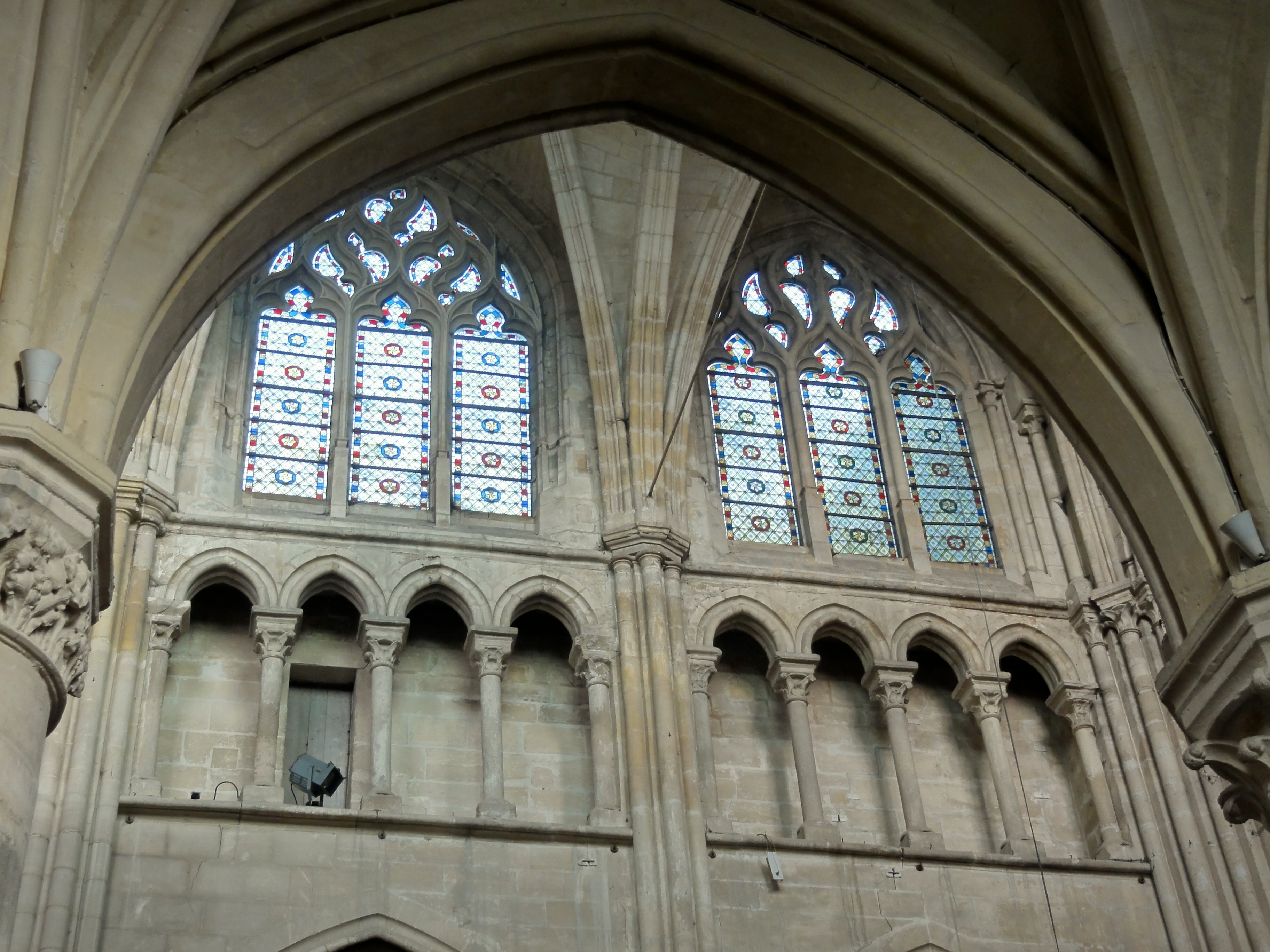
Triforium de la 3e et la 4e travée, côté nord.
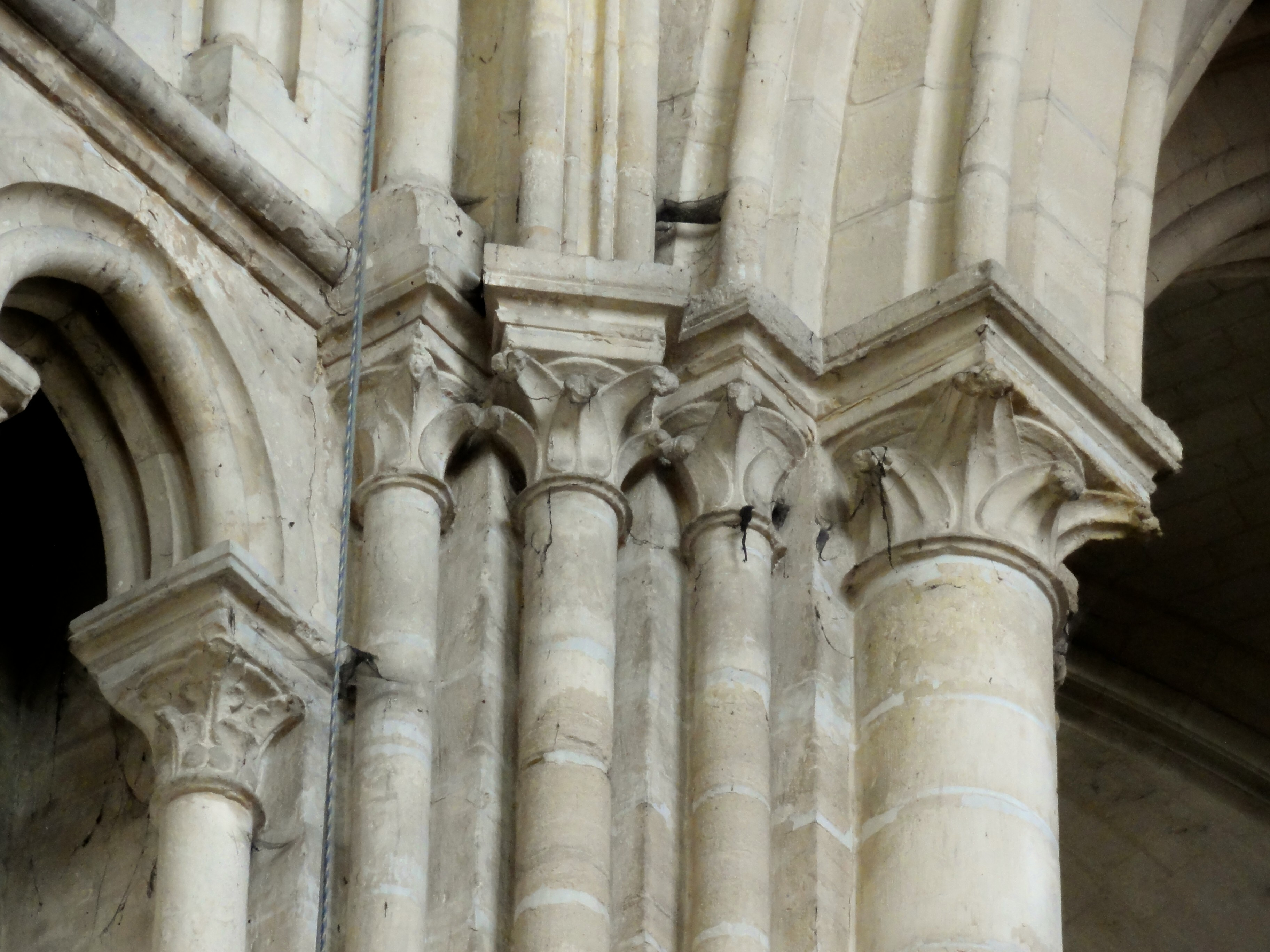
Chapiteaux du 2e ordre de la pile nord-ouest de la croisée.

#### Bas-côtés

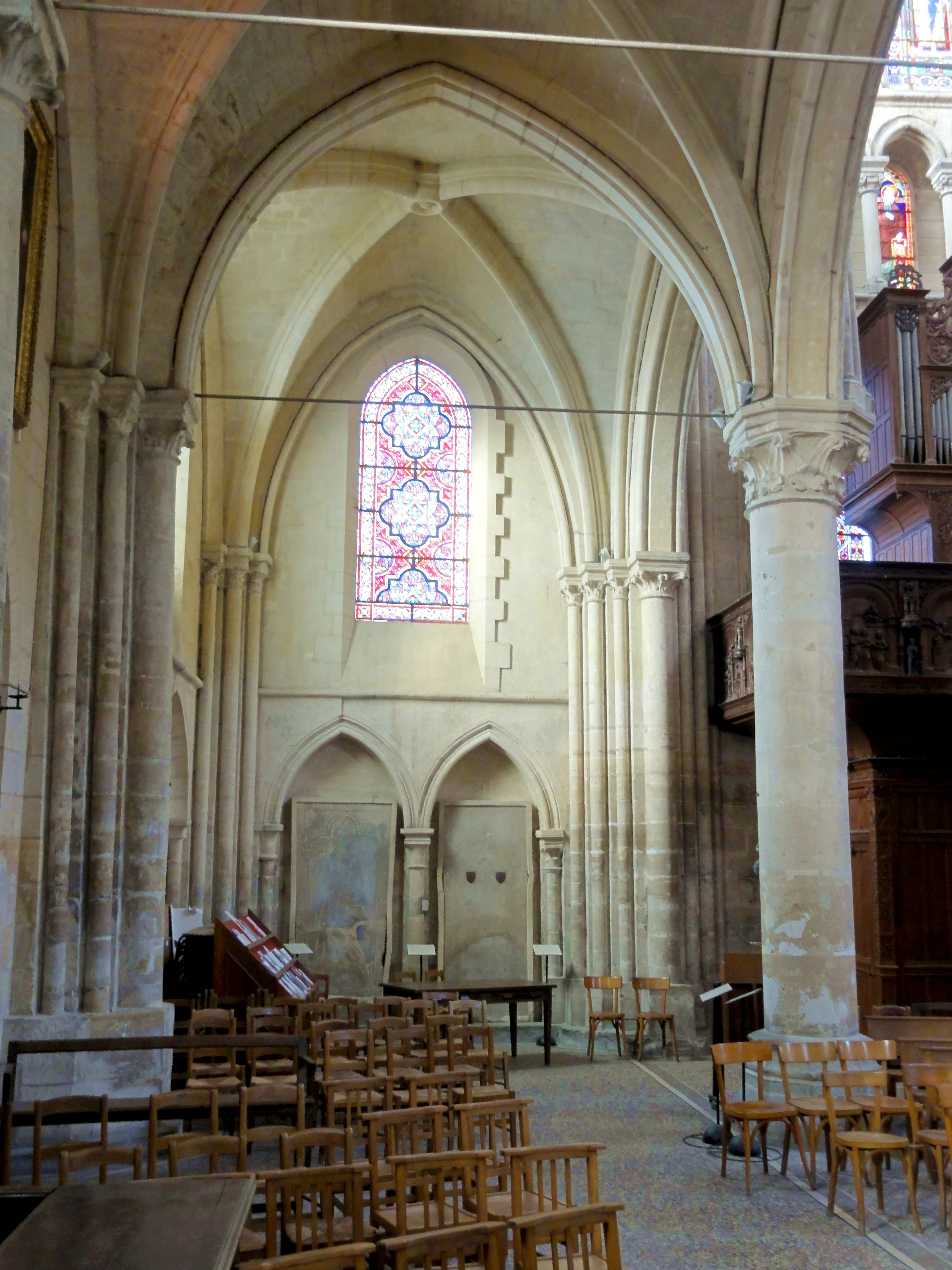
Bas-côté sud, vue vers l'ouest.

Les bas-côtés sont un peu plus larges que la moitié de la nef, et puisque celle-ci est d'une largeur généreuse, ils n'ont pas l'étroitesse qui est le plus souvent propre aux bas-côtés des églises rurales de la région. Ils peuvent donc aussi accueillir des fidèles et ne se limitent pas à un simple rôle de couloirs de dégagement. Comme à Boissy-l'Aillerie et Gouvieux, les grandes arcades s'accompagnent de doubleaux toriques. Des formerets toriques existent initialement le long de tous les murs extérieurs. Au nord, ils ont été abattus au XVIIIe siècle et remplacés par un simple rang de claveaux, solution fréquemment adoptée à toutes les époques du fait de sa nature purement fonctionnelle. Entre les travées, les doubleaux, ogives et formerets retombent sur des faisceaux de trois colonnettes, dont celle du milieu est plus forte et analogue à celles au début et à la fin des grandes arcades. Les formerets se partagent les chapiteaux avec les ogives, qui sont au profil d'un tore en amande entre deux baguettes. Des faisceaux de trois colonnettes sont aussi logés dans les quatre extrémités des bas-côtés, de sorte que les formerets y disposent de supports dédiés. Dans l'extrémité nord-est, leurs chapiteaux ont été refaits à la Renaissance, non dans un style antiquisant propre à cette période, mais sous la forme d'un pastiche, où les tailloirs sont toutefois remplacés par d'étonnantes compositions de fleurs et d'une tête saillante qui se dégagent entre les volutes fortement schématisées d'un chapiteau corinthien. Le bas-côté sud conserve ses cinq baies en tiers-point à lancette simple d'origine, dont le seuil est formé par un haut glacis. Au sud, les fenêtres ont été refaites à l'époque moderne. Un bandeau torique court à mi-hauteur des murs, et délimite les fenêtres des arcatures aveugles en tiers-point, dont il faut souligner l'étrange mouluration par une gorge, qui se comprendrait mieux au cas d'un remaniement au XVe ou XVIe siècle. La présence de telles arcatures est rare dans les bas-côtés à la période gothique, et pratiquement limitée aux églises édifiées sous l'influence de la cour royale. L'on compte deux arcatures par pan de mur, qui retombent sur trois colonnettes appareillées à chapiteaux. Au nord, la facture archaïque de certains chapiteaux peut étonner, mais aussi la variété des motifs. Dans la première travée du sud et la dernière du nord, des chapiteaux ont été remplacés par des sections de colonne. Reste à mentionner l'existence d'un portail latéral dans la seconde travée du sud, qui dans sa forme actuelle date du XIXe siècle.

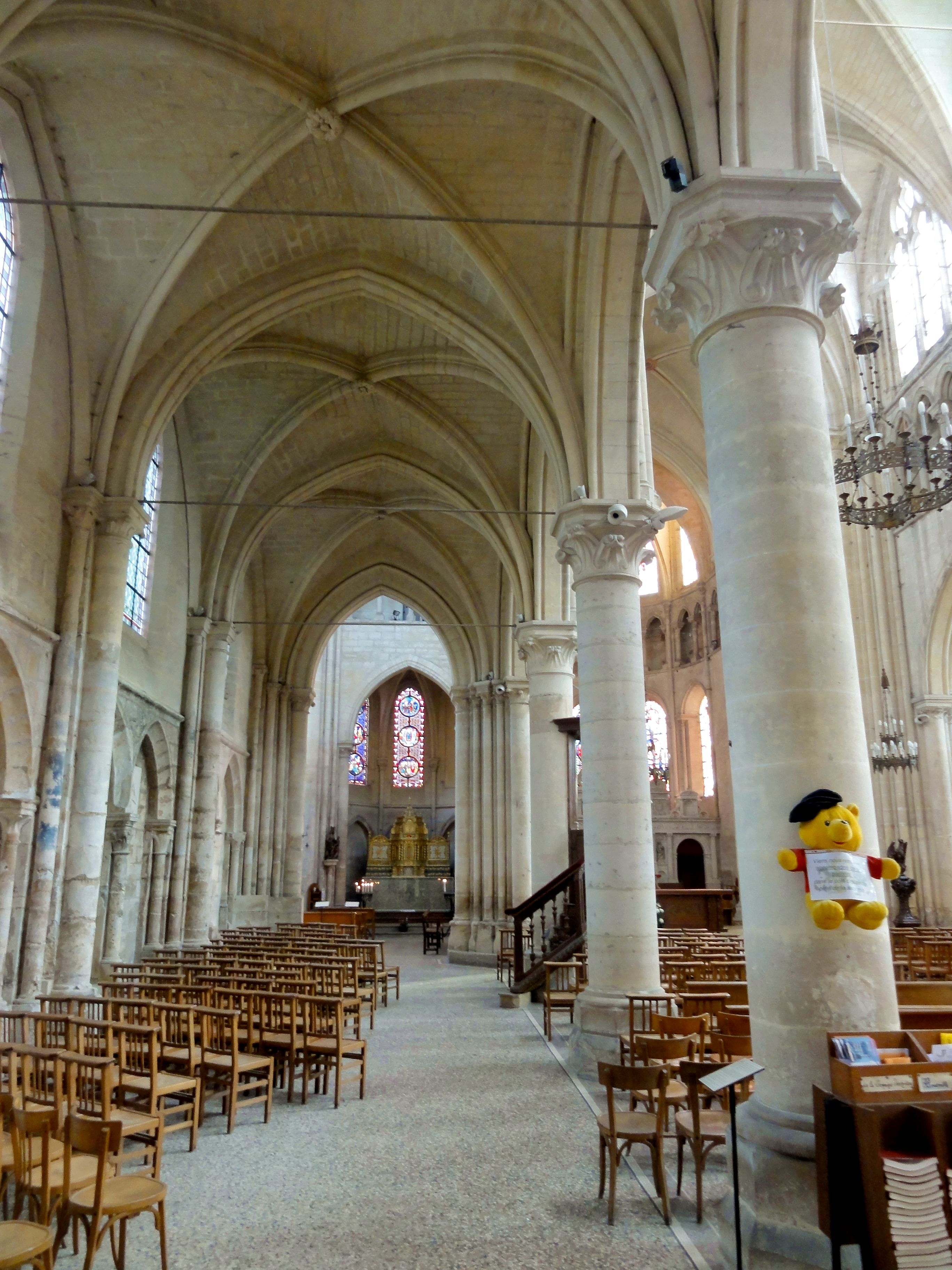
Bas-côté nord, vue vers l'est.
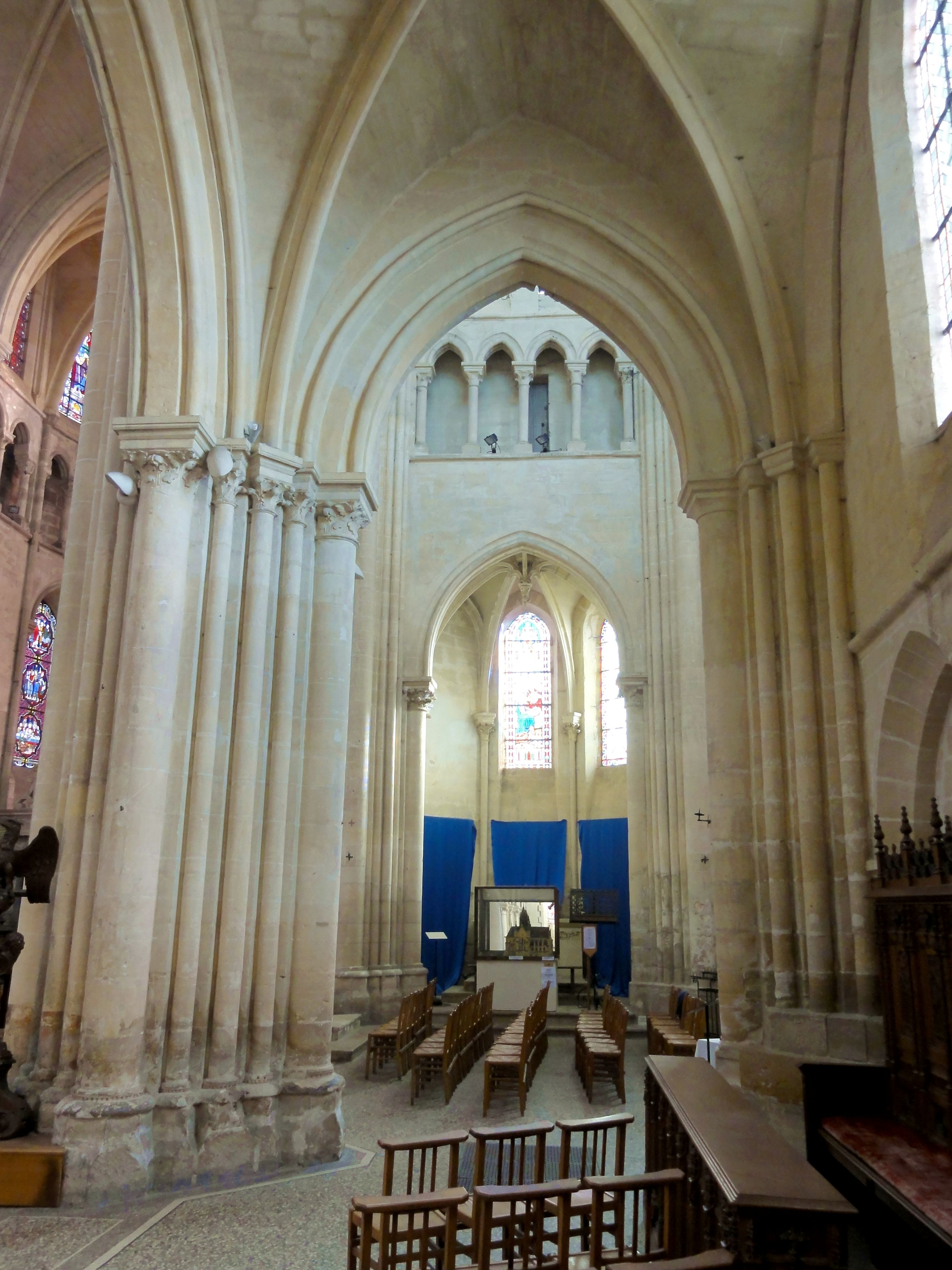
Bas-côté sud, vue vers l'est.
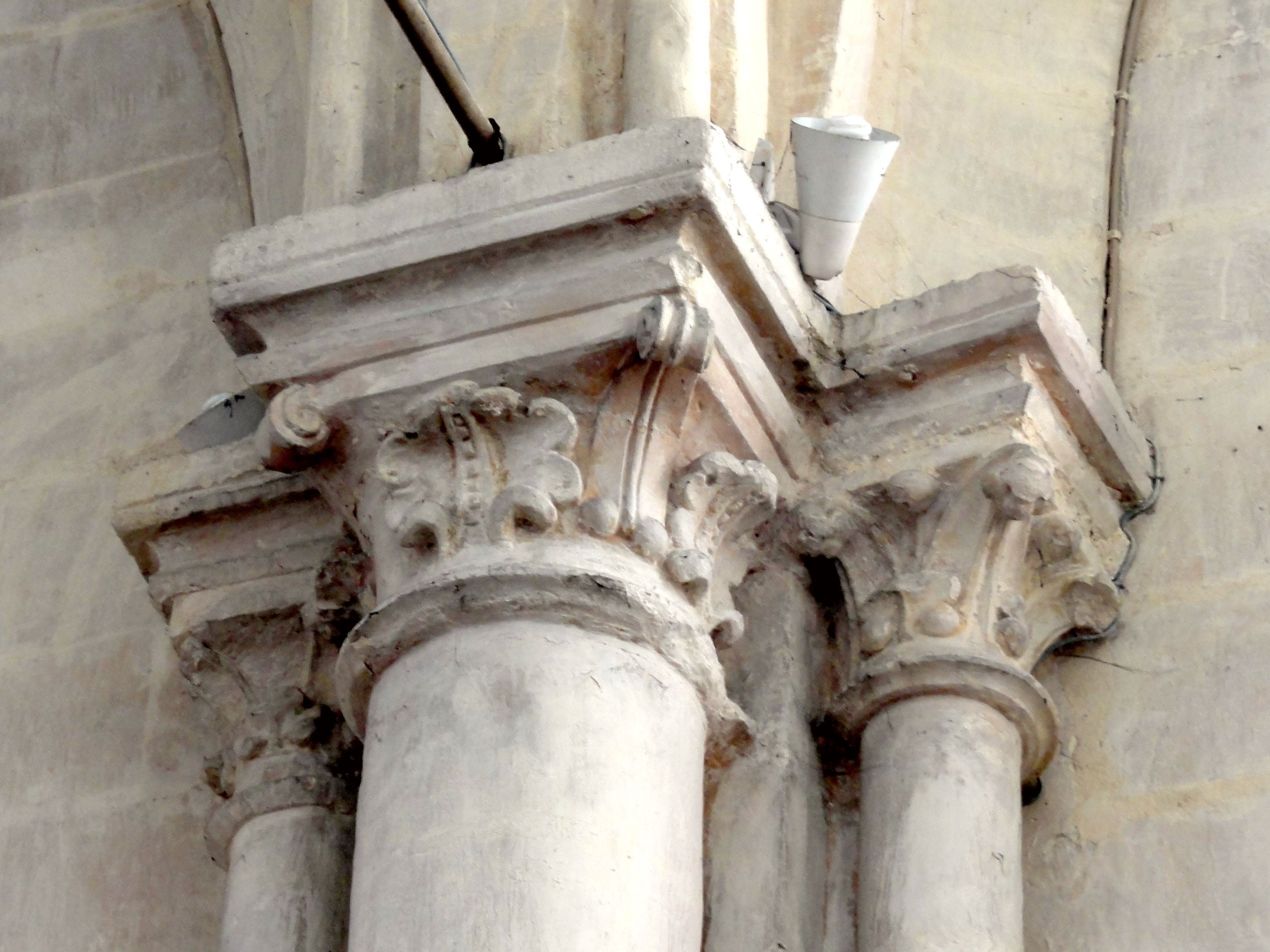
Bas-côté sud, chapiteaux contre le mur.
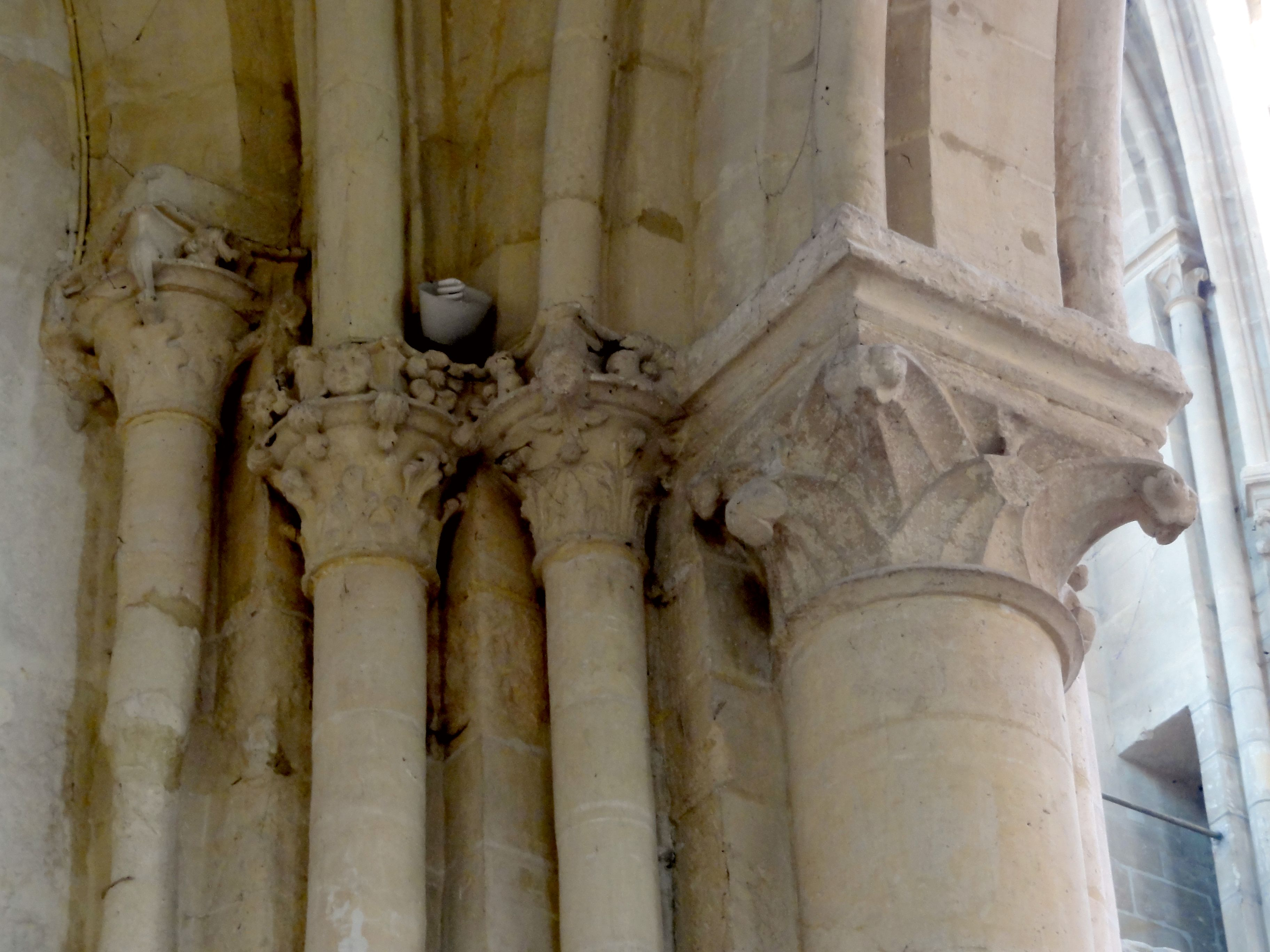
Bas-côté nord, chapiteaux dans l'angle nord-est.
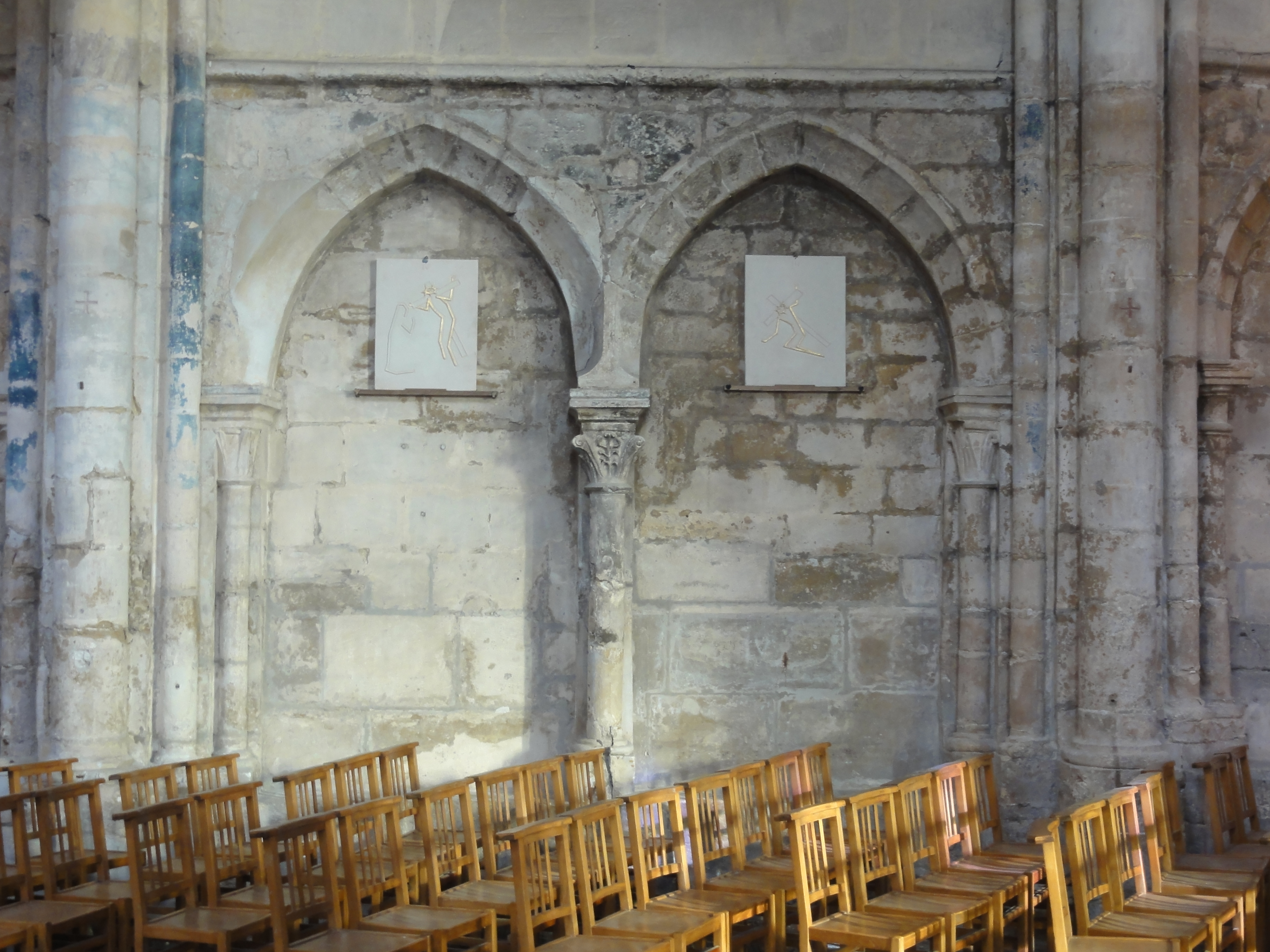
Arcatures plaquées de la 3e travée du nord.
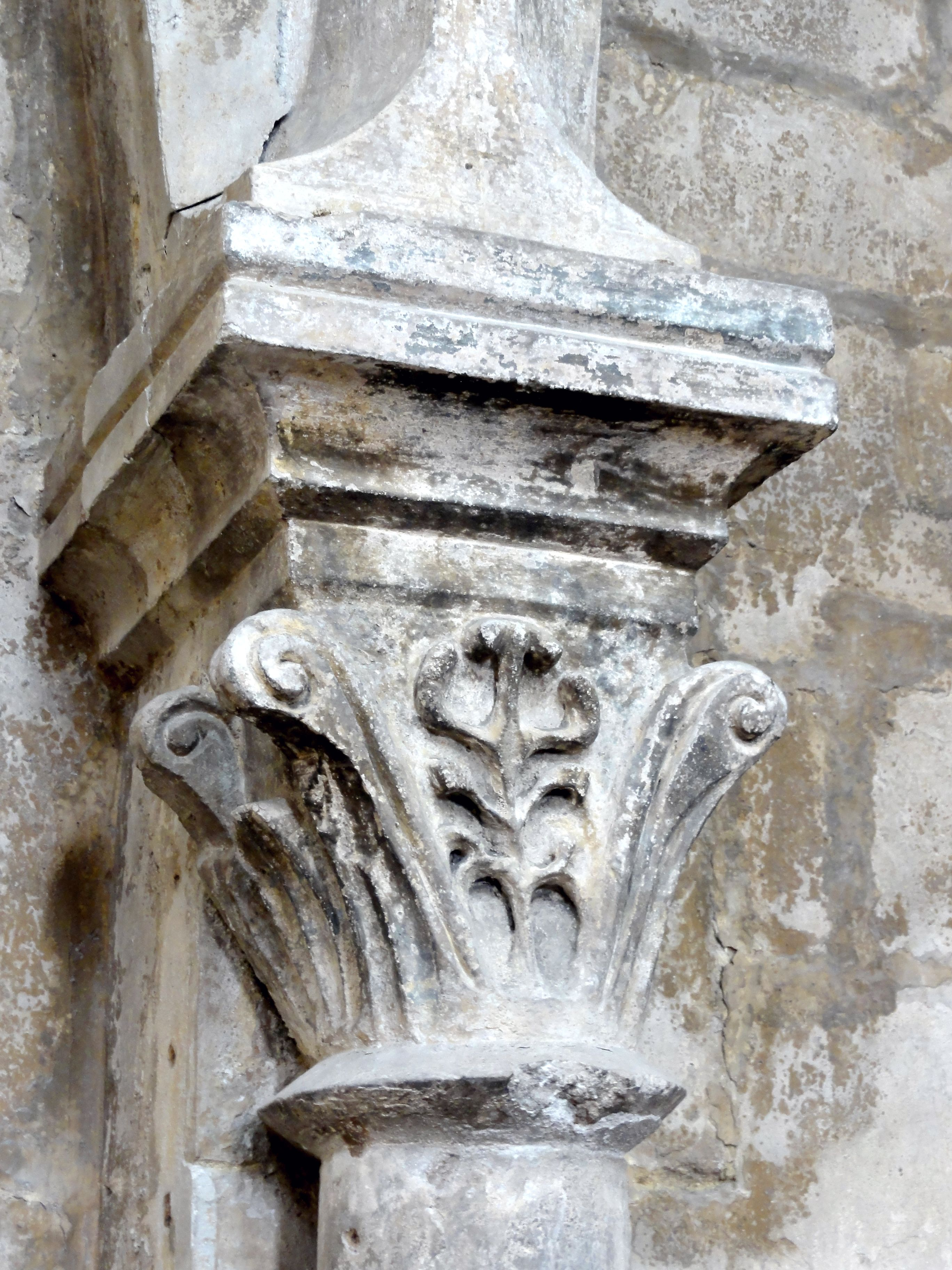
Chapiteaux des arcatures aveugles au nord.
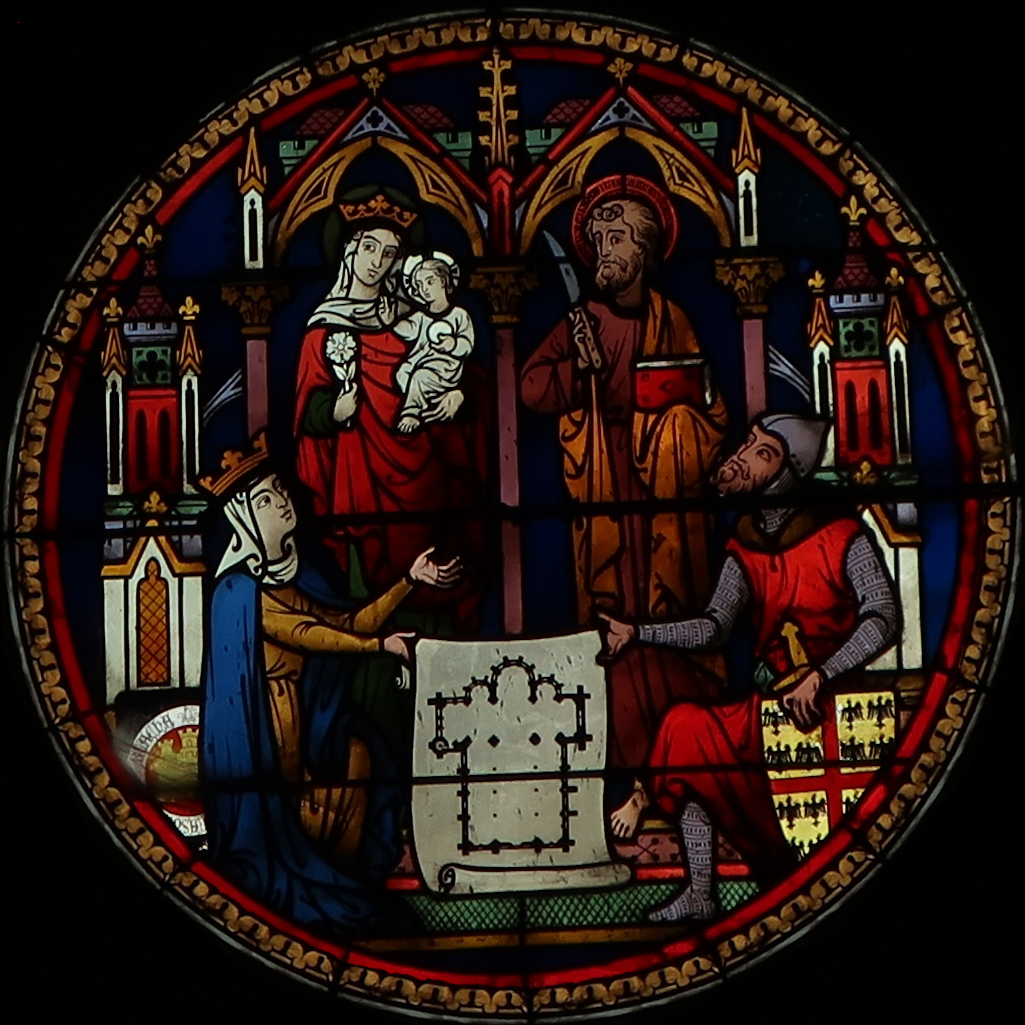
Bas-côté sud, vitrail

#### Transept

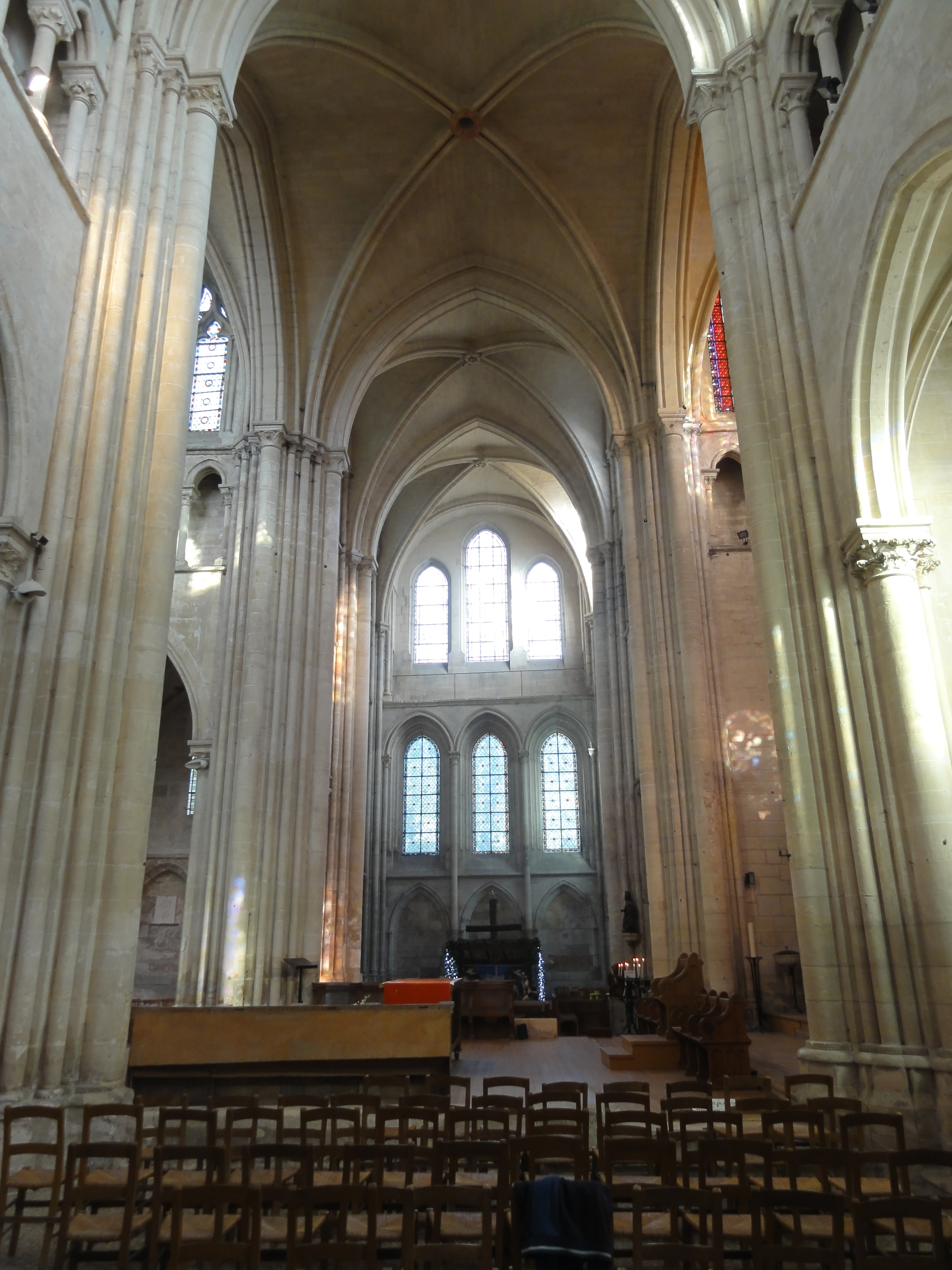
Transept, vue sud-nord.

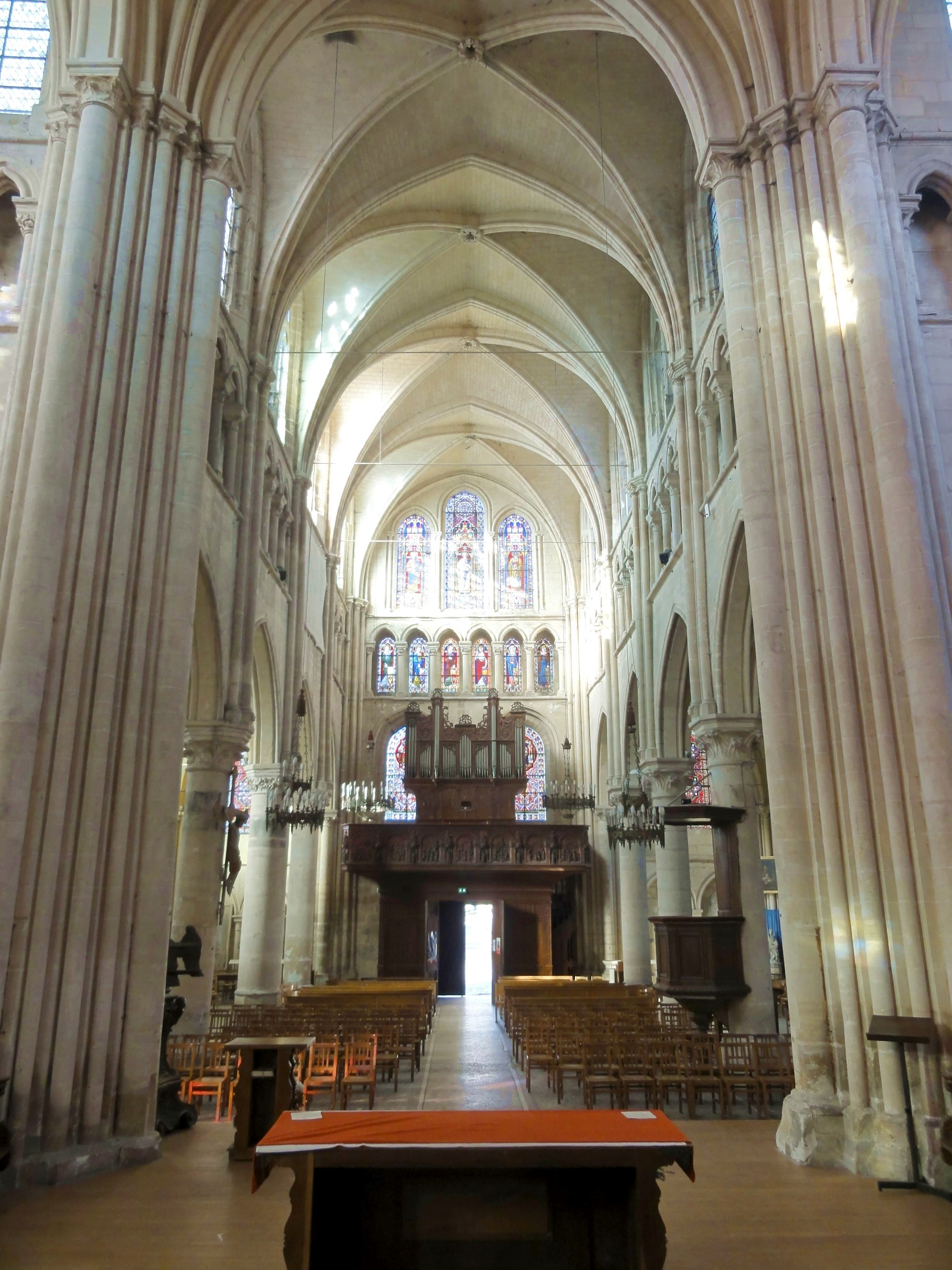
Croisée, vue vers l'ouest.

La croisée du transept accueille le chœur liturgique. Sa voûte repose sur quatre piles disposées en losange, cantonnées de quatre colonnes (dont deux pour les arcades des bas-côtés et deux pour les doubleaux délimitant la croisée) et de douze colonnettes. Sauf pour les grandes arcades, des chapiteaux n'existent qu'au niveau supérieur, ce qui souligne encore l'effet de verticalité. Les chapiteaux sont de plan carré et sculptés de crochets de feuilles d'arum. La clé de voûte centrale est percée d'un trou et cernée de feuillages. Les doubleaux sont plus larges que celles de la nef, et moulurés de la même façon que les grandes arcades. Les ogives sont analogues à celles de la nef qui restent authentiques. — Aux extrémités nord et sud du transept, il n'y a pas de triforium au profit de fenêtres hautes plus élevées, mais une coursive permet toutefois de relier les triforiums des murs latéraux entre eux. Ils comportent ici en principe quatre arcades par travée de chaque côté, comme dans la nef. La seconde travée du croisillon sud est toutefois moins profonde, car il a été édifié sur une terrasse artificielle, dont le prolongement vers le sud aurait été délicate en la présence d'une forte pente. Les deux travées sont donc du croisillon sud inégales. Sinon, les deux croisillons se distinguent par une disposition différente des fenêtres aux extrémités, et les remaniements à la fin du XVe siècle ont été moins systématiques que dans la nef. D'autres irrégularités en résultent, qui ont l'avantage de faire encore apparaître les dispositions d'origine à certains endroits. Tout comme la nef, le transept possède une surface vitrée importante, ce qui amène Émile Lambin à dire « Cette église est splendidement éclairée. [...] Comme on le voit, ce monument est presque transparent. Aussi respire-t-il la jeunesse et la vie. On prétendait autrefois qu'un édifice gothique devait être sombre. C'est une erreur. L'intérieur de Notre-Dame de Paris est là pour le prouver, car ses merveilleuses sculptures sont presque invisibles dans l'obscurité de ses nefs. À Notre-Dame de Paris, tout est triste ; à Notre-Dame de Taverny, tout est joyeux »,.
Au-dessus du croisillon nord, les formerets primitifs subsistent ; ils sont pratiquement en plein cintre et se terminent donc au-dessus des ogives et doubleaux. Les fenêtres hautes côté est datent de la période flamboyante et évoquent celles de la nef, mais les formerets d'origine restent intacts. Contrairement à la nef, et sauf au nord, ils retombent jusqu'au sol grâce à de fines colonnettes, et tant à l'est qu'à l'ouest du croisillon, l'on trouve donc des faisceaux de cinq colonnettes qui appartiennent à trois diamètres différents, et dont les chapiteaux réservés aux ogives sont placés de biais. À l'ouest, les fenêtres hautes datent d'origine, mais ce sont des lancettes simples entourées d'une gorge continue, et ne correspondent pas au type de fenêtre que les baies au réseau flamboyant ont remplacé : des vestiges de leur décoration indiquent que la largeur a toujours été la même. Au nord, l'on trouve un triplet de fenêtres entourées d'une gorge continue au-dessus de la coursière, et un triplet différent en bas. Ce n'est pas non plus tout à fait le même que celui de la façade occidentale, mais en quelque sorte une synthèse des deux : aux archivoltes toriques retombant sur des colonnettes à chapiteaux, s'ajoutent les gorges continues. Ce type de mouluration se trouve aussi dans les chapelles rayonnantes de la cathédrale de Bayeux, sur le chevet plat de Lhuys et sur les piles de la croisée du transept de Triel. Exceptionnellement, les colonnettes descendent jusqu'au sol, et dans les angles, elles s'ajoutent aux deux colonnettes correspondant aux ogives et formerets. Le même type de fenêtres a été adopté pour les fenêtres basses, en l'occurrence deux baies géminées dans chacun des murs latéraux de la seconde travée. Ici les colonnettes ont leurs bases au-dessus du bandeau torique horizontal. Des fenêtres basses ne peuvent évidemment pas exister dans la première travée, où s'ouvre le bas-côté et la chapelle orientée dans la continuation de ce dernier. Des arcatures plaquées agrémentent les soubassements des fenêtres ; elles sont d'origine côté est et ont été refaites au XIVe siècle au nord et là l'ouest.
Le croisillon sud est légèrement dévié vers le sud-ouest, et sa seconde travée plus courte ne compte qu'une seule baie latérale de chaque côté au niveau du rez-de-chaussée, ainsi qu'un triforium composé de deux arcades seulement au lieu des quatre habituelles. La sculpture des chapiteaux est d'une belle facture. Les voûtes d'ogives avec leurs clés de feuillages et les formerets sont d'origine ; les formerets de la première travée étant plein cintre et ceux de la seconde travée en tiers-point. L'on note que le trou de cloches est percé dans la voûte de la première travée, car le clocher s'élève au-dessus. Le remplage actuel de la rosace du XVe siècle au-dessus du portail méridional est moderne, mais les baies hautes de la première travée conservent la disposition initiale, qui devait être commune à l'ensemble des baies hautes refaites à la période flamboyante : deux lancettes simple en tiers-point entourées d'une gorge continue, surmontées d'un oculus rond, et s'inscrivant dans un arc de décharge suivant le même tracé que le formeret. Ces fenêtres indiquaient l'appartenance de l'église à la période pré-rayonnante ; on en trouve également dans l'église Notre-Dame de Moret-sur-Loing. Les arcatures plaquées ont disparu ; au moins du côté sud, cette perte doit remonter à la construction de la porte du roi Jean.

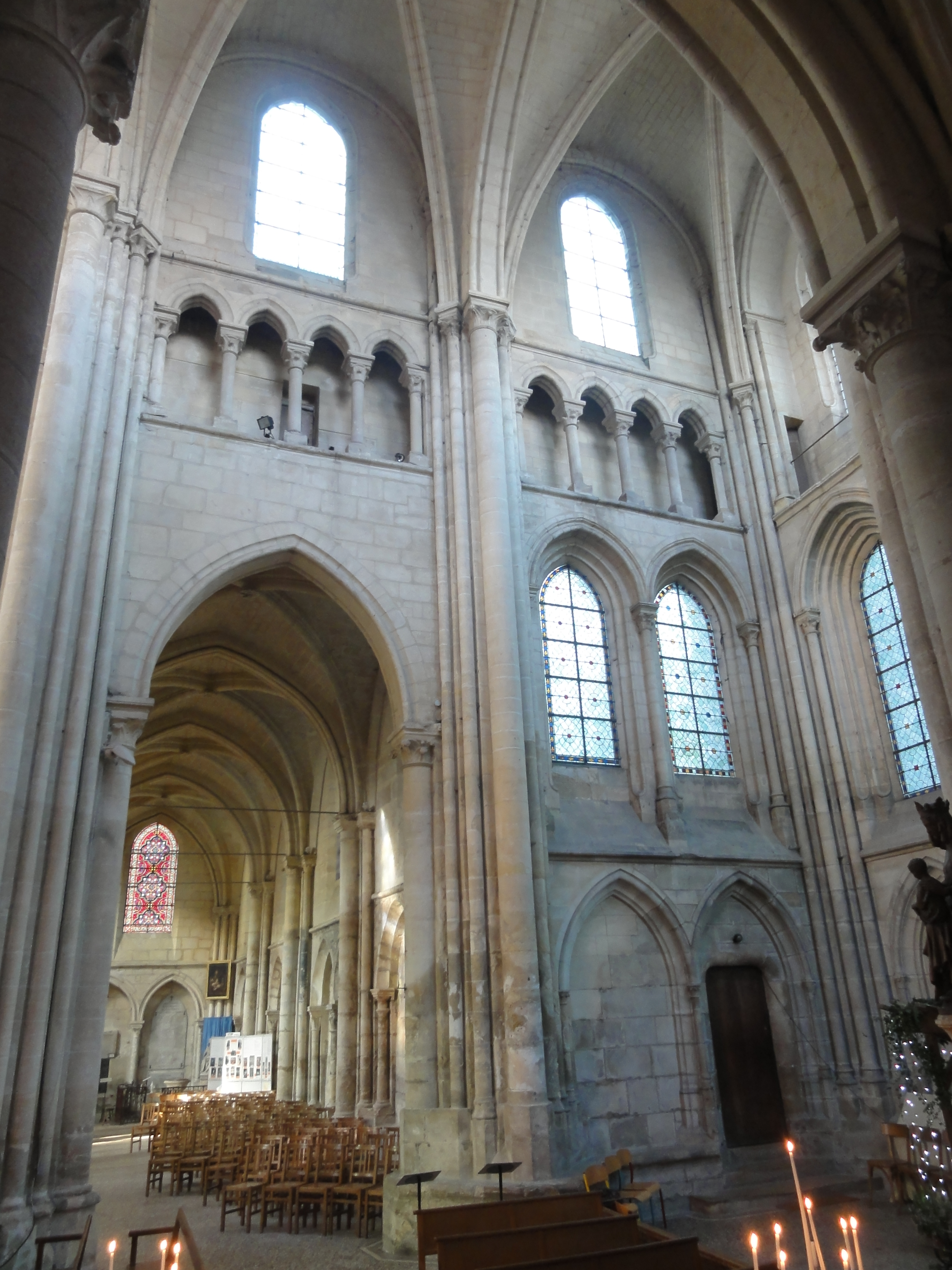
Croisillon nord, côté ouest.
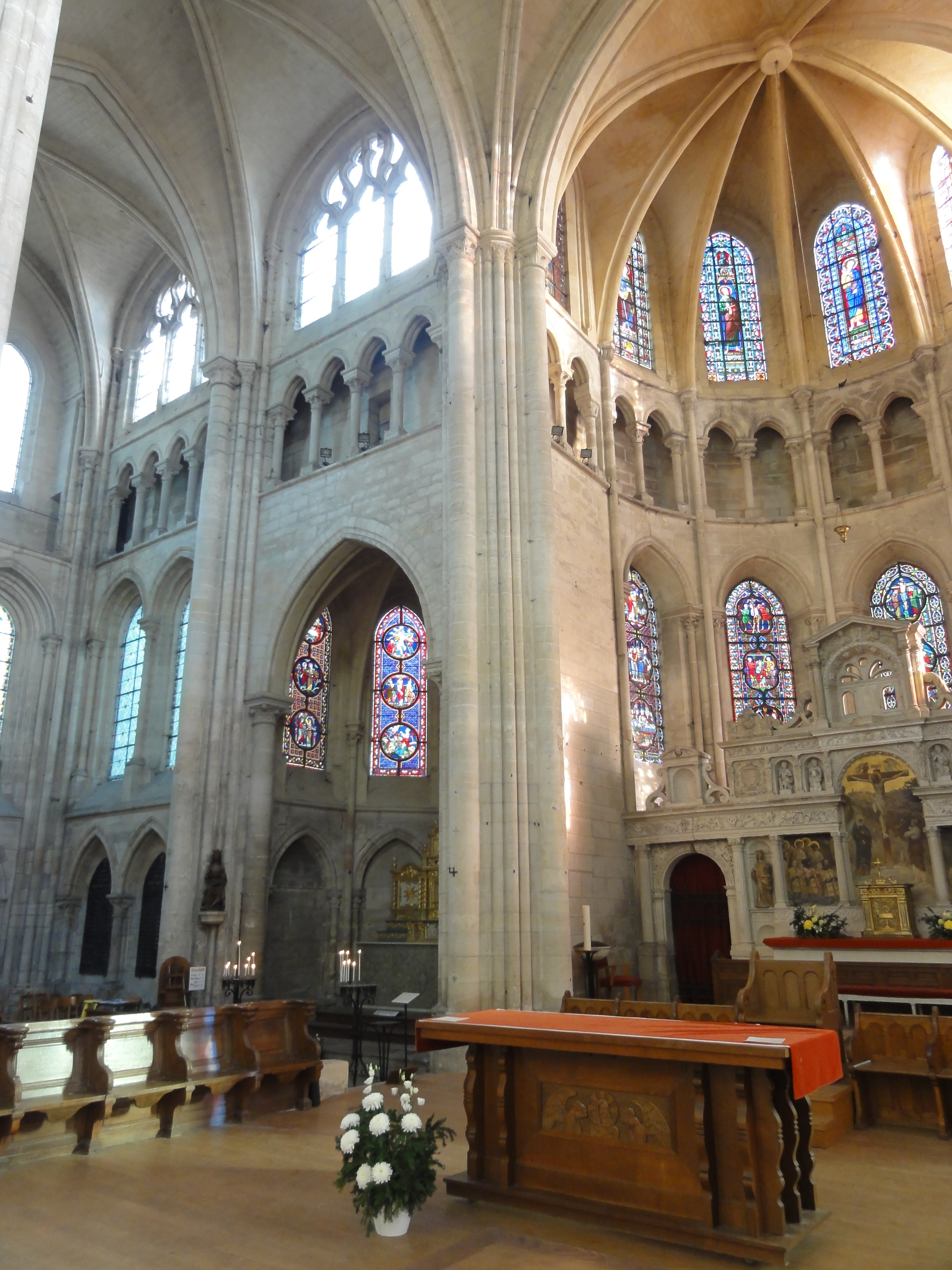
Croisée, vue vers le nord-est.
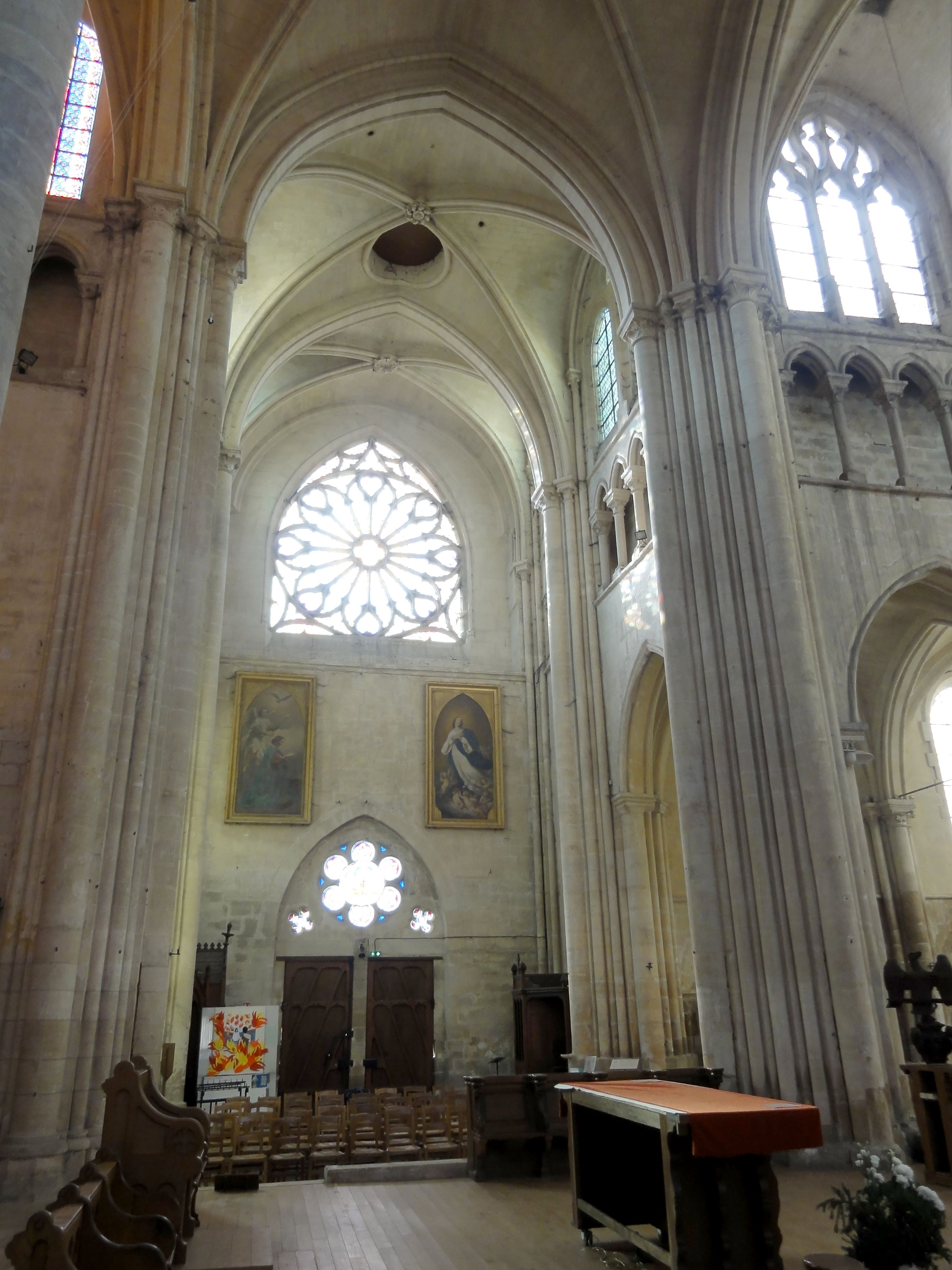
Croisée, vue vers le sud.
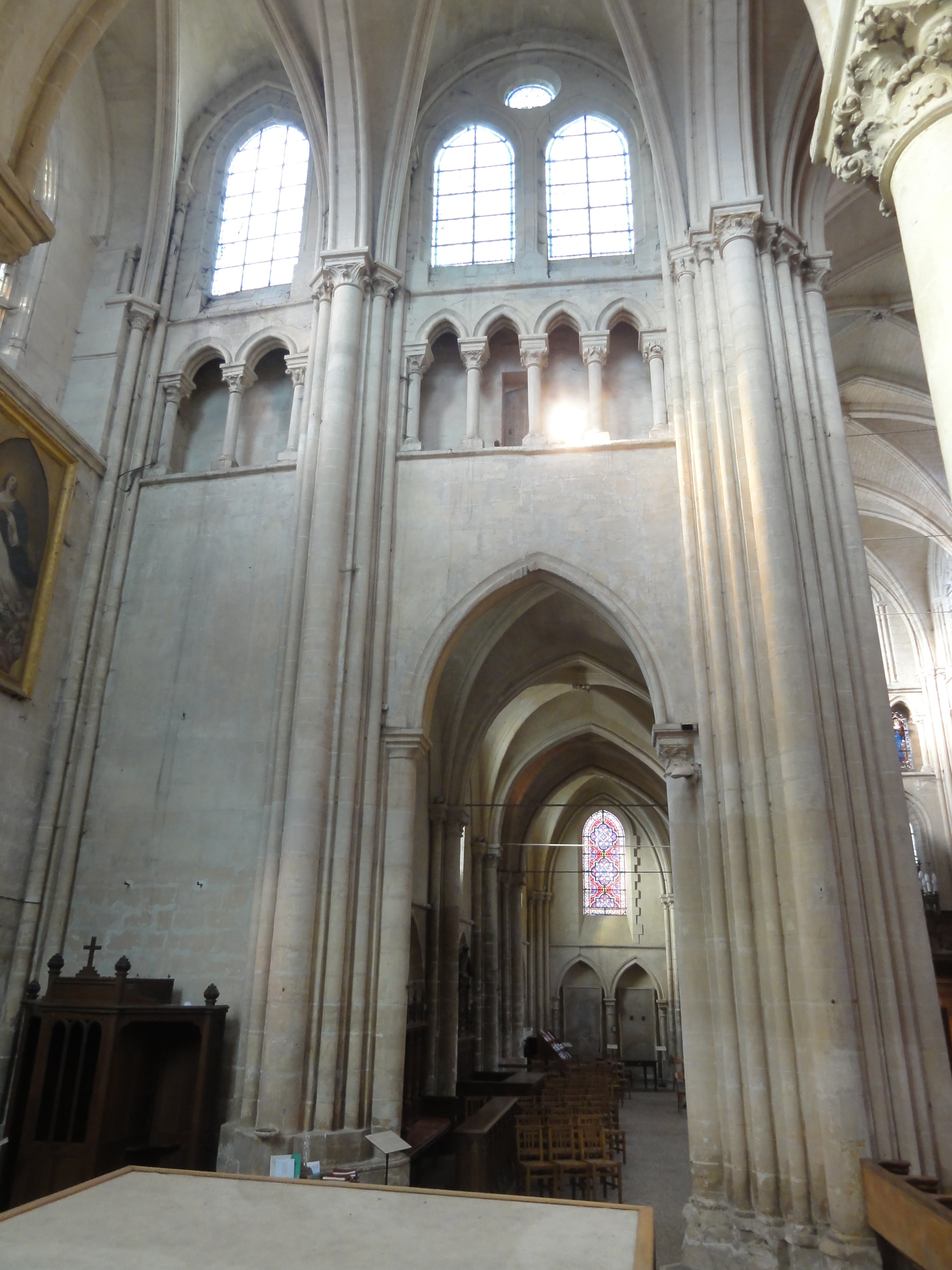
Croisillon sud, côté ouest.
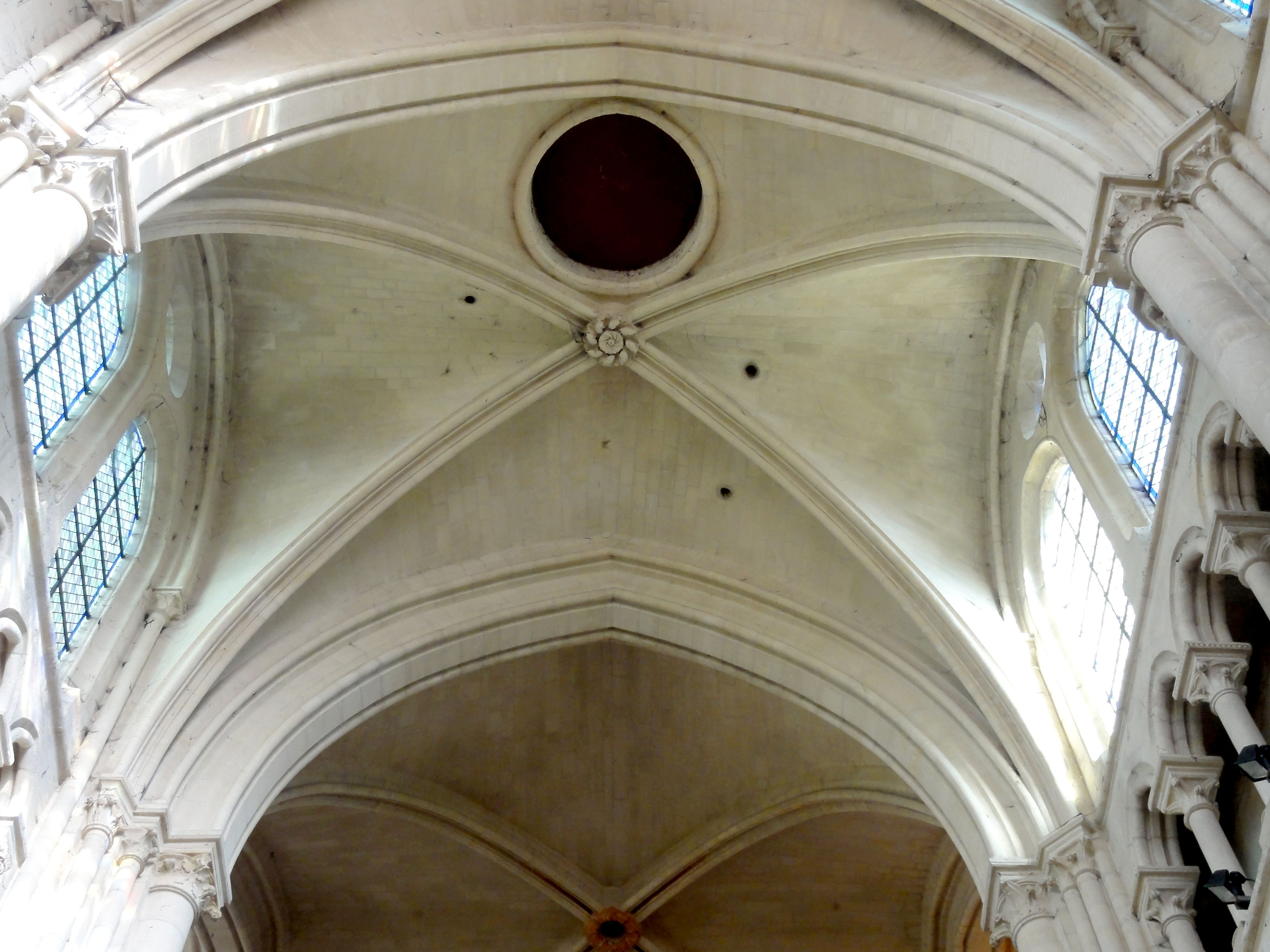
Croisillon sud, voûte.
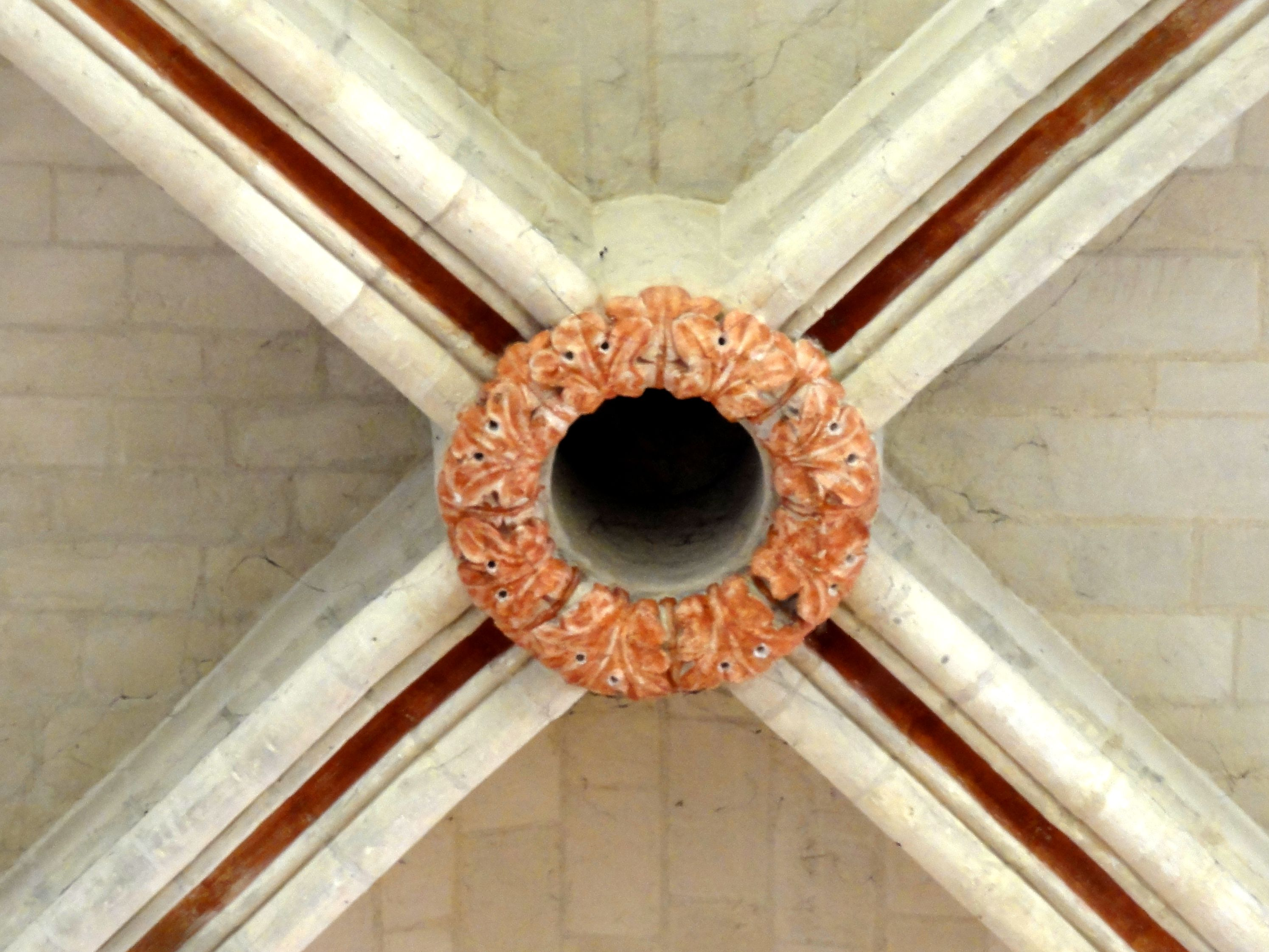
Croisée, clé de voûte.

#### Chapelles orientées

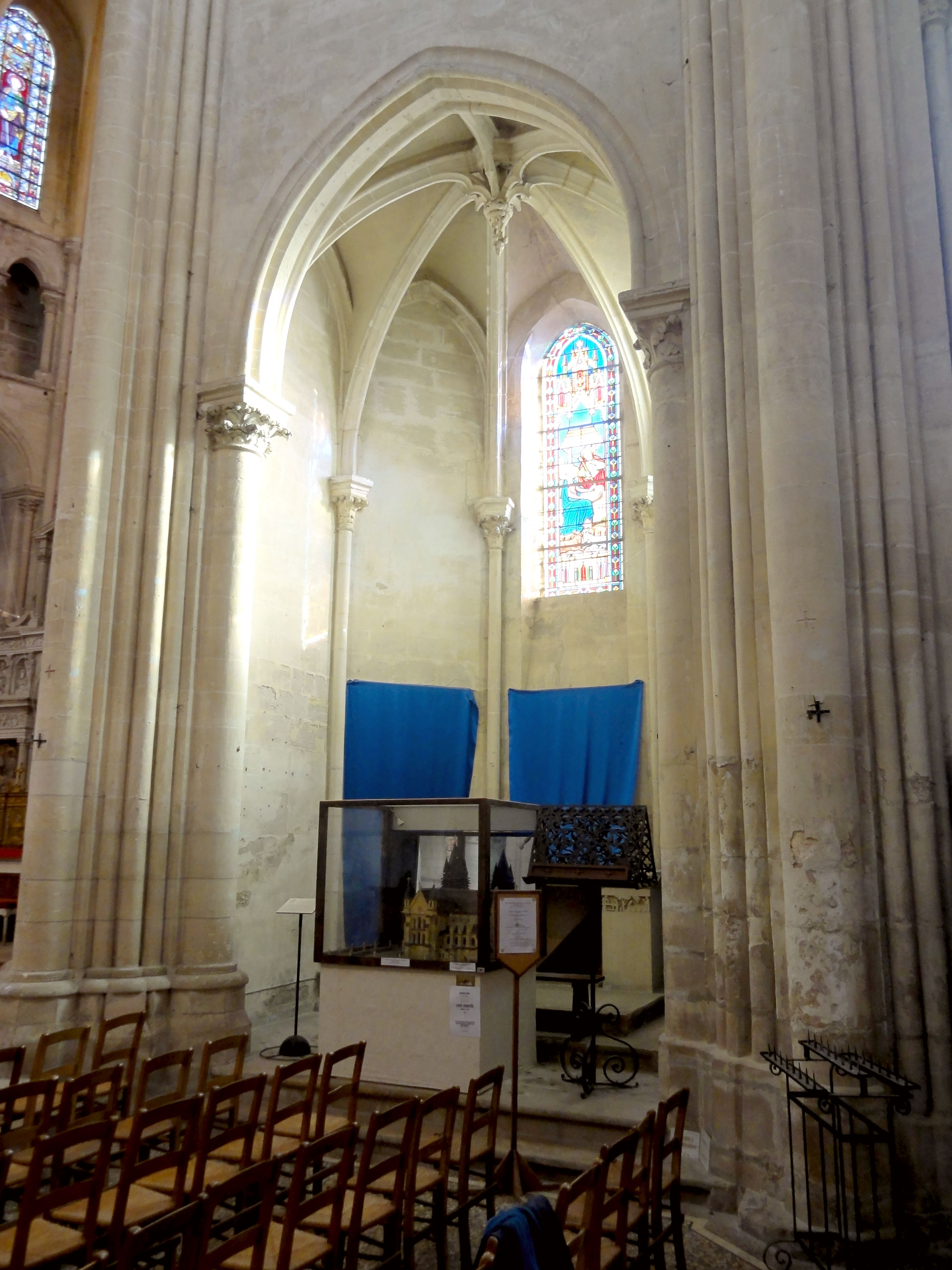
Chapelle Saint-Barthélemy.

Il n'est pas certain s'il faut rattacher les deux chapelles orientées à la tradition romane des absidioles, où s'il faut y voir la conséquence de l'absence de travée droite du chœur, qui ne permit pas de prévoir des collatéraux, à moins d'adopter un déambulatoire. S'il s'agit d'absidioles, ce sont les dernières construites dans la région, après Champagne-sur-Oise, Fosses et Saint-Ouen-l'Aumône. Celle du nord est dédiée à Notre-Dame de Taverny, statue de la Vierge à l'Enfant du XIIIe siècle, et celle du sud à Saint-Barthélemy ; la première abrite l'ancien tabernacle depuis sa récente restauration, et la seconde contenait les reliques du second patron de l'église, mais elle sert actuellement à l'exposition d'une maquette grossière de l'église. Les chapelles s'ouvrent par une arcade en tiers-point, dont les chapiteaux sont des mêmes dimensions que leurs homologues au début et à la fin des grandes arcades, et les chapiteaux des doubleaux du transept. Les chapelles sont à cinq pans, et ont un chevet à pans coupés. Les deux pans jouxtant le mur de l'abside du vaisseau central sont naturellement aveugles ; les autres comportent des fenêtres à lancette simple en tiers-point, non décorées intérieurement,.
Initialement les deux chapelles devaient être identiques, mais l'une et l'autre ont connu des évolutions. Au nord, il s'agit d'une lourde restauration au XIXe siècle, quand les arcatures aveugles des soubassements des fenêtres ont été entièrement refaites à neuf. Au sud, il s'agit d'un revoûtement au XVIe siècle, avec des ogives piriformes qui se recourbent au centre vers une petite clé de voûte pendante. Des formerets du XVIe siècle sont présents sur trois des cinq pans. Dans les angles, des colonnettes uniques reçoivent les ogives, et le cas échéant, les formerets. De telles colonnettes flanquent également l'arcade vers le croisillon. Les chapiteaux sont tout à fait remarquables, dont ceux de l'arcade sont qualifiés de chefs-d'œuvre par Émile Lambin. Celui de droite représente de la vigne à lobes simples, et celui de gauche de la vigne touffue avec échancrures, profondément fouillée, dans un arrangement élégant. Quant au croisillon nord, les formerets y font défaut, mais l'on y voit le bandeau torique qui est également présent dans les croisillons et les bas-côtés. Sous l'arcade d'entrée, l'on voit de la fougère à droite et de la vigne à gauche, mais ce chapiteau a été refait,.

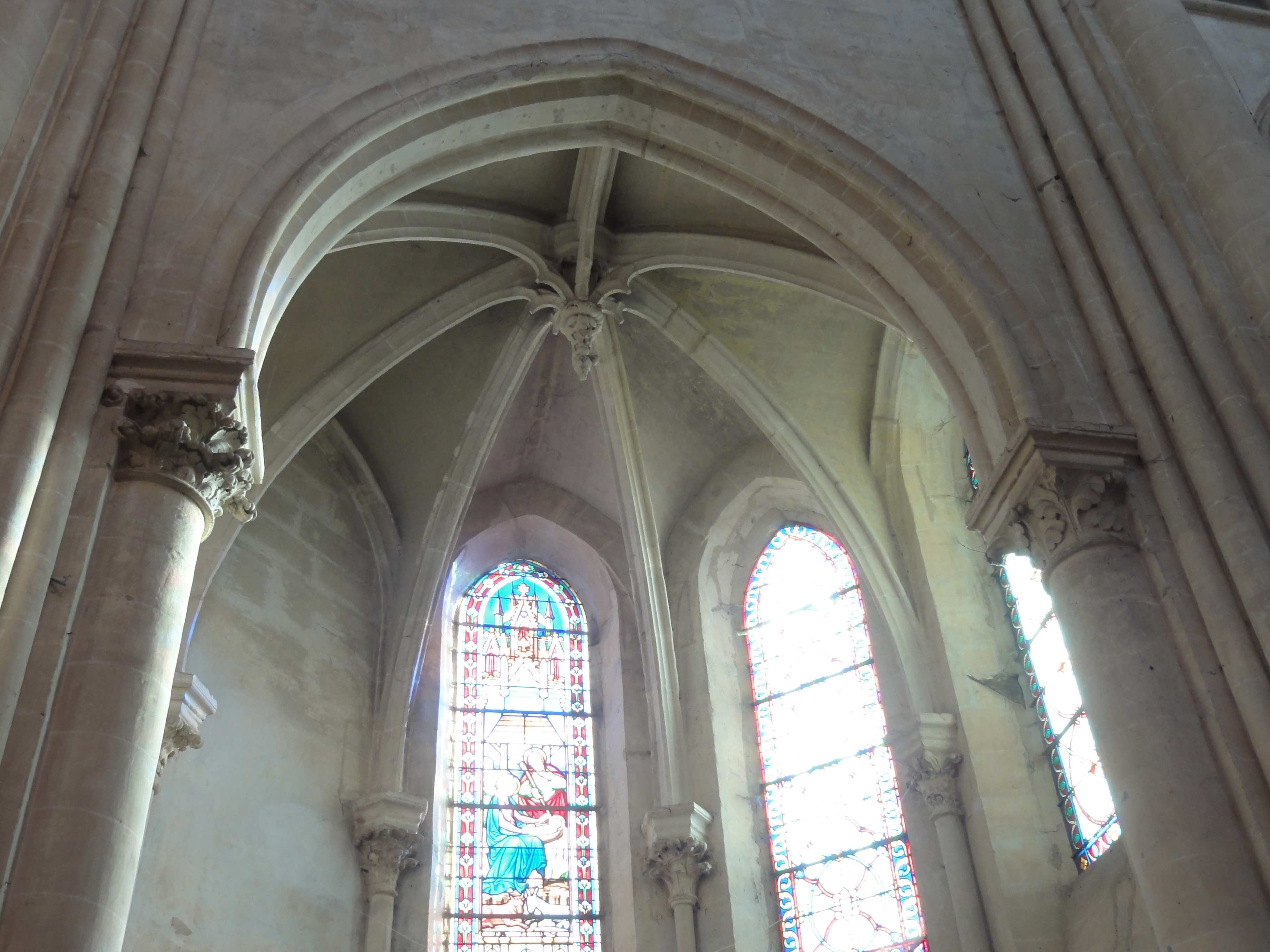
Chapelle Saint-Barthélemy.
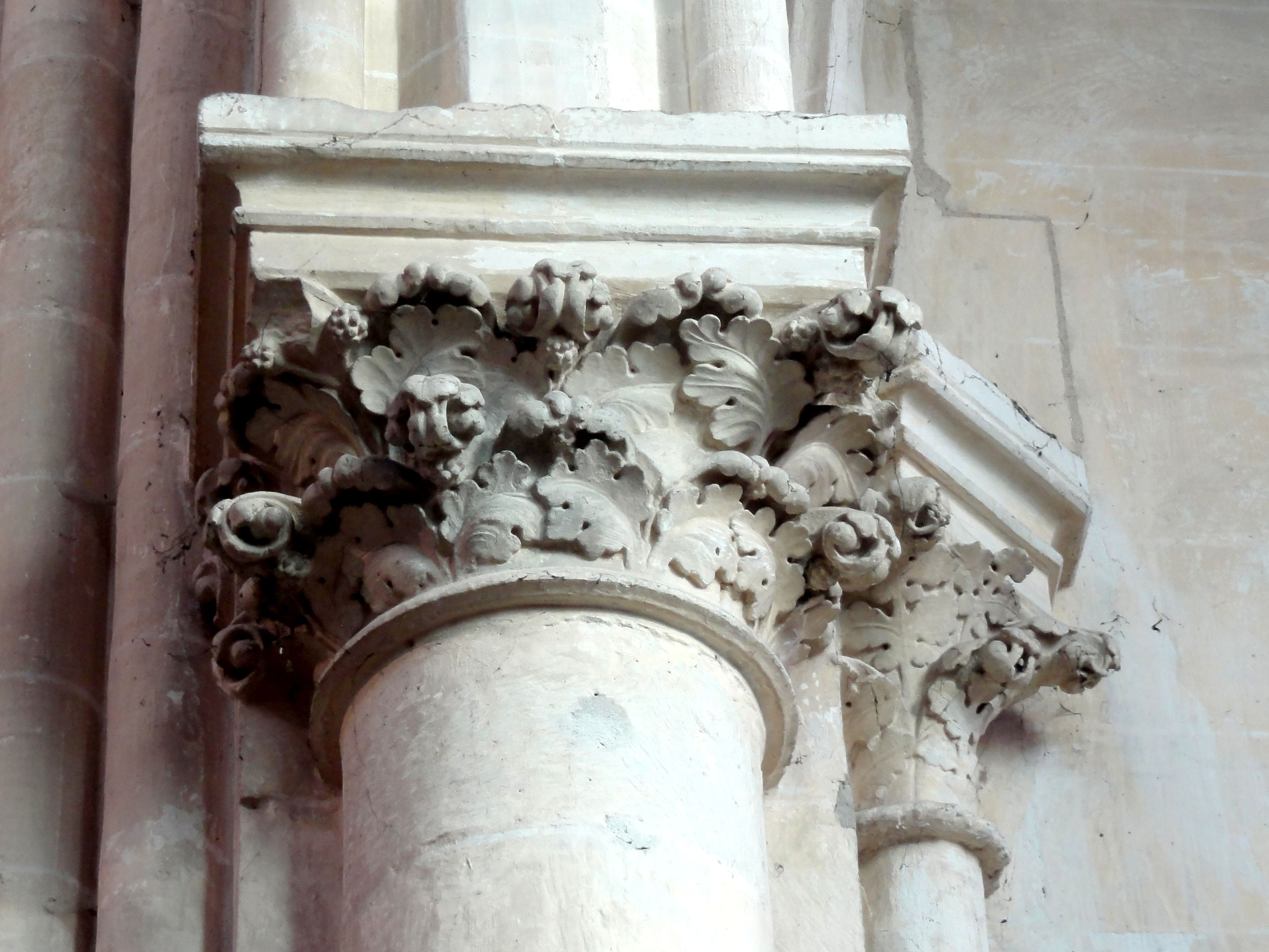
Chapiteaux à gauche.
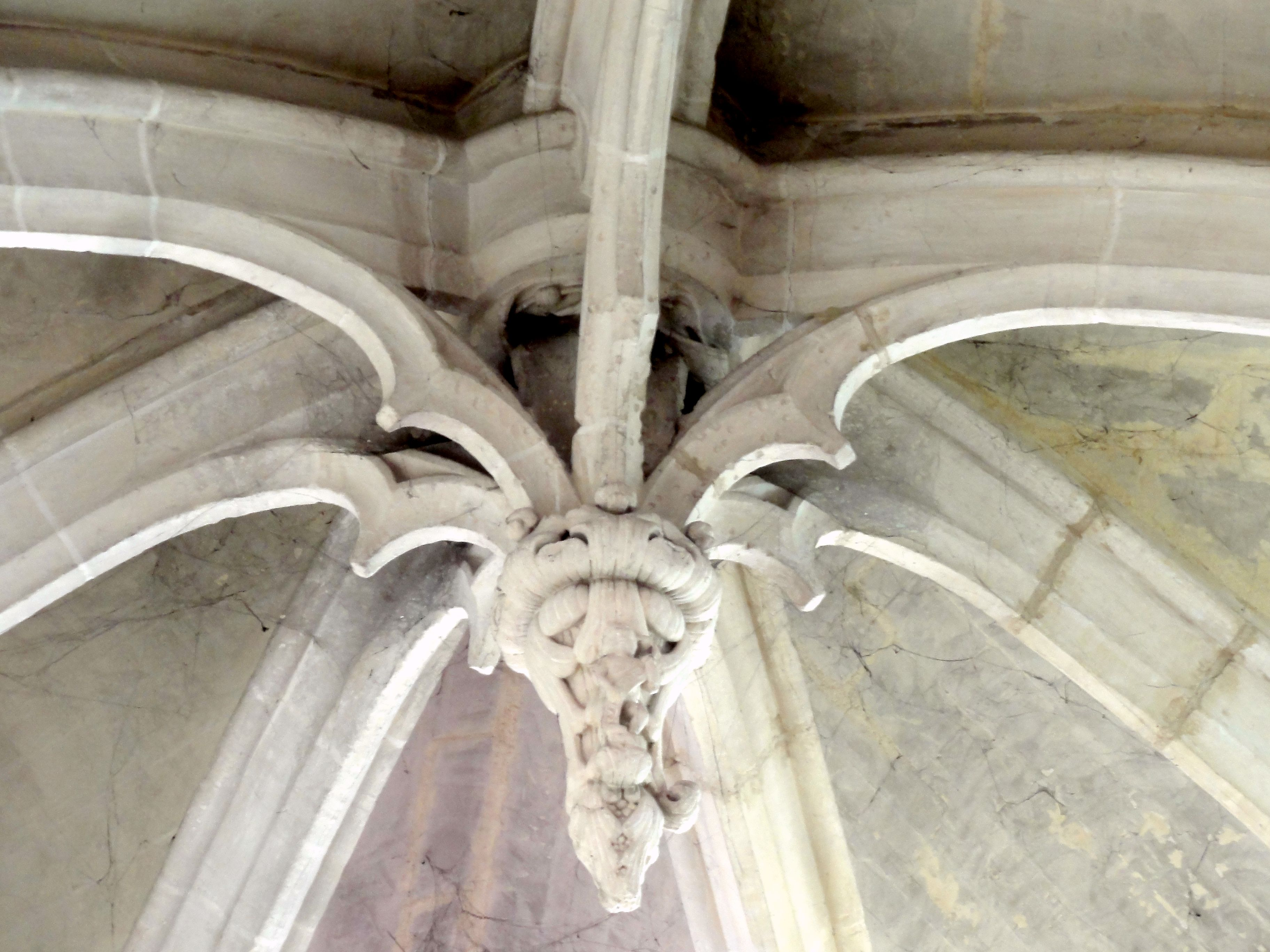
Clé de voûte Renaissance.
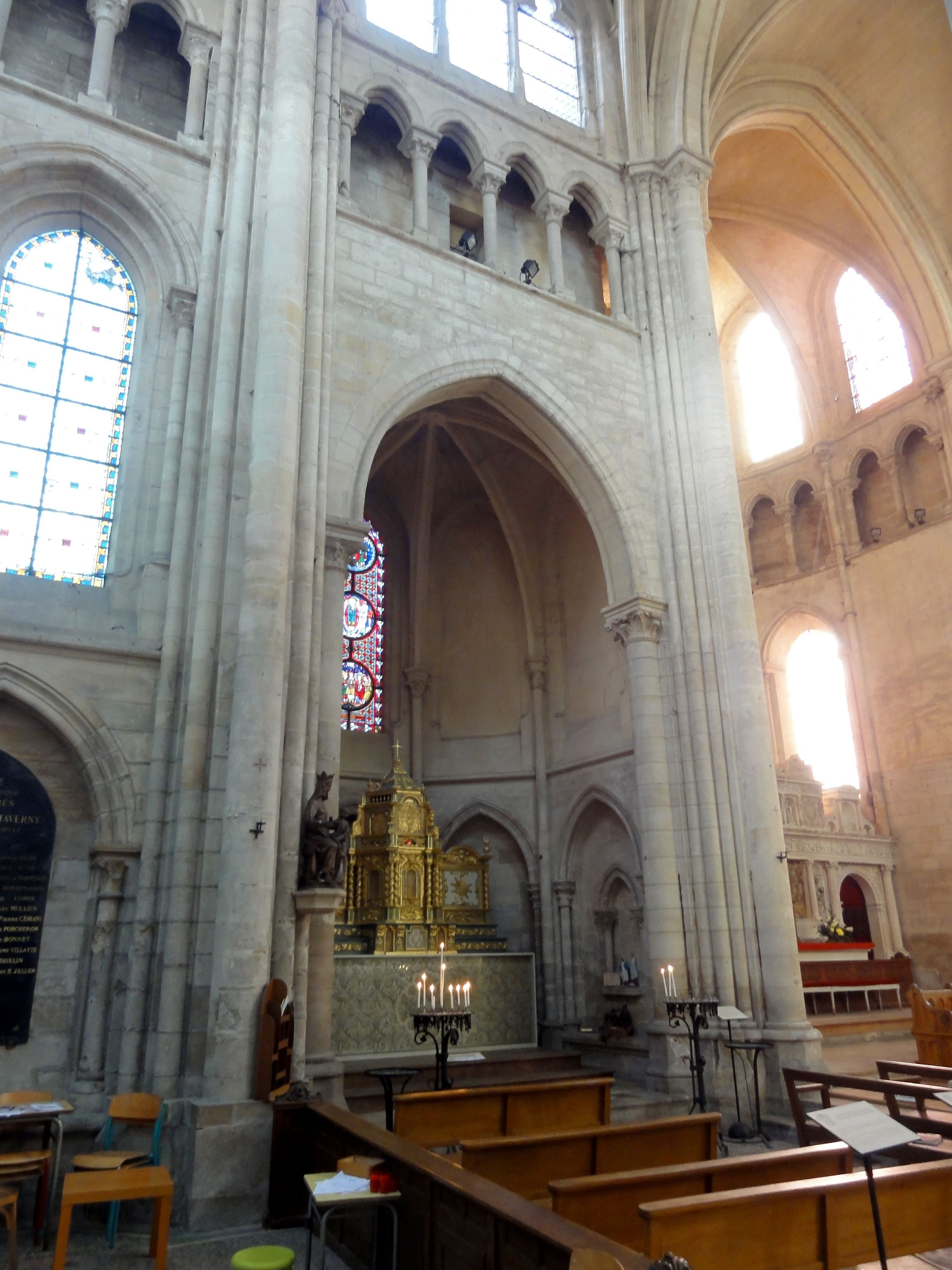
Croisillon nord, côté est.
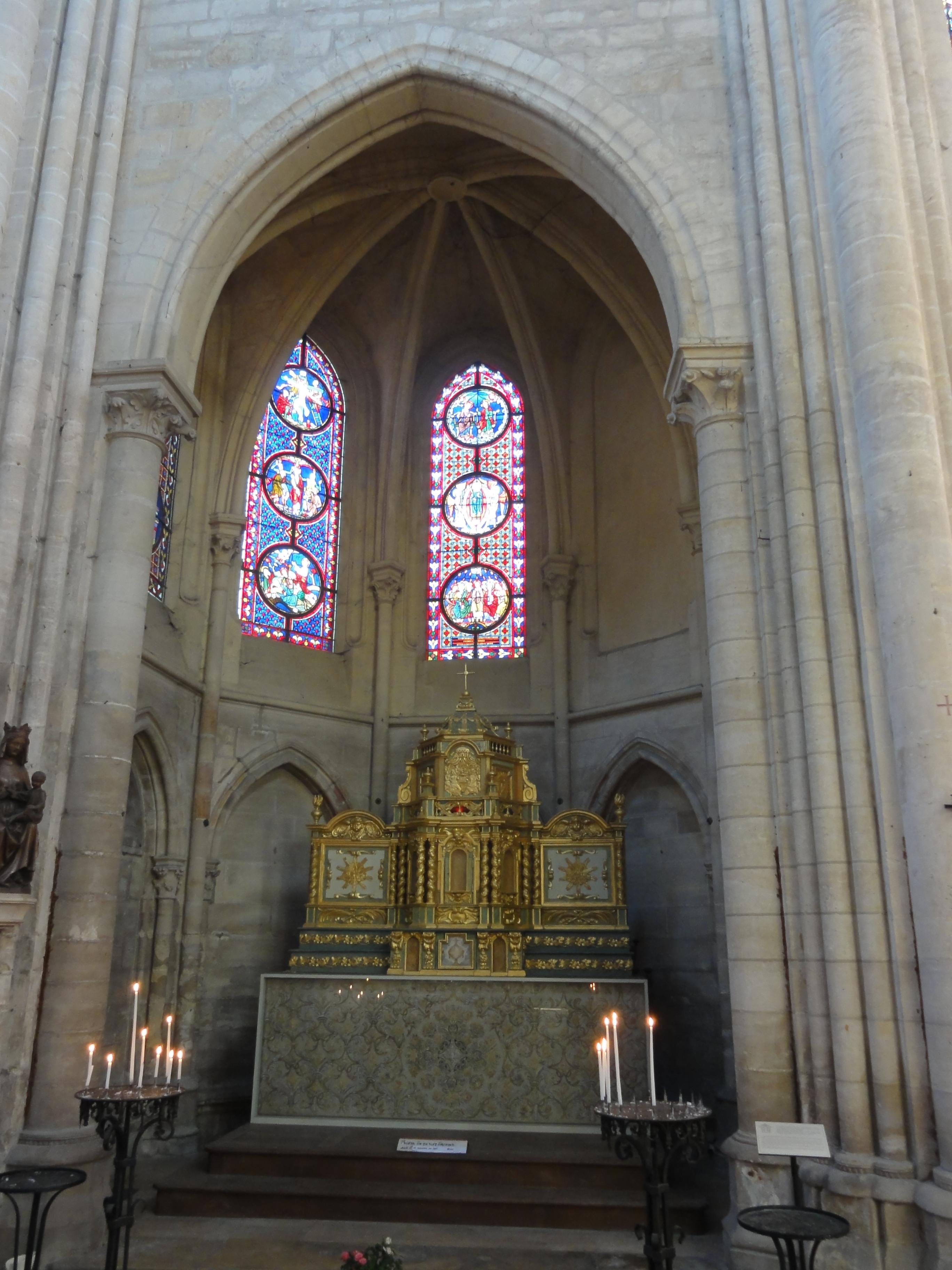
Chapelle de N.D. de Taverny.
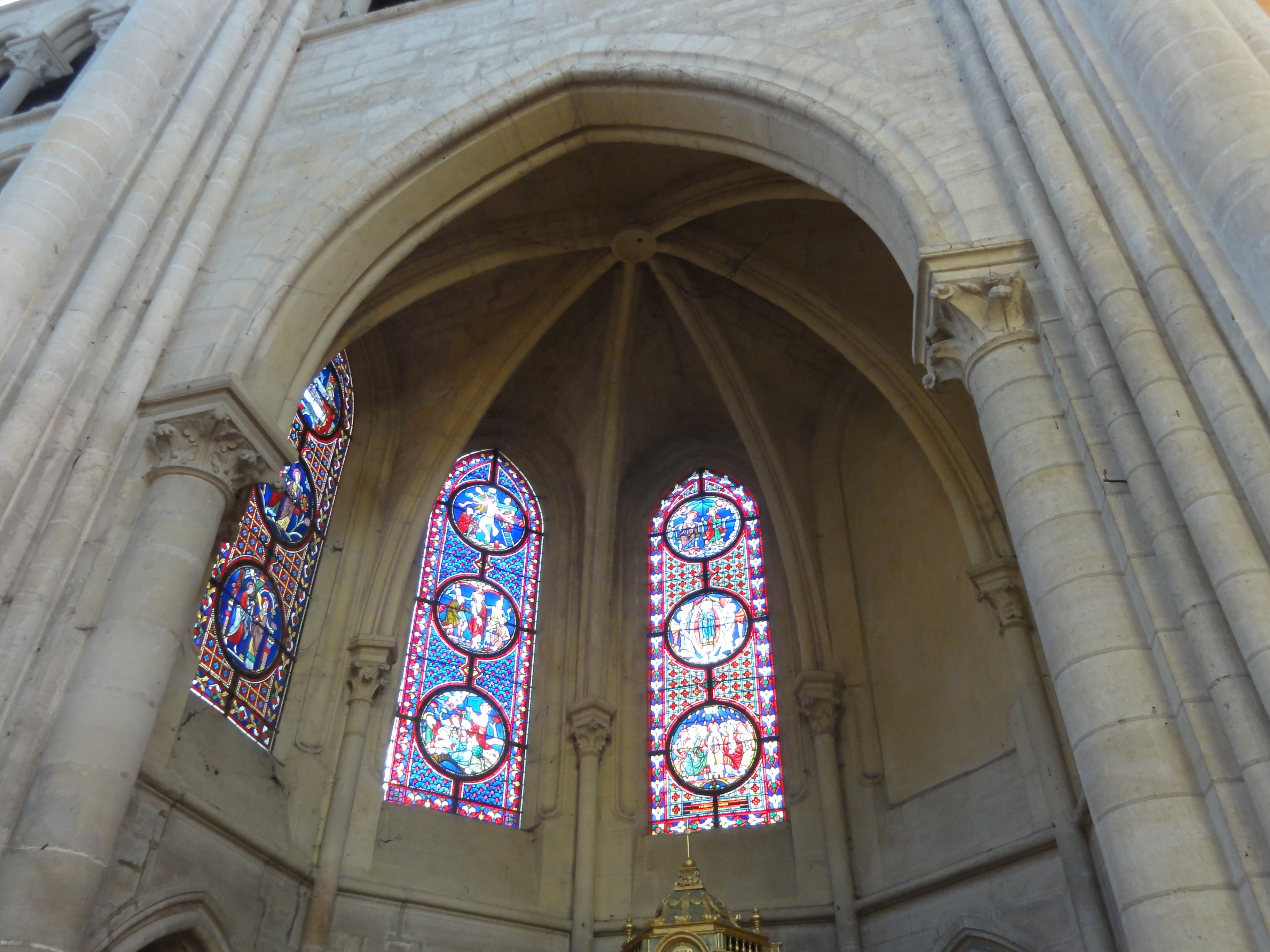
Chapelle de N.D. de Taverny.

#### Abside

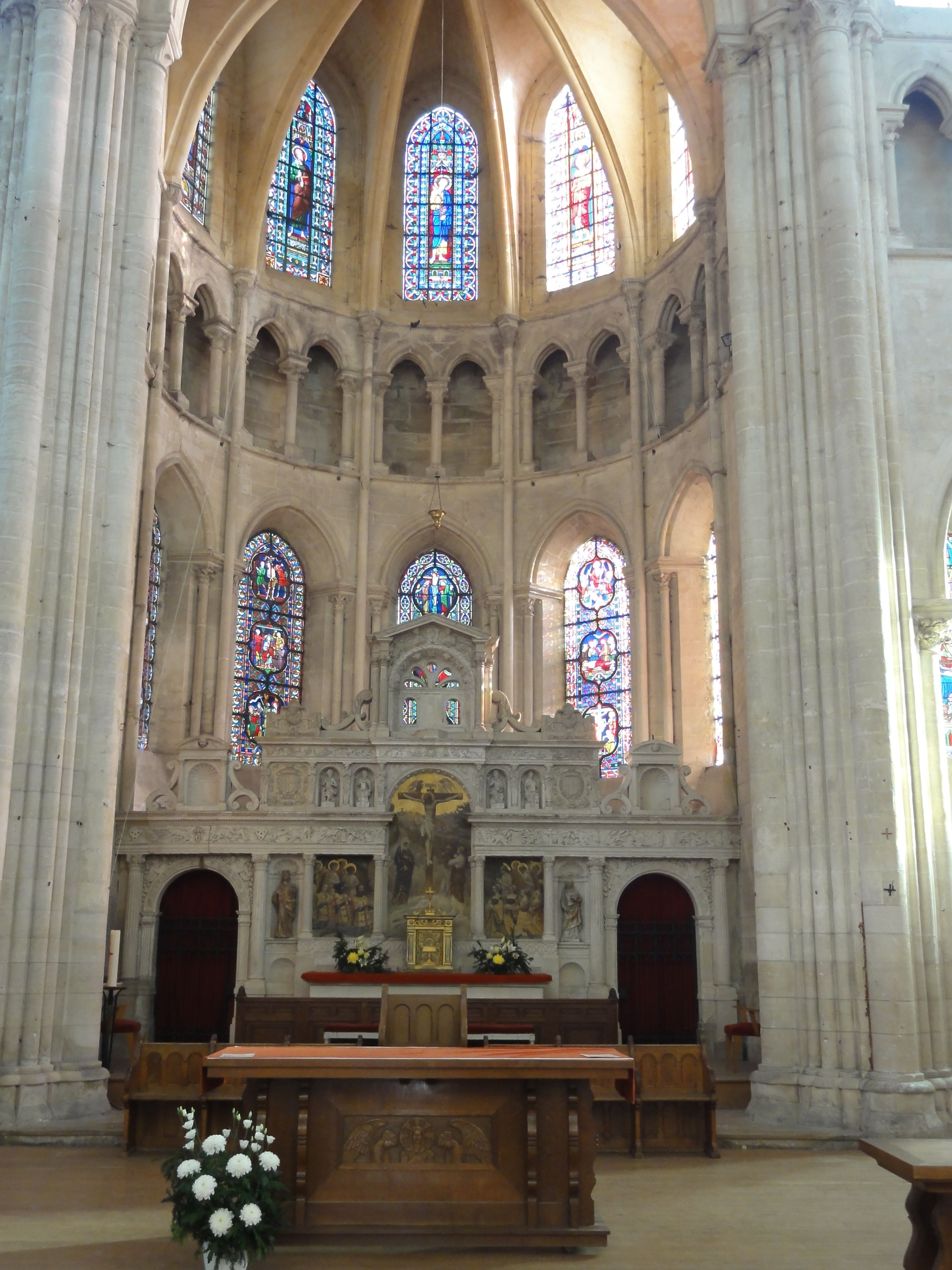
Sanctuaire, vue dans l'abside.

La principale particularité du plan est l'enchaînement direct de la croisée sur l'abside, sans interposition d'une travée droite, ce qui se rencontre rarement chez les églises d'une certaine envergure. En plus, le chevet est en hémicycle jusqu'au seuil des fenêtres hautes ; il n'est qu'à pans coupés qu'au-delà. Ce chevet ne suit donc pas le même plan que les absidioles, sans négliger qu'il est à sept pans. Le premier et le dernier pan sont droits, un peu plus larges que les autres et dépourvus de fenêtres basses, car jouxtant immédiatement les chapelles. Dans ses gros traits, l'abside de Taverny se rapproche de celles de Braine, de Compiègne, et de Saint-Léger de Soissons. L'ensemble de l'abside est recouvert d'une voûte unique à huit ogives en profil d'amande, qui rayonnent autour d'une clé centrale. Il n'y a apparemment jamais eu de formerets. Les chapiteaux des ogives se situent au niveau du bandeau torique, qui est le même que dans les autres parties de l'église. Au-dessus de ce bandeau, les fenêtres hautes s'insèrent dans les étroites lunettes de la voûte. Ce sont des lancettes simples comme dans le bas-côté nord, entourées d'une gorge continue entre deux fines baguettes, mouluration également utilisé dans le transept, ainsi qu'à l'extérieur. Entre deux fenêtres, les voûtains sont verticaux et agissent comme des abat-jour. En dessous de l'étage des fenêtres hautes, l'on trouve le même triforium que dans le transept et la nef. L'étroitesse des pans n'autorise que deux baies par travée, comme dans la seconde travée du croisillon sud. Ce qui rend le triforium de l'abside particulièrement élégant, sont les fines colonnettes uniques en délit (et non appareillées, comme ailleurs), qui assurent la retombée des ogives jusqu'au sol. Ces colonnettes rythment également l'étage des fenêtres basses. Celles-ci sont des lancettes simples cantonnées de colonnettes au chapiteaux de feuillages, dont les compositions sont particulièrement élégantes. En guise de tailloirs, l'on trouve des tablettes finement moulurées, qui vont d'une fenêtre à l'autre et ornent ainsi les intrados des fenêtres, ce qui est d'un bel effet. Malheureusement, toute la partie basse du chevet en hémicycle est verrouillée par le magnifique retable Renaissance offert par Anne de Montmorency, qui est une œuvre d'art d'une grande valeur artistique. Mais il casse la perspective du chevet et réduit l'espace du sanctuaire, qui manque déjà de profondeur,.

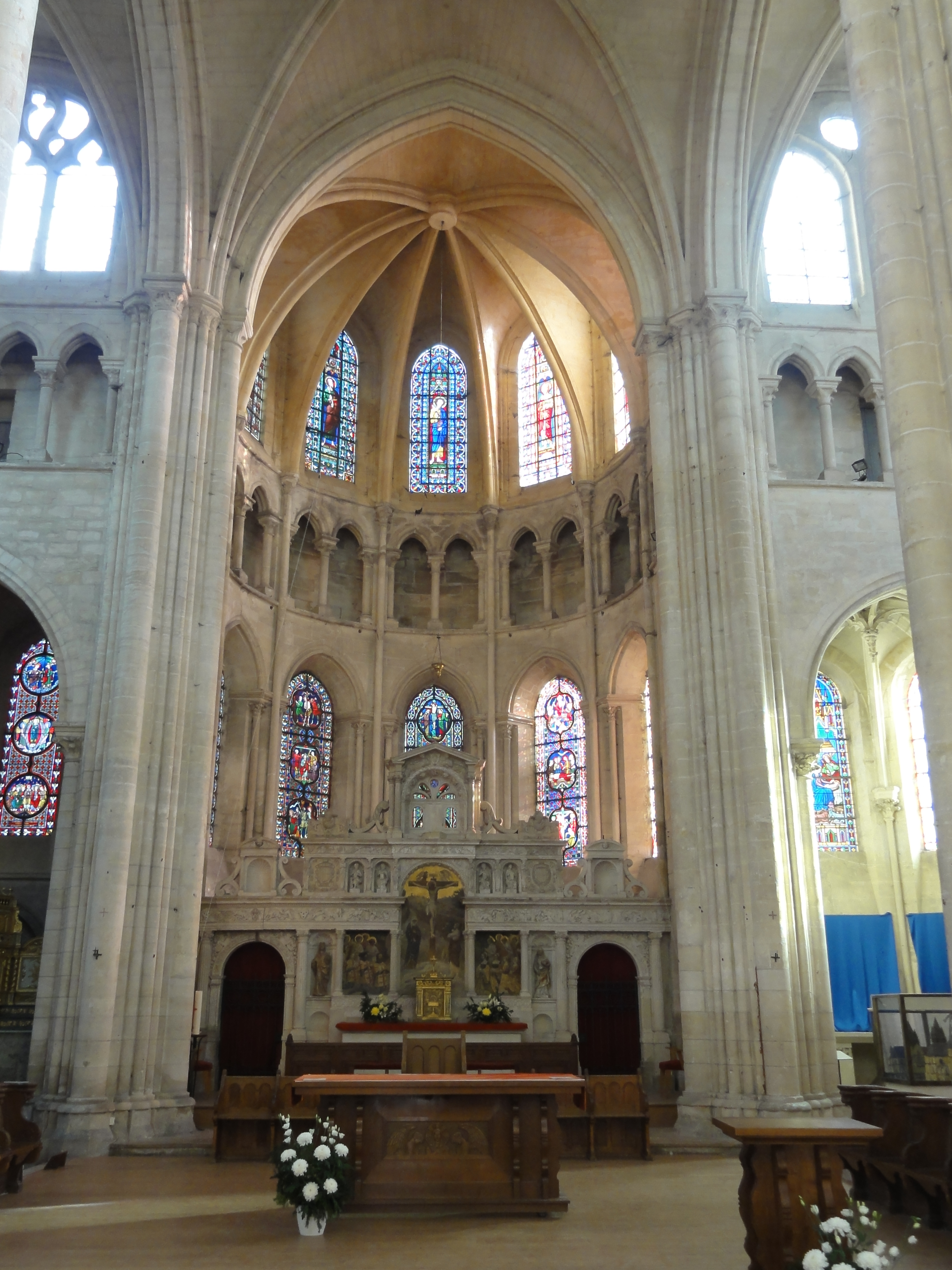
Croisée, vue vers l'est.
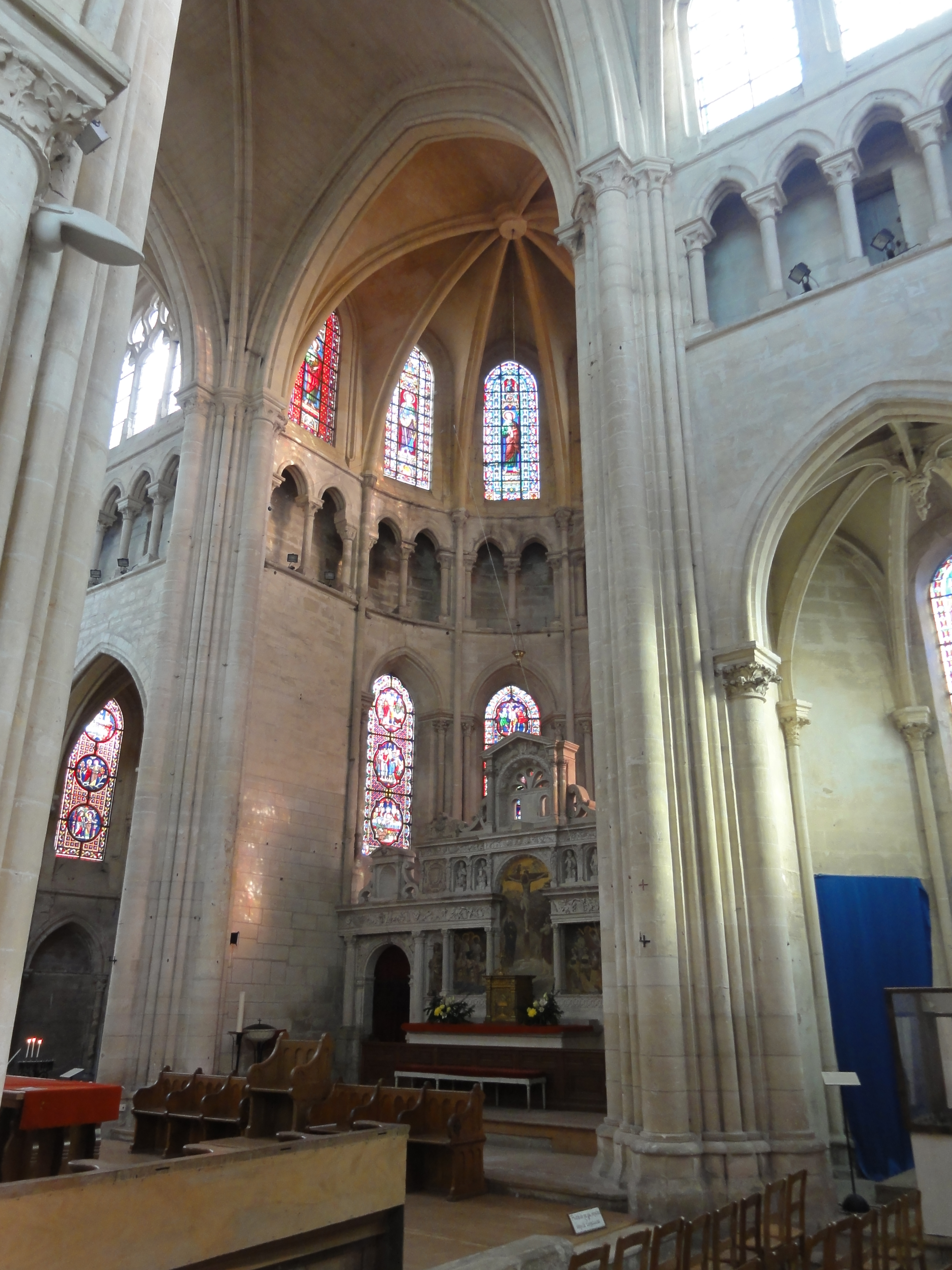
Croisillon sud, vue vers l'abside.
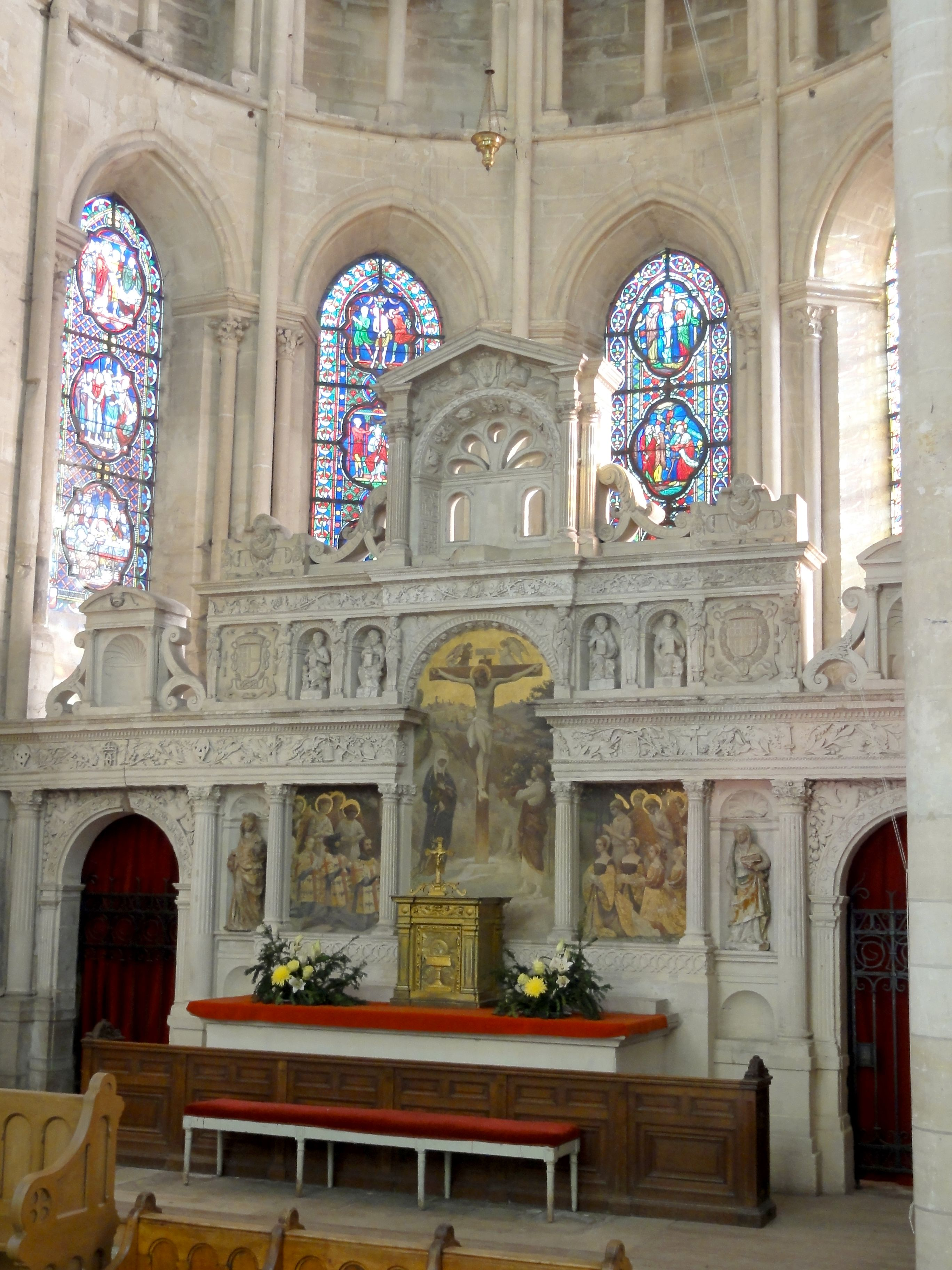
Abside, parties basses.
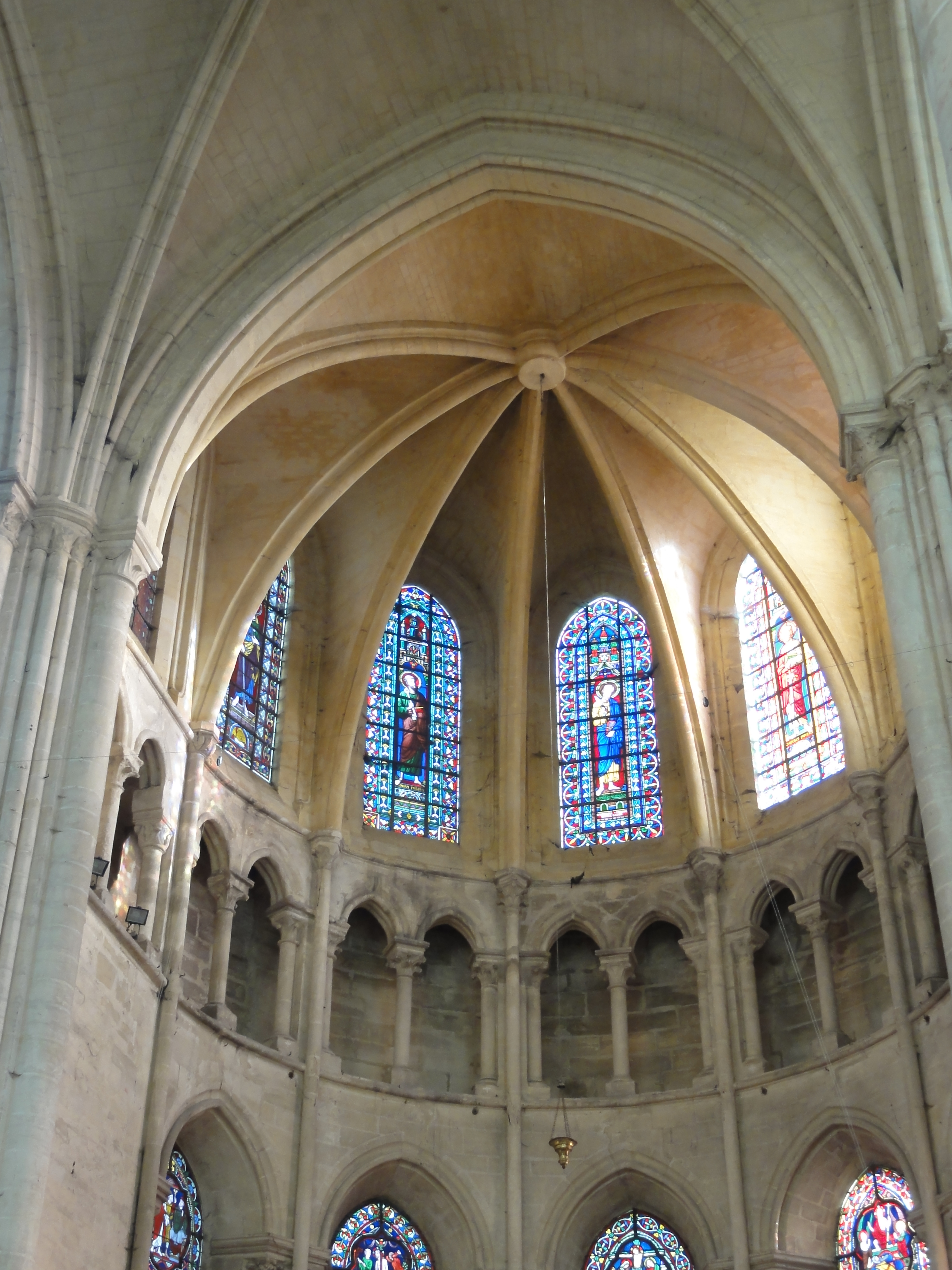
Abside, parties hautes.
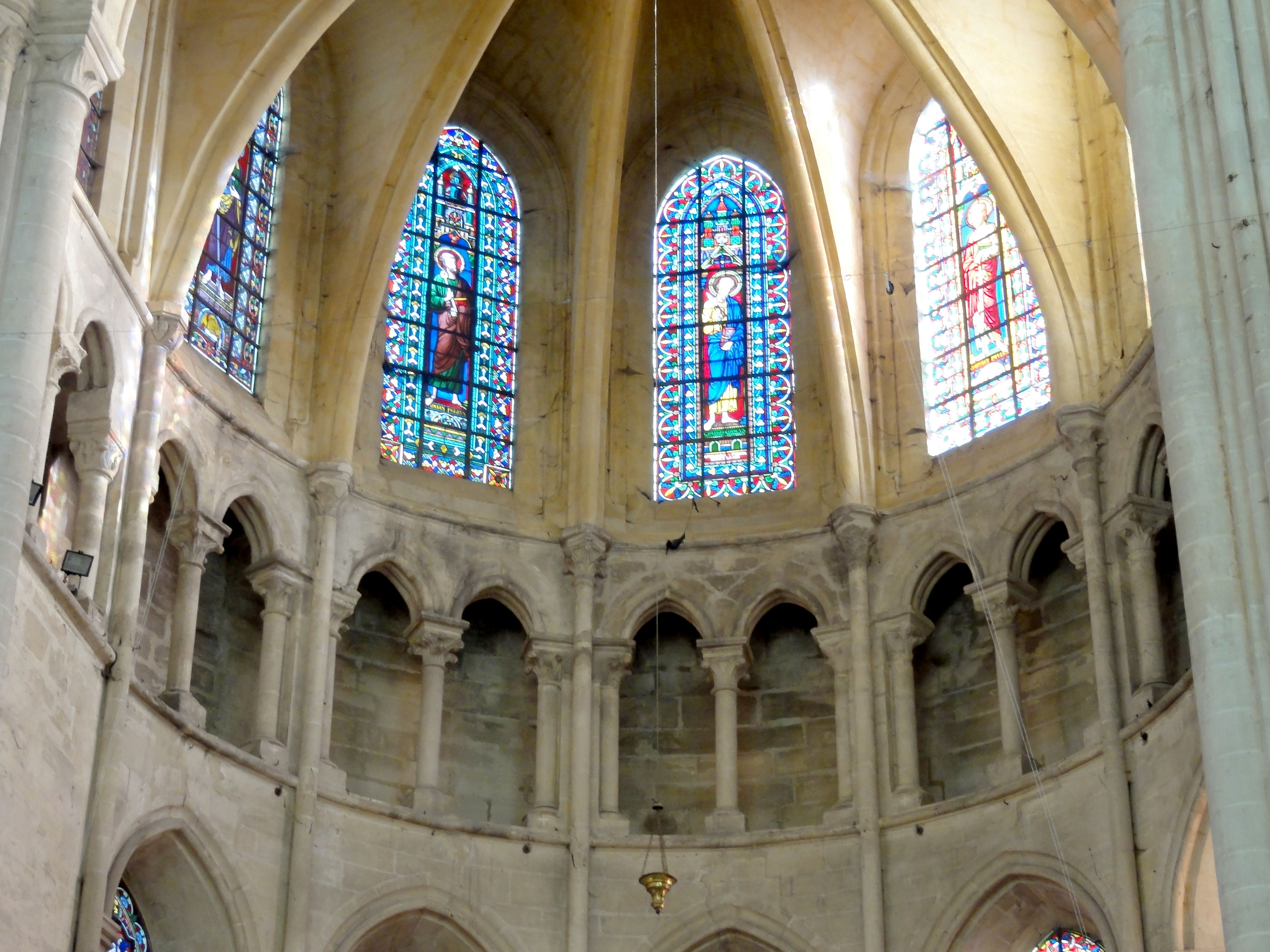
Abside, parties hautes.
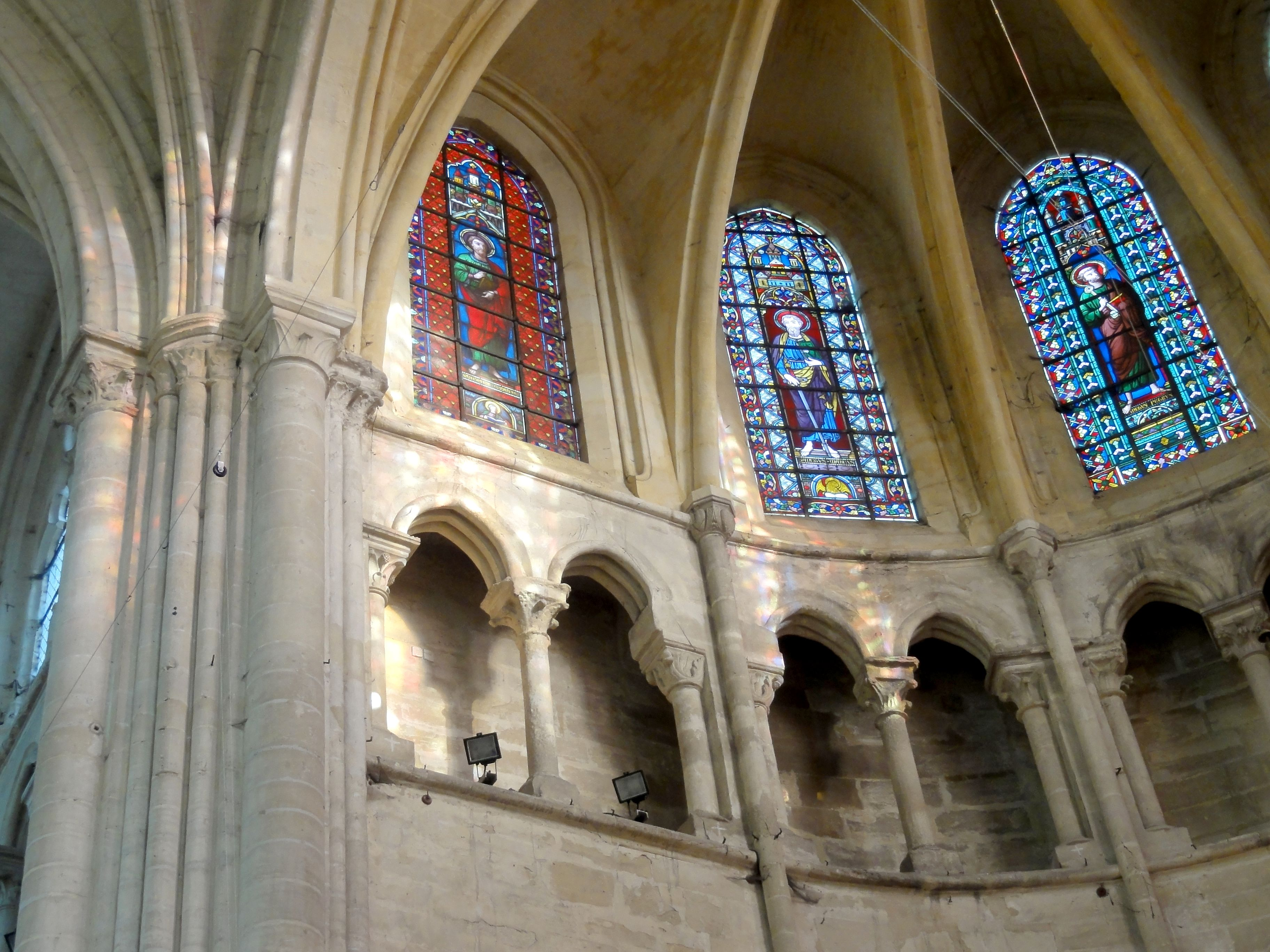
Abside, parties hautes côté nord.

### Extérieur

#### Façade occidentale

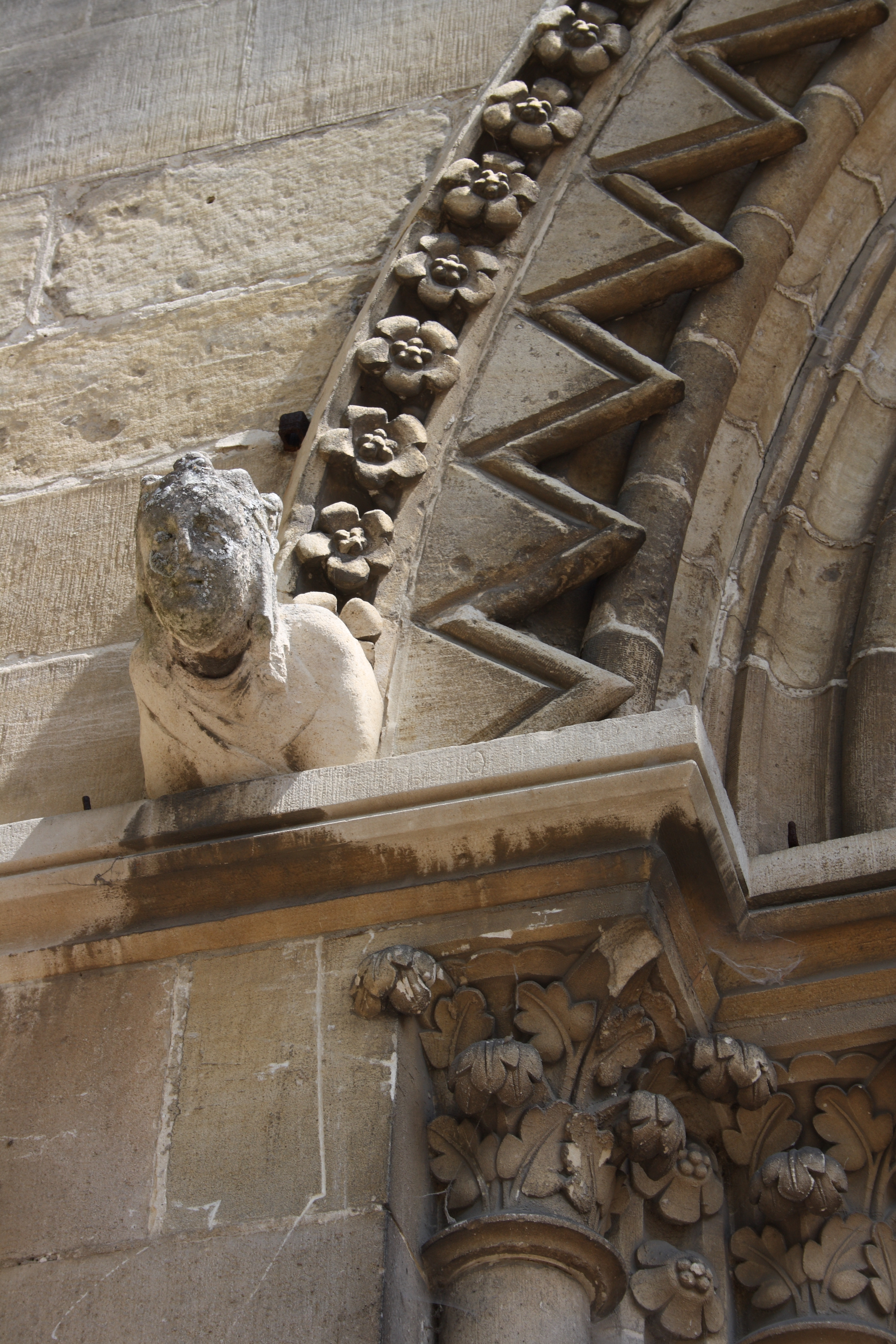
Détail du portail occidental.

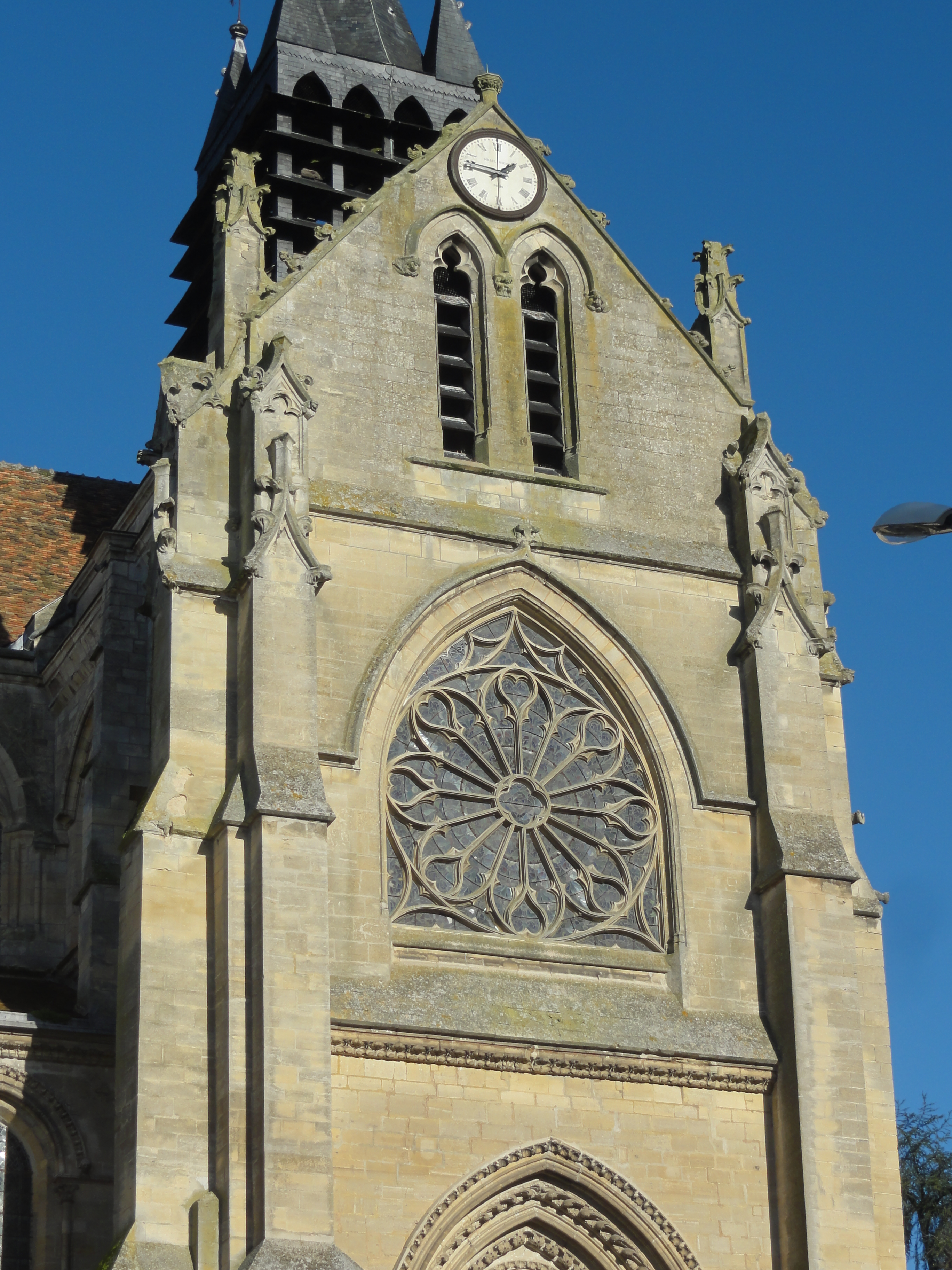
Croisillon sud, parties hautes.

La façade occidentale s'organise sur quatre registres et a été très restaurée. Elle est subdivisée en trois parties par deux contreforts se terminant par des glacis. Le portail date en plus grande partie du XIXe siècle. Il est flanqué de deux groupes de trois colonnettes séparées de deux rangs de fleurs à quatre pétales, et surmonté par une archivolte composée de deux tores, d'un rang de bâtons brisés et de fleurettes. Le tympan est agrémenté d'un quatre-feuilles et de deux trèfles, tous aveugles. Le deuxième registre comporte deux baies en tiers-point à lancette simple, cantonnées de deux colonnettes à chapiteaux supportant une archivolte torique, qui est surmontée d'un cordon de fleurettes retombant sur deux têtes grimaçantes. Ces baies se retrouvent également sur les bas-côtés, que ce soit côté ouest, au nord et au sud. Or, seules les baies du bas-côté nord sont encore authentiques. Le troisième registre correspond à la claire-voie éclairant le triforium derrière la tribune d'orgue, et l'on note que la disposition est identique à l'intérieur et à l'extérieur. À l'extérieur, les arcades de la claire-voie supportent une étroite coursive, accessible depuis une tourelle dissimulée derrière le contrefort de droite. Le registre supérieur est donc placé en retrait. Sous un arc de décharge dont le tracé est à peine brisé, et dont seulement la voussure intérieure repose sur deux courtes colonnettes à chapiteaux, s'ouvre un grand triplet de trois baies en tiers-point. Celle du centre est plus haute, et toutes les trois sont encadrées par de fines colonnettes à chapiteaux, qui supportent une archivolte torique. Le pignon, rebâti une première fois au XVe siècle dans le style flamboyant, date entièrement de la restauration du XIXe siècle, y compris pour les trois oculi.

#### Élévations latérales
Du côté nord, les arcs-boutants de la nef ont été refaits au XVIIIe siècle, et leurs écoinçons sont ajourés d'oculi. Une coursive existe au niveau du seuil des fenêtres hautes, qui présentent un complexe remplage flamboyant sur la base de trois lancettes à têtes tréflées surmontées par des soufflets et mouchettes. Du côté sud, les arcs-boutants datent de la fin du XIVe siècle, et leurs pinacles et gargouilles indiquent bien le style flamboyant. Le portail à double archivolte du bas-côté sud est moderne, mais est inspiré d'un portail devant dater des origines de l'église. Au-dessus, l'oculus est entouré du même cordon qui se trouve au-dessus des archivoltes des fenêtres à gauche et à droite. Toutes les fenêtres du bas-côté sud sont modernes, comme déjà évoqué ci-dessus. Le remplage des fenêtres hautes et de la rosace du croisillon sud a également été refait à l'époque moderne.
L'extrémité du croisillon nord est agrémentée de deux lanternons à gauche et à droite du pignon. À l'exception du triplet du mur septentrional et de l'absidiole, les fenêtres subsistent du XIIIe siècle. Elles sont ornées d'une gorge continue, et celles du nord et de l'est sont flanquées de colonnettes à chapiteaux. Plusieurs archivoltes sont surmontées d'un cordon de damiers retombant sur des têtes grimaçantes. La tourelle d'escalier octogonale à l'angle nord-ouest et le contrefort de la même forme à l'angle nord-est sont des reconstitutions médiocres, et l'extérieur de l'abside du nord n'a plus rien d'authentique. Au sud, la porte du roi Jean est très remarquable. Elle est encadrée par deux groupes de quatre colonnettes, entre lesquelles affleurent les ébrasements successifs du mur. Les chapiteaux sont sculptés en feuillages. Le tympan est ajouré d'une rose à six festons et de deux petits quatre-feuilles. Cette disposition a été adoptée pour la première fois sur la cathédrale Notre-Dame de Reims, peu de temps avant. L'archivolte est décorée de rinceaux de feuilles de vigne, de feuillages et de fruits d'arum, séparés par deux boudins. Au-dessus du portail, la corniche sous le glacis intermédiaire de la façade est agrémenté d'un cordon faisant alterner feuillages et fruits d'arum. Les contreforts de la façade du croisillon sud sont couronnés de pinacles depuis le XVe siècle, et des pinacles garnissent également les deux extrémités du pignon. Sur ses rampants, des crochets refouillés alternent avec des chimères. Finalement, le centre du pignon est ajouré de deux baies en tiers-point à tête tréflée, surmontées de cordons retombant sur trois marmousets.

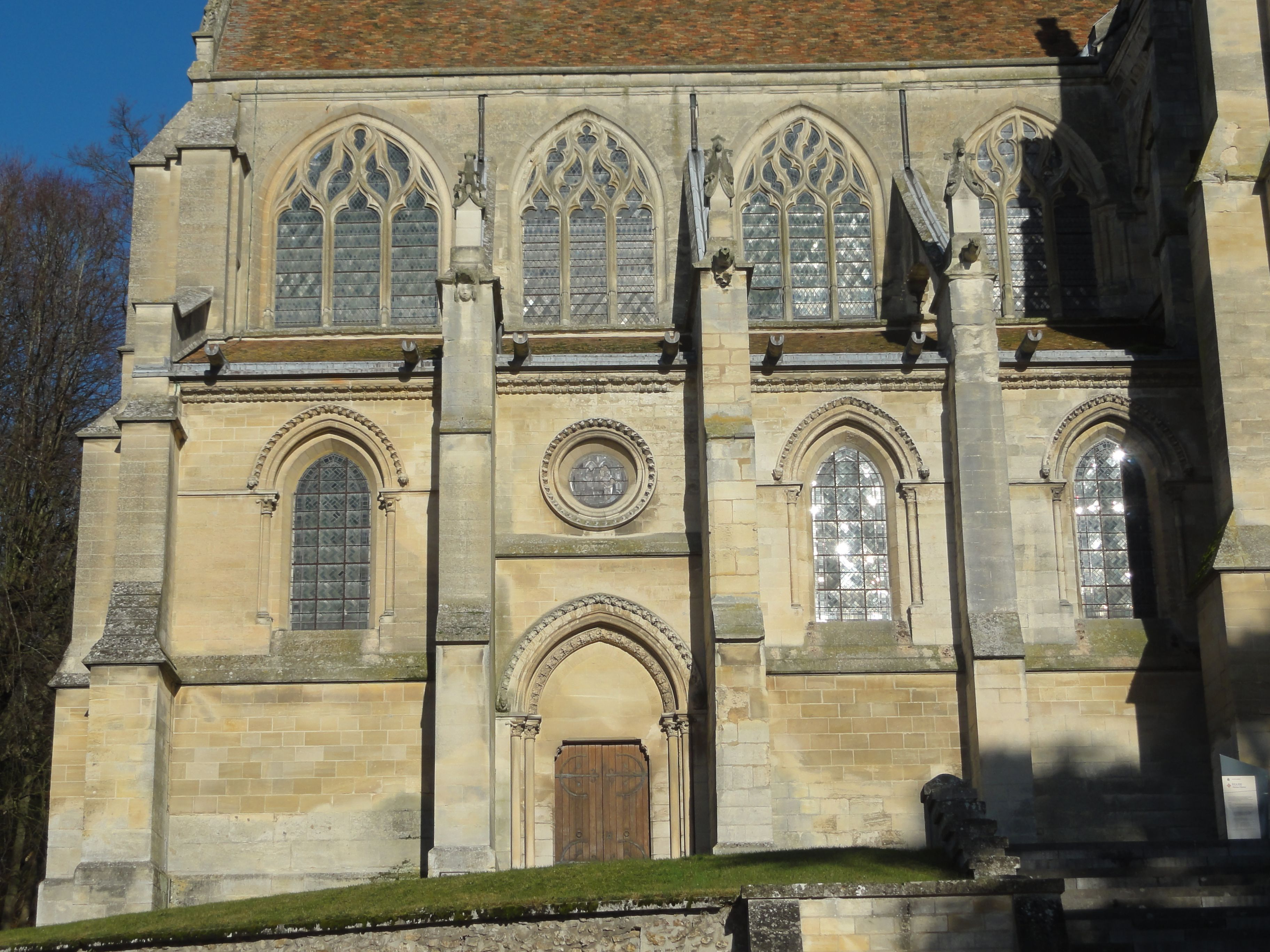
Nef et bas-côté sud.
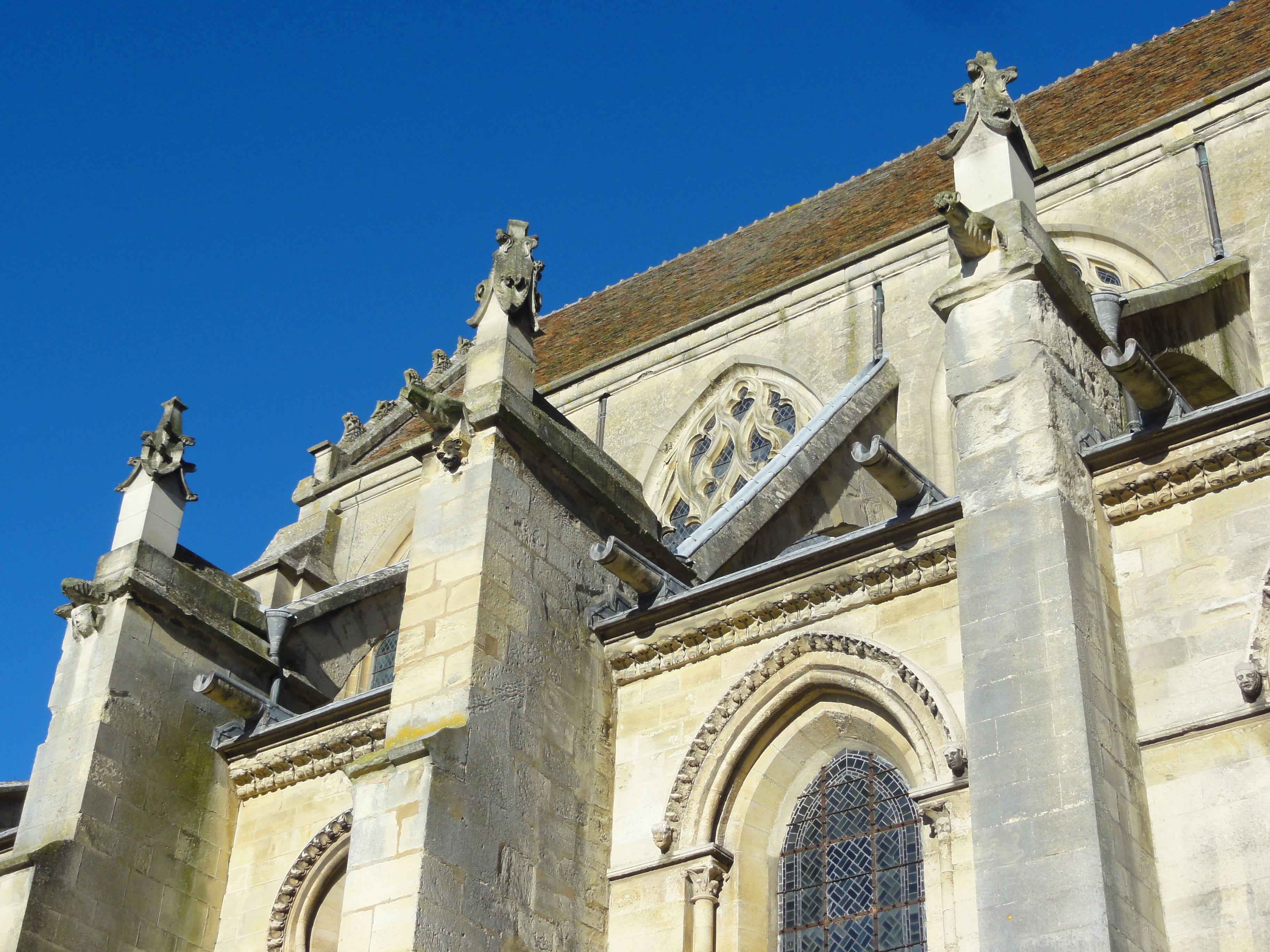
Arcs-boutants côté sud.
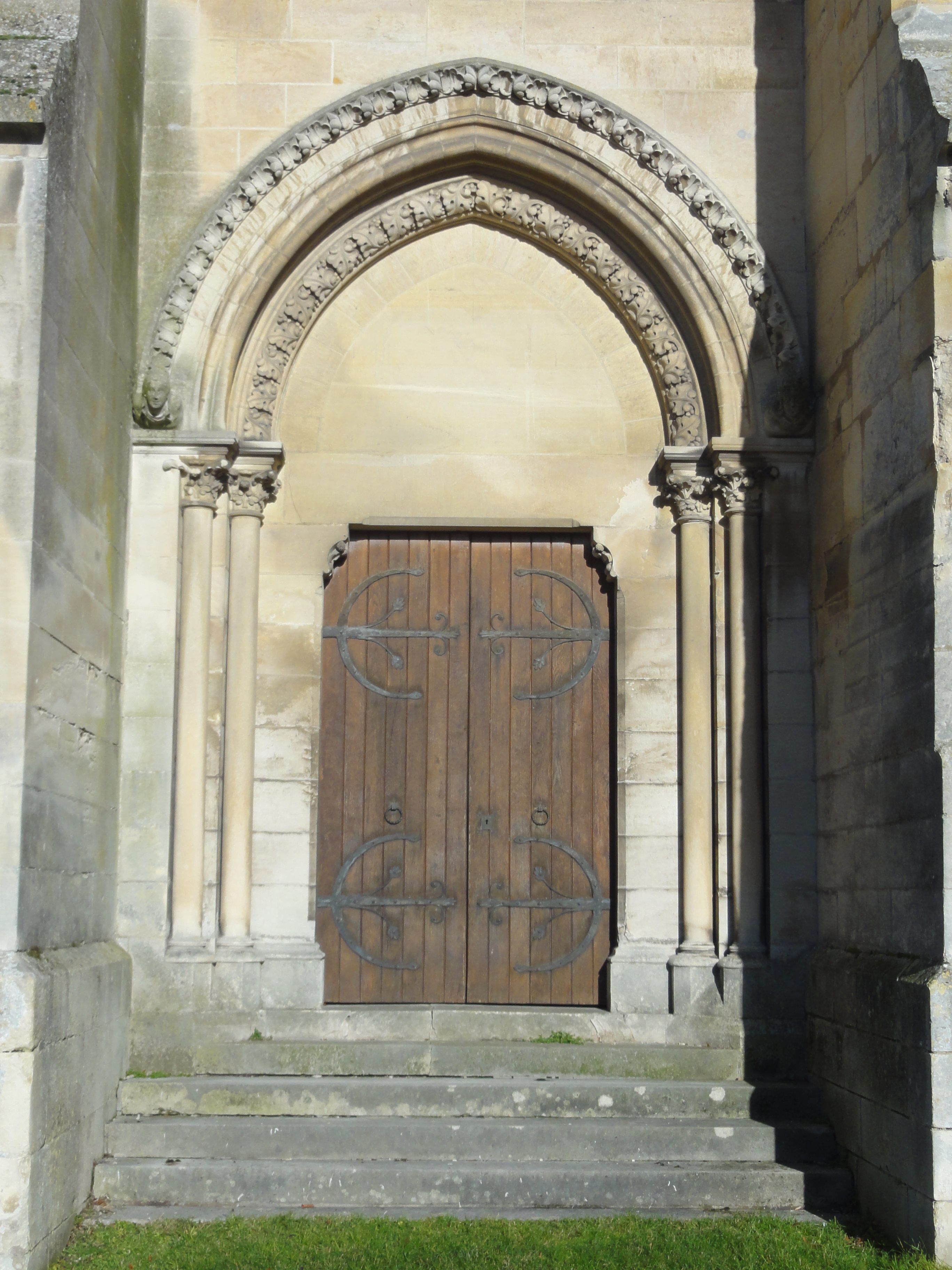
Porte de la 2e travée.
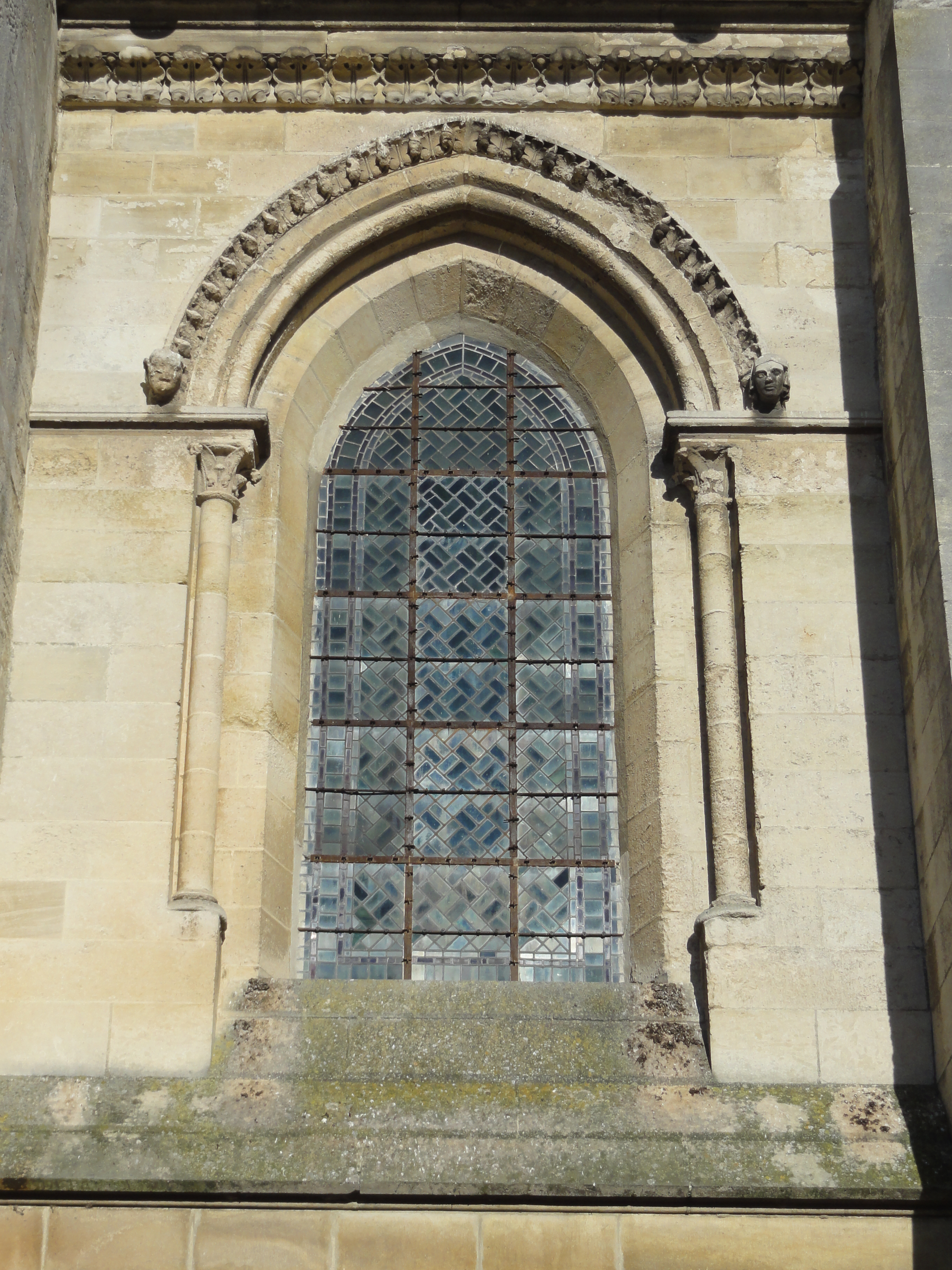
Fenêtre de la 3e travée.
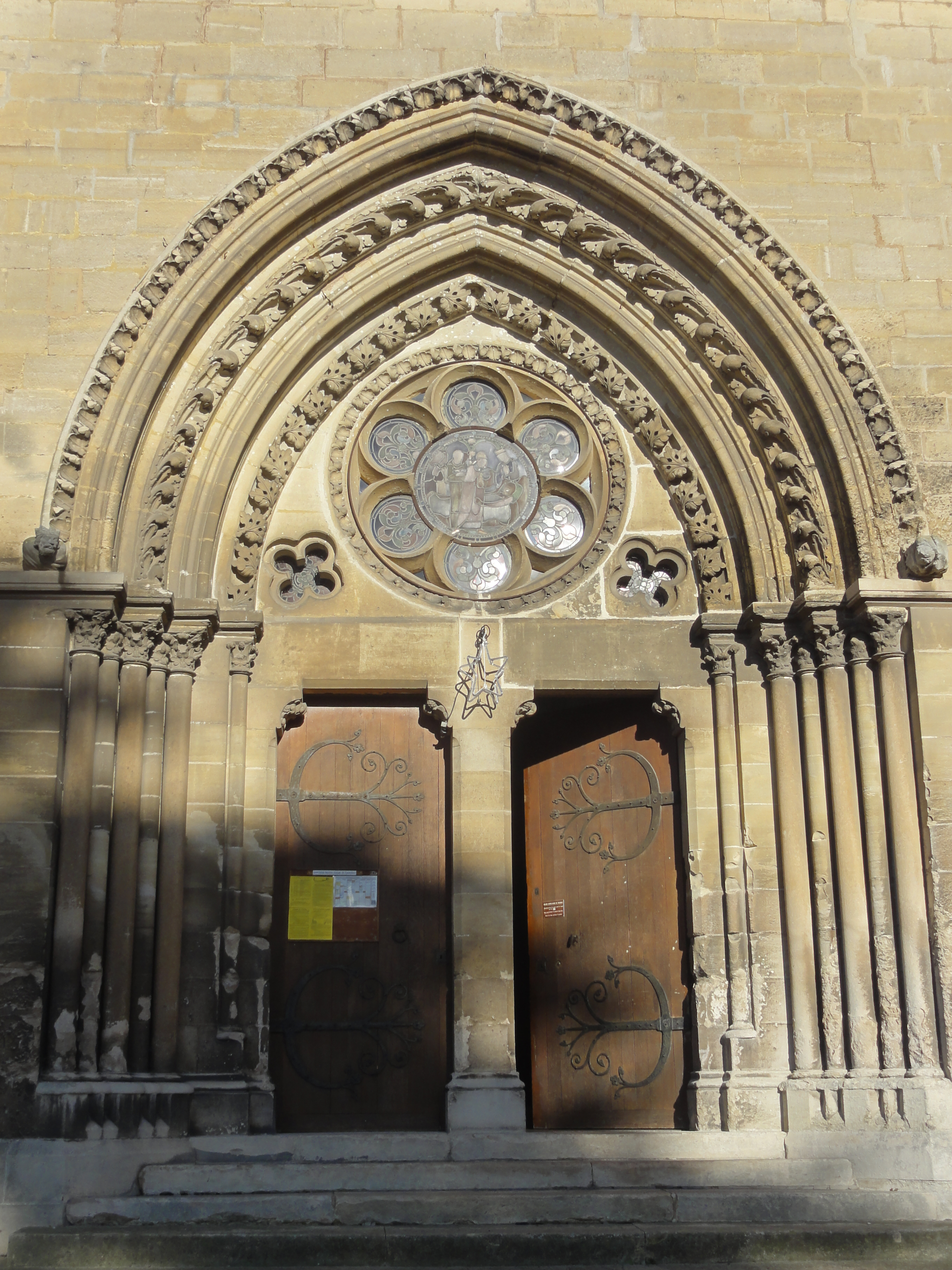
Porte du roi Jean.

#### Chevet

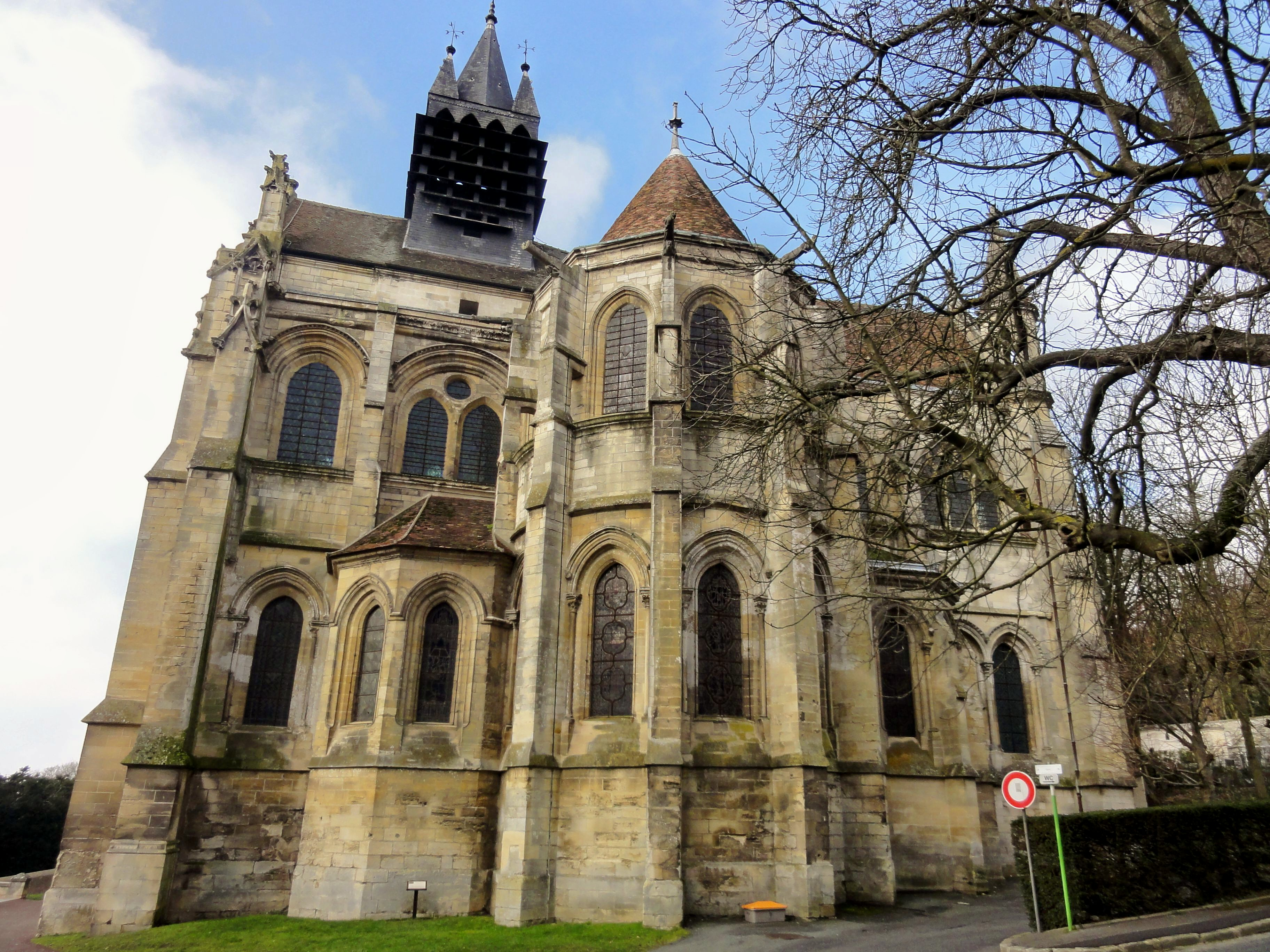
Façade du chevet.

L'abside présente deux rangs de fenêtres. Au niveau du rez-de-chaussée, les baies sont généralement flanquées de deux colonnettes à chapiteaux, qui supportent une archivolte décorée d'un tore et d'une baguette, et elles sont surmontées d'un cordon moulurée qui retombe sur des têtes grimaçantes un peu écrasées par les contreforts. L'abside est épaulée par quatre contreforts scandés de larmiers, et ajourés au niveau des baies hautes afin de permettre le passage d'une coursive. Ces contreforts se terminent par des gargouilles, qui s'appuient sur de petits personnages en encorbellement. Les murs sont couronnées d'une corniche moulurée qui comporte une haute gorge en son centre, qui existe aussi sur le mur oriental du croisillon sud, où elle accueille une frise de feuilles de vigne découpées : des corniches semblables devaient au début régner en haut de tous les murs du transept.
La face orientale du croisillon sud montre des analogies avec l'abside. Bien que les voûtes subsistent du XIIIe siècle, le toit a été modifié, et les murs gouttereaux ont été rehaussés au-dessus de la corniche. Elle ne conserve ses feuilles d'acanthe qu'au-dessus de la fenêtre de la première travée, dont il convient de rappeler qu'elle garde son fenestrage d'origine. Les fenêtres hautes sont décorées d'une autre façon que celles de l'abside, mais également entourées d'une gorge continue. S'y ajoutent un bandeau mouluré comportant une gorge plus large et un tore, puis un cordon dans la gorge de laquelle se profilent de toutes petites feuilles découpées. Il retombe sur des mascarons. Pour venir aux fenêtres basses, celle de la seconde travée correspond à ses homologues de l'abside, mais un quatrième type de décoration apparaît sur la chapelle Saint-Barthélemy : il est dérivé de celui des fenêtres au-dessus, mais le cordon de feuillages manque. Le contrefort central du croisillon sud est dérivé de ceux de l'abside, et donc également ajouré, et il y a également une étroite coursive. Si une gargouille a certainement existé, il n'en reste plus trace. Le contrefort d'angle est garni de pinacles, à l'instar des contreforts de l'extrémité sud du transept. La chapelle est quant à elle dépourvue de contreforts.
Le croisillon nord se distingue par ses fenêtres hautes de style flamboyant, qui ne disposent pas d'une décoration supplémentaire en plus de leur réseau délicatement mouluré. La coursive subsiste devant cette fenêtre, et l'on y accède par une porte dans le clocheton d'angle nord-est. Les fenêtres basses sont flanquées de colonnettes à chapiteaux, tant sur la chapelle Notre-Dame de Taverny que sur le mur occidental de la seconde travée, ce qui donne à penser que la chapelle Saint-Barthélemy, qui seule forme exception, devait initialement présenter cette même disposition. Or, ces fenêtres sont surmontées d'un cordon de feuilles de vigne, différent de ce que l'on voit en haut du croisillon sud, ce qui donne une cinquième disposition pour les fenêtres du XIIIe siècle. La chapelle possède une corniche de feuilles d'une facture plus simple, qui n'atteint pas la qualité de celle en haut du croisillon sud. Ici, les contreforts ne manquent point, et leurs dimensions sont parfaitement adaptées à celles de la chapelle.

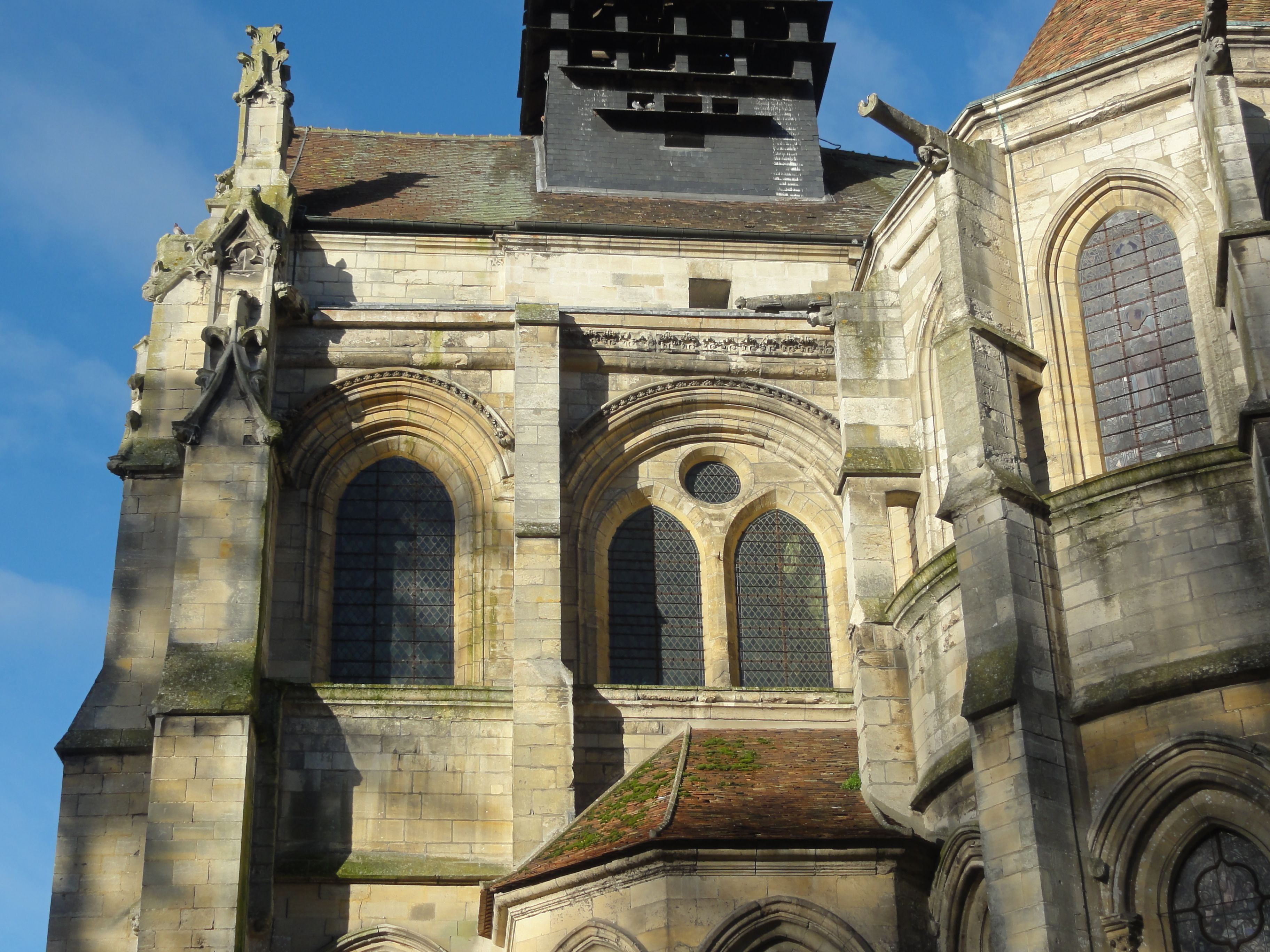
Croisillon sud, fenêtres hautes côté est.
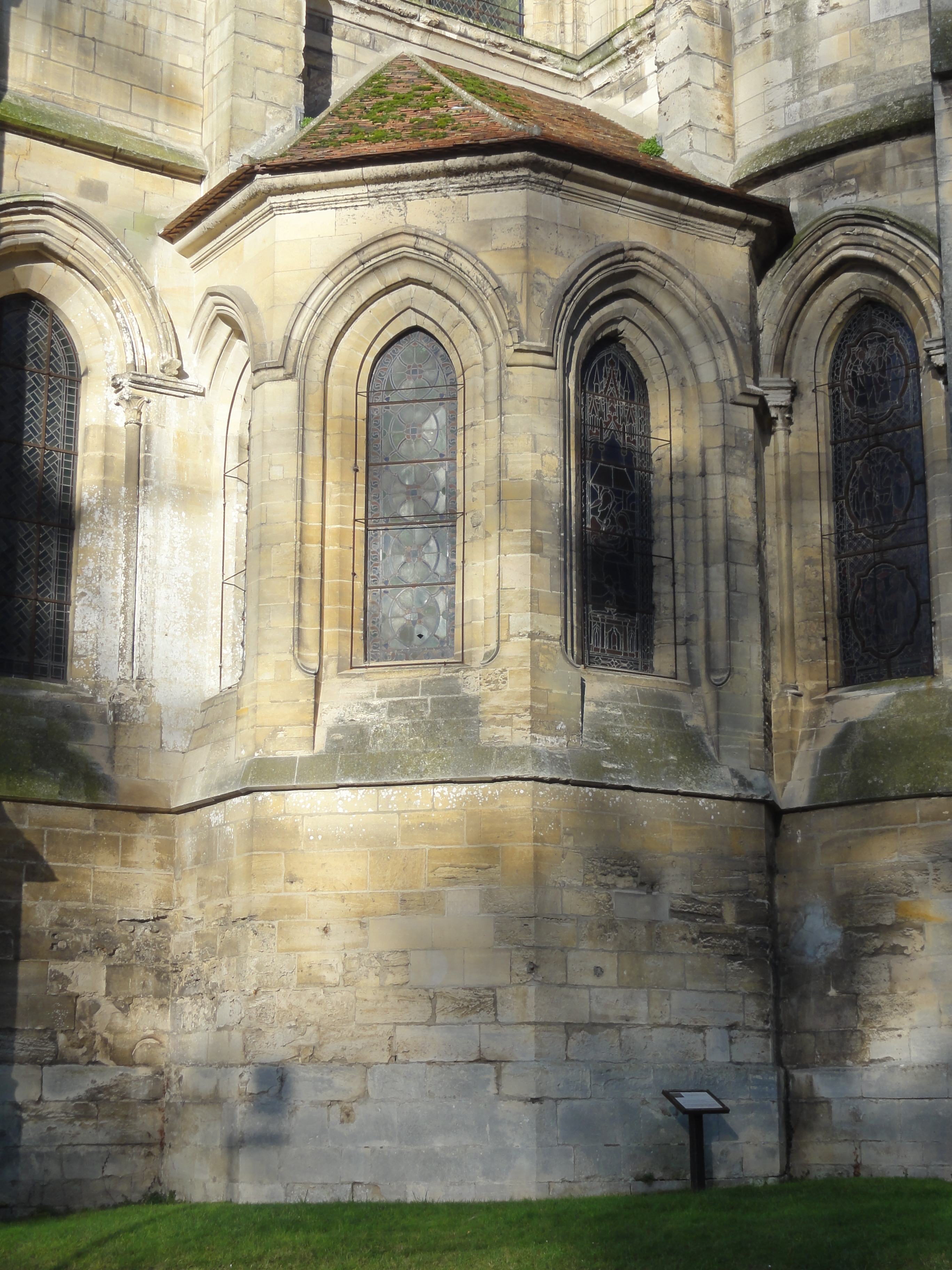
Chapelle Saint-Barthélemy.
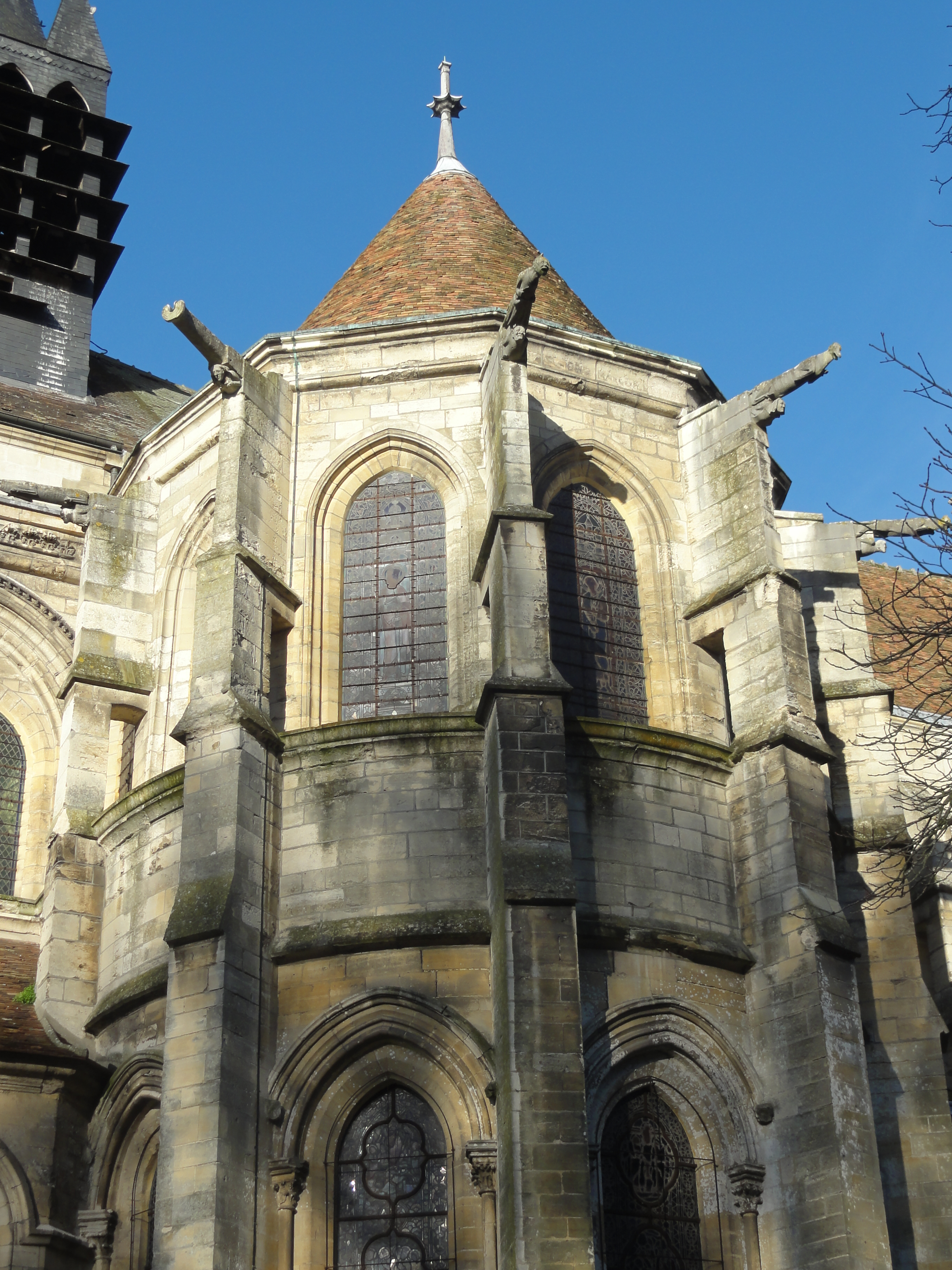
Abside, vue rapprochée.
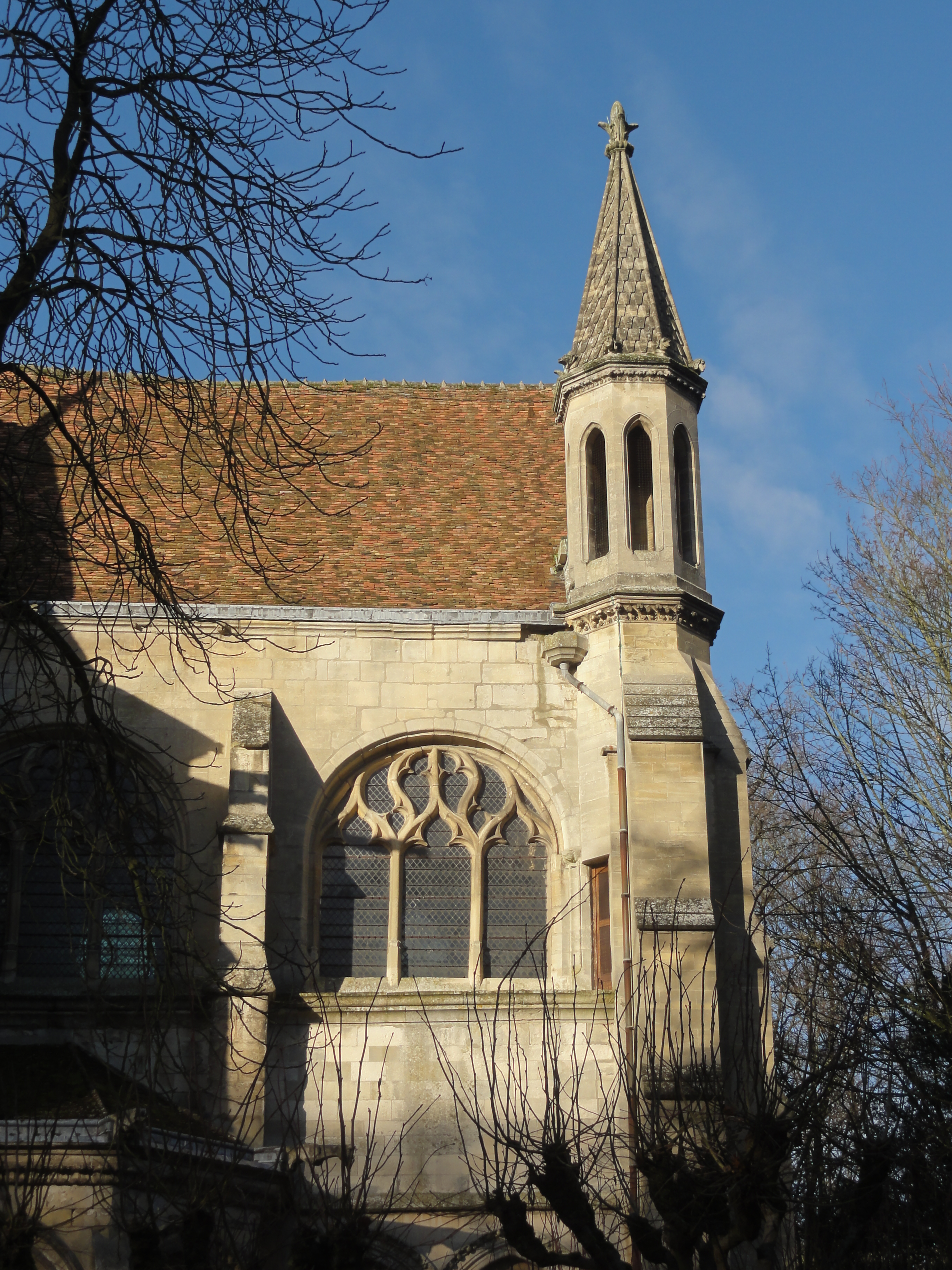
Croisillon nord, 2e fenêtre haute côté est.
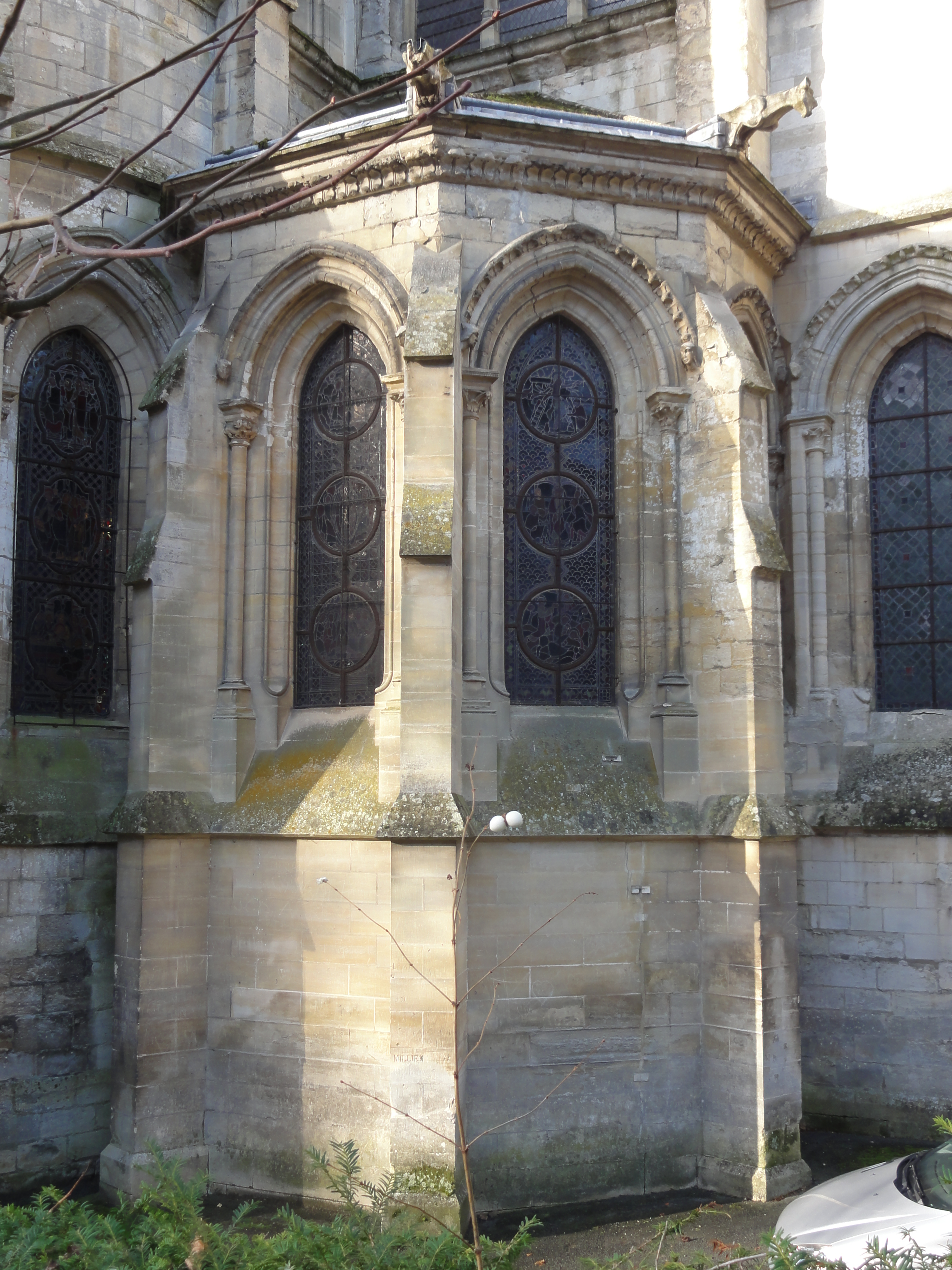
Chapelle N.D. de Taverny.
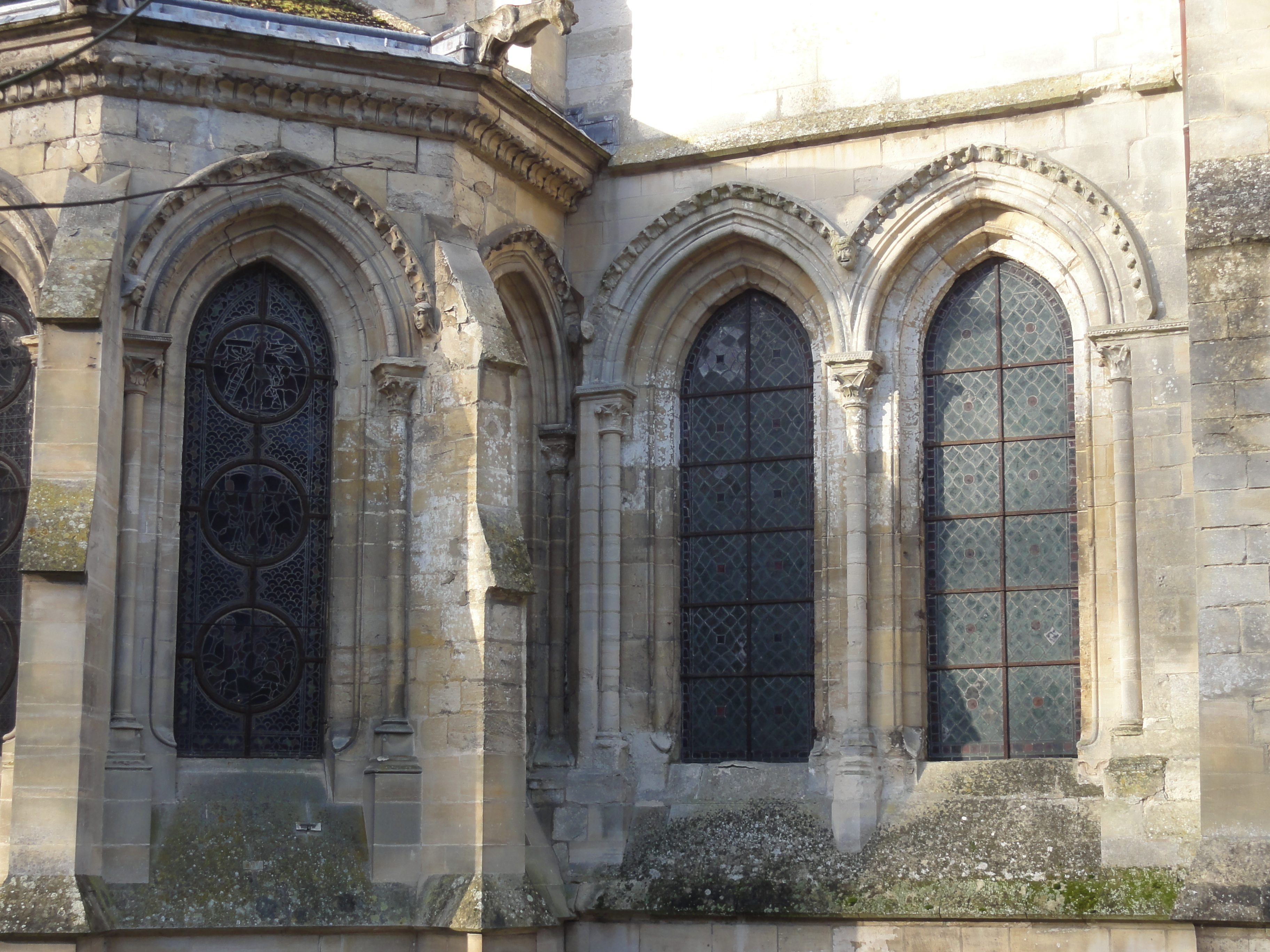
Croisillon nord, fenêtres basses côté est.

## Mobilier
L'église Notre-Dame renferme dix-huit éléments ou ensembles de mobilier classés monuments historiques au titre objet. Les dalles funéraires se trouvent au revers du mur occidental des bas-côtés.
- Le retable en pierre taillé et le maître-autel, offerts par le connétable Anne de Montmorency sous le règne de Henri II (1547-1559), comme l'indiquent son monogramme (un H et un C enlacés) et les trois croissants, et les alérions du blason des Montmorency. Les deux portes latérales sont flanquées de colonnes cannelées et amorties d'un fronton curviligne, desservant la sacristie : cette dernière ne se trouve pas dans un bâtiment annexe, mais à l'arrière de l'abside. S'y trouve un piscine liturgique de la Renaissance, qui n'a donc pas pu servir bien longtemps. Tout le retable est garni d'un riche décor sculpté. Deux niches, respectivement à gauche et à droite, abritent des statues classées indépendamment et sans rapport avec le retable. L'espace entre les niches était caché par le tabernacle (voir ci-dessous). Il est subdivisé en trois compartiments, comportant des tableaux marouflés sur les murs, réalisés à la fin du XIXe siècle par Henri-Marcel Magne. Le compartiment central est plus haut et brise l'architrave, dont la frise présentent les instruments de la Passion au milieu de rinceaux de feuilles de chêne et d'olivier : la colonne de la flagellation, une lanterne, la Sainte Face, un cœur crucifié et percé d'une lance, un phénix entre deux épées. Le registre supérieur comporte deux niches vides entre des ailerons à gauche et à droite, puis un blason et deux niches de chaque côté du tableau central. Ces blasons et niches sont cantonnés de cariatides, qui supportent une seconde architrave avec un édicule entre deux ailerons. Les niches abritent les statuettes des quatre Évangélistes. Au milieu de l'édicule au sommet, trônait une Vierge à l'Enfant assise, qui était un moulage de Notre-Dame de Taverny[29],[30], et qui a disparu vers 1975[31] après le vol puis le retour de son original[32], la statue en bois de Notre-Dame de Taverny du XIIIe siècle (ci-après).
- Une statuette en marbre ou albâtre de la Vierge à l'Enfant, datant du XIVe siècle et dite Notre-Dame des Fers[33]. Elle se trouve dans la niche à gauche du retable.
- Une statuette en pierre de sainte Marthe, haute de 100 cm et datant du premier quart du XVIe siècle[34]. Elle se trouve dans la niche à droite du retable.
- Un devant d'autel de soie blanche brodée de soies polychromes, d'époque Louis XVI[35].
- Un aigle-lutrin en bois, haut de 200 cm et datant de 1757[36].
- Une statue en bois de la Vierge à l'Enfant assise, datant du XIIIe siècle[37]. Dite Notre-Dame de Taverny, elle se situe à l'entrée de la chapelle qui lui est dédiée, à savoir l'absidiole nord. Elle se distingue par la finesse de ses traits, son voile et l'élégance des plis de sa robe[30]. Elle fut volée du 28 au 29 octobre 1974, et retrouvée le 27 février 1975[37]. Le sceptre que la vierge tenait de sa main droite a été volé en 1990[31]. Curieusement, lors du récolement du 6 janvier 2004 effectué par le Conservateur des Antiquités et Objets d'Art[31], ce dernier a émis comme observation "Bon état (datation probablement erronée à mon avis : XIXe siècle)". On peut se demander si on a bien retrouvé la bonne statue en 1975, étant donné les 6 siècles d'écart de datation.
- Un tabernacle en bois peint et partiellement doré de la seconde moitié du XVIIe siècle. Coiffé d'un dôme, accolé d'ailes et porté par des gradins, il arbore un bas-relief représentant la Cène. Ce tabernacle était initialement placé devant le retable du maître-autel, mentionné ci-dessus. À la fin du XIXe siècle, il a été retiré en raison de l'effet d'extrême lourdeur résultant de la cohabitation avec le retable Renaissance, et entreposé à l'arrière de l'abside. Il a été remplacé par les peintures sur toile marouflée, consacrées à la Crucifixion et à la famille d'Anne de Montmorency, et exécutées sur des dessins de Paul Gomez[38]. Après sa restauration en 1998, il a été placé dans l'absidiole nord.

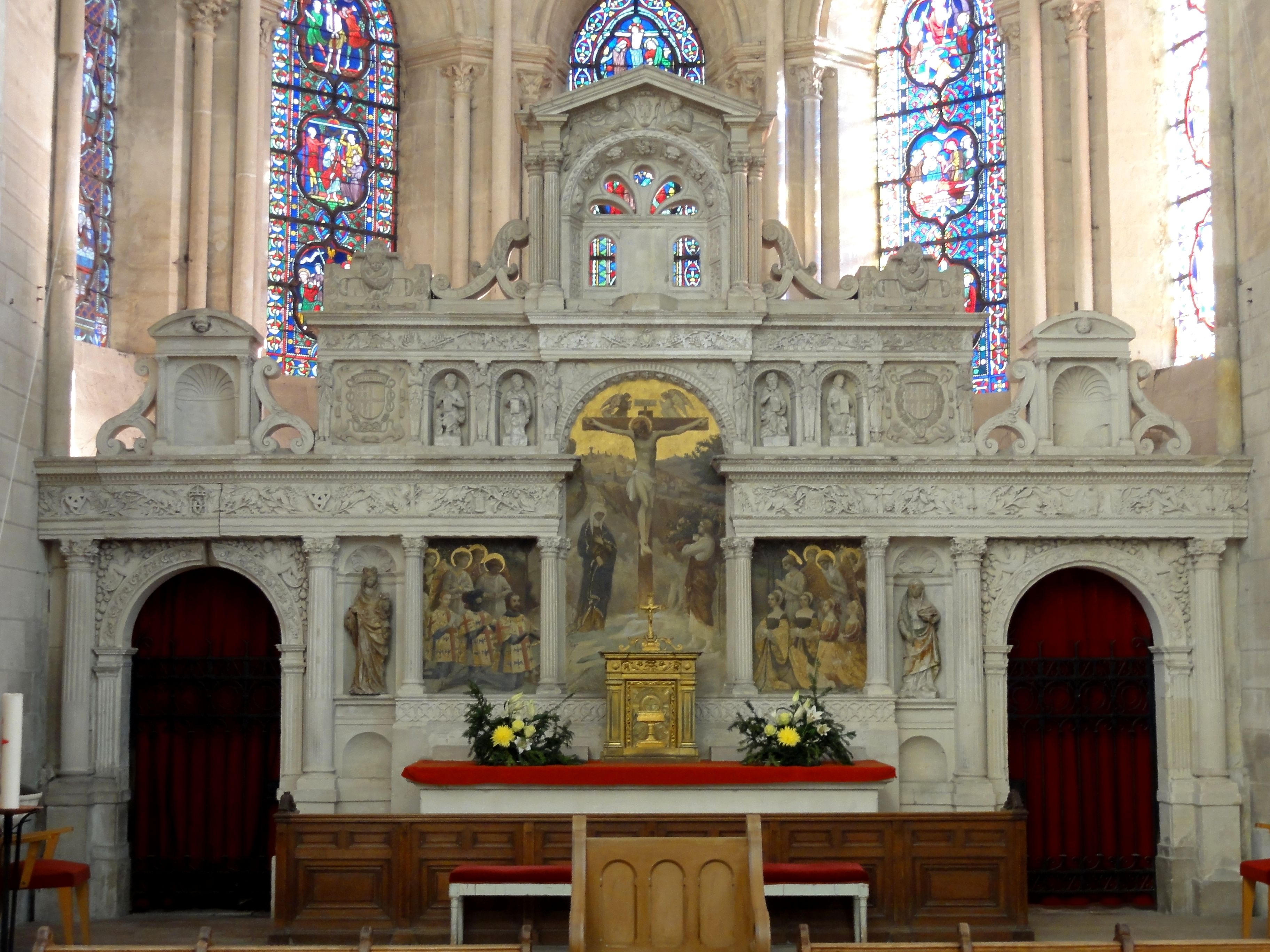
Retable Renaissance.
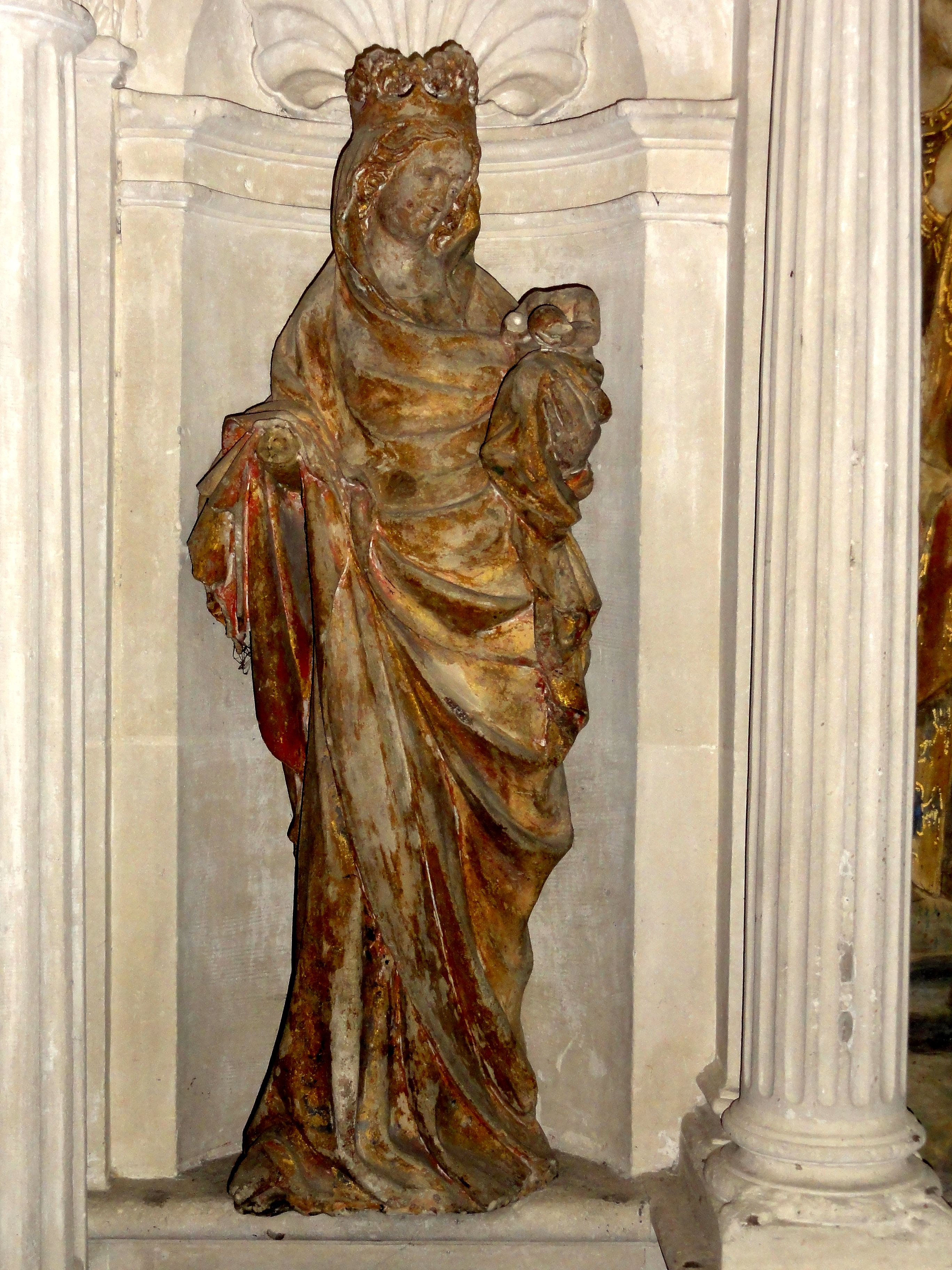
Notre-Dame des Fers.
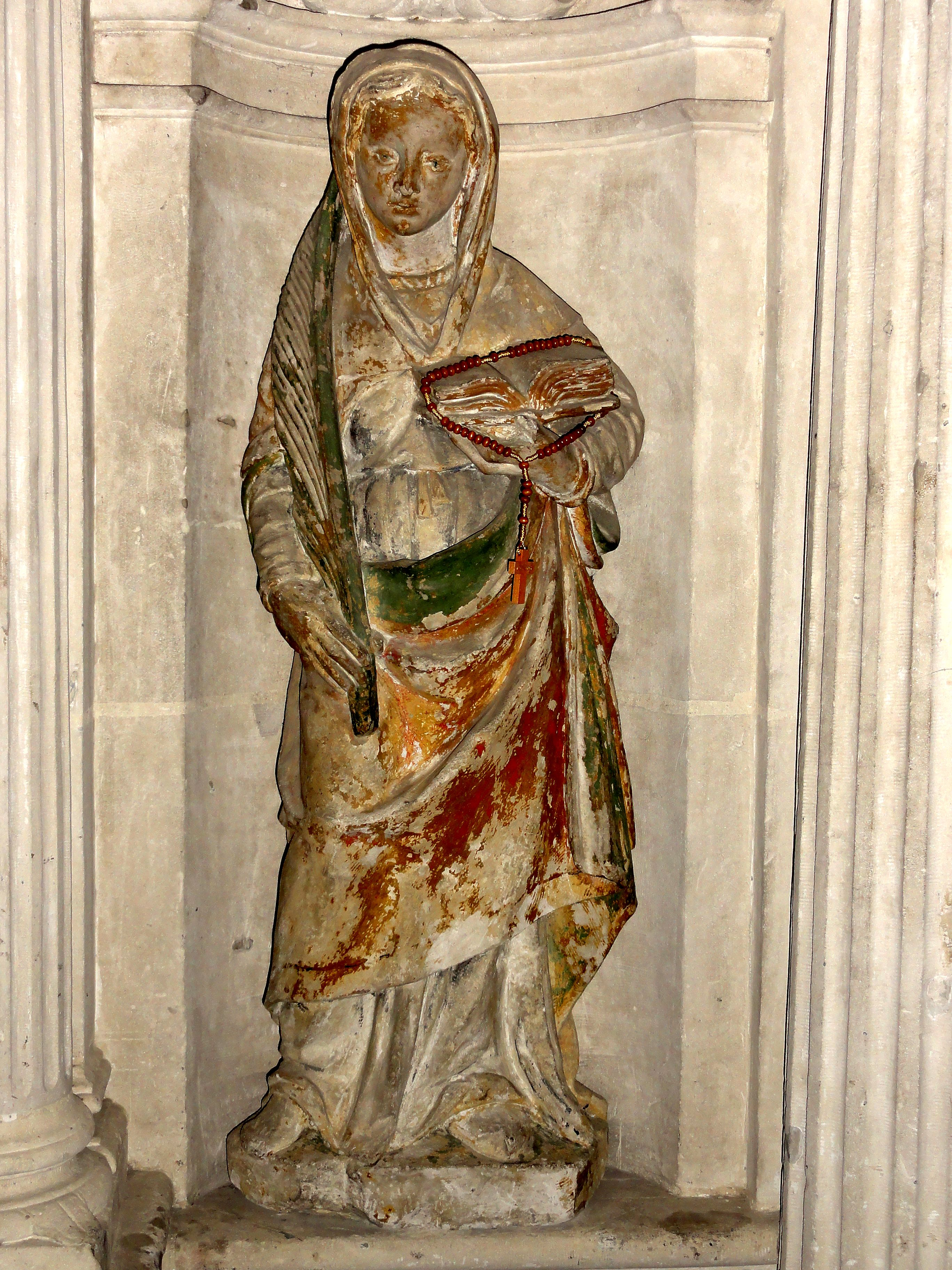
Sainte Marthe.
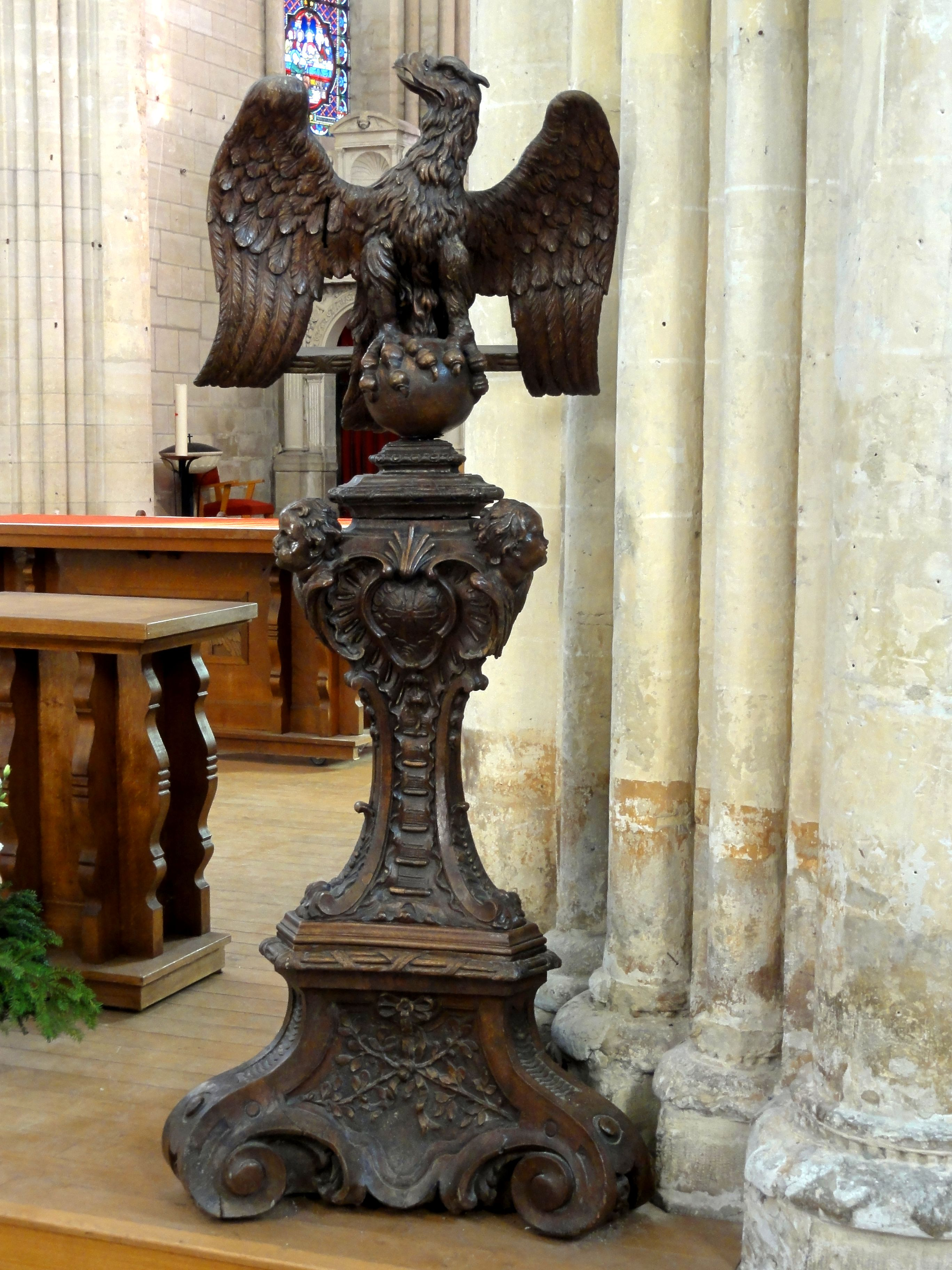
Aigle-lutrin.
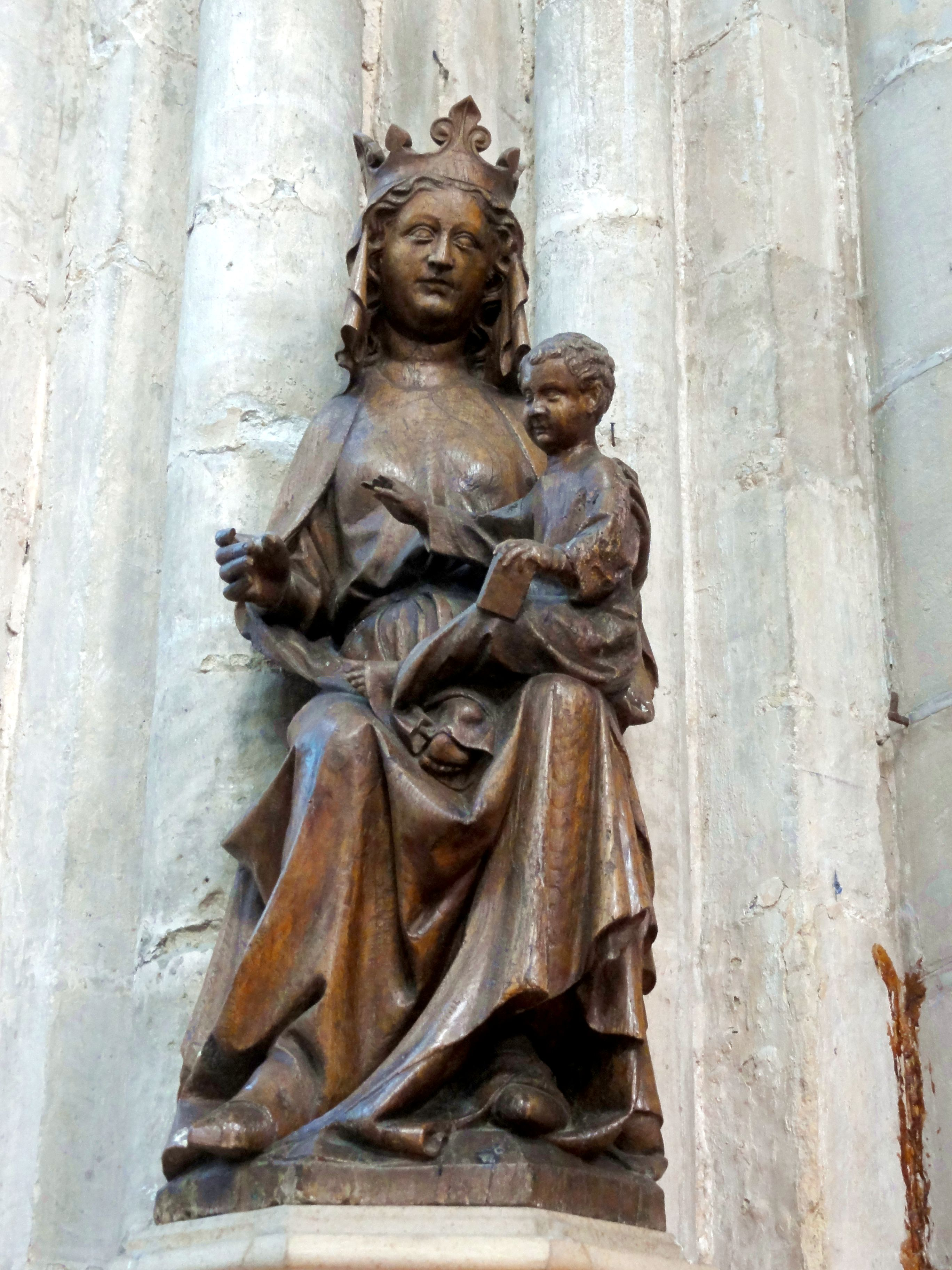
Notre-Dame de Taverny.
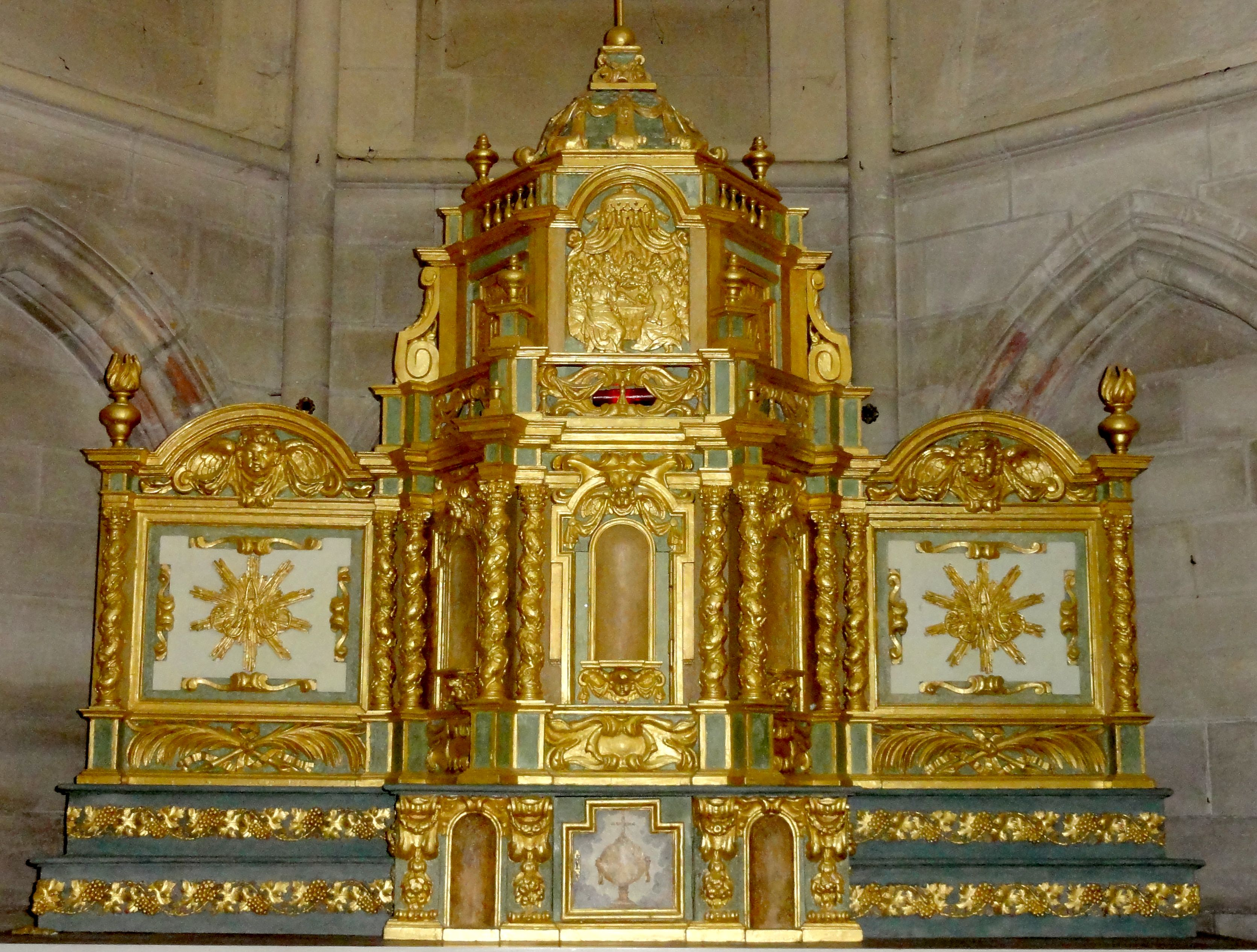
Tabernacle.

- Un Christ en croix en bois, haut de 100 cm et datant de la fin du XIVe ou du début du XVe siècle[39].
- Une statue en bois de la Vierge à l'Enfant assise, datant de la fin du XIIIe ou du début du XIVe siècle[40]. Elle serait inspirée par Notre-Dame de Taverny mentionnée ci-dessus, se trouvait jadis dans le croisillon sud[30], et est aujourd'hui placée dans la chapelle baptismale.
- Le buffet d'orgue avec ses treize panneaux en bois sculptés en bas-relief du XVIe siècle, provenant de l'ancien jubé Renaissance, aujourd'hui disparu. Ce sont des œuvres d'une grande qualité, qui se distinguent par la parfaite maîtrise de la perspective. La série illustre le voyage de saint-Barthélemy en Inde, puis son martyre, et s'inspirent du livre la Légende dorée : après avoir brisé dans un temple l'idole Astaroth, l'apôtre convertit le roi Polémius et sa famille, guérit sa fille possédée et fait sortir le démon de l'idole Berith. Il est ensuite capturé par Astragès, frère du roi Polémius, à la suite de la plainte des prêtres idolâtres, et comparaît devant le juge. Enfin il est étendu sur un chevalet et écorché vif avant d'être décapité. Par erreur, un panneau montrant la flagellation de l'apôtre a été monté après qu'il ne soit écorché. — La partie instrumentale de l'orgue a été reconstruite en 1895 par le facteur d'orgue John Albert Abbey, et n'est pas classée[41],[42],[43].
- Un bas-relief en bois représentant l'ensevelissement de saint Barthélemy, datant du XVIe siècle et faisant partie d'un ensemble de trois bas-reliefs, dont les deux autres sont montés sur la tribune d'orgue[44]. Le dossier de classement désigne comme sujet la mort de saint Barthélemy ; or, il a déjà été décapité sur le panneau précédent. Le panneau de l'ensevelissement a été monté dans le dossier du banc d'œuvre, qui est placé contre le mur de la dernière travée du bas-côté sud.
- La dalle funéraire du chevalier Philippe, datant du XIIIe siècle, est la plus ancienne de l'église. Elle s'est cassée en plusieurs morceaux[45],[46], qui ont été remontés dans un cadre.

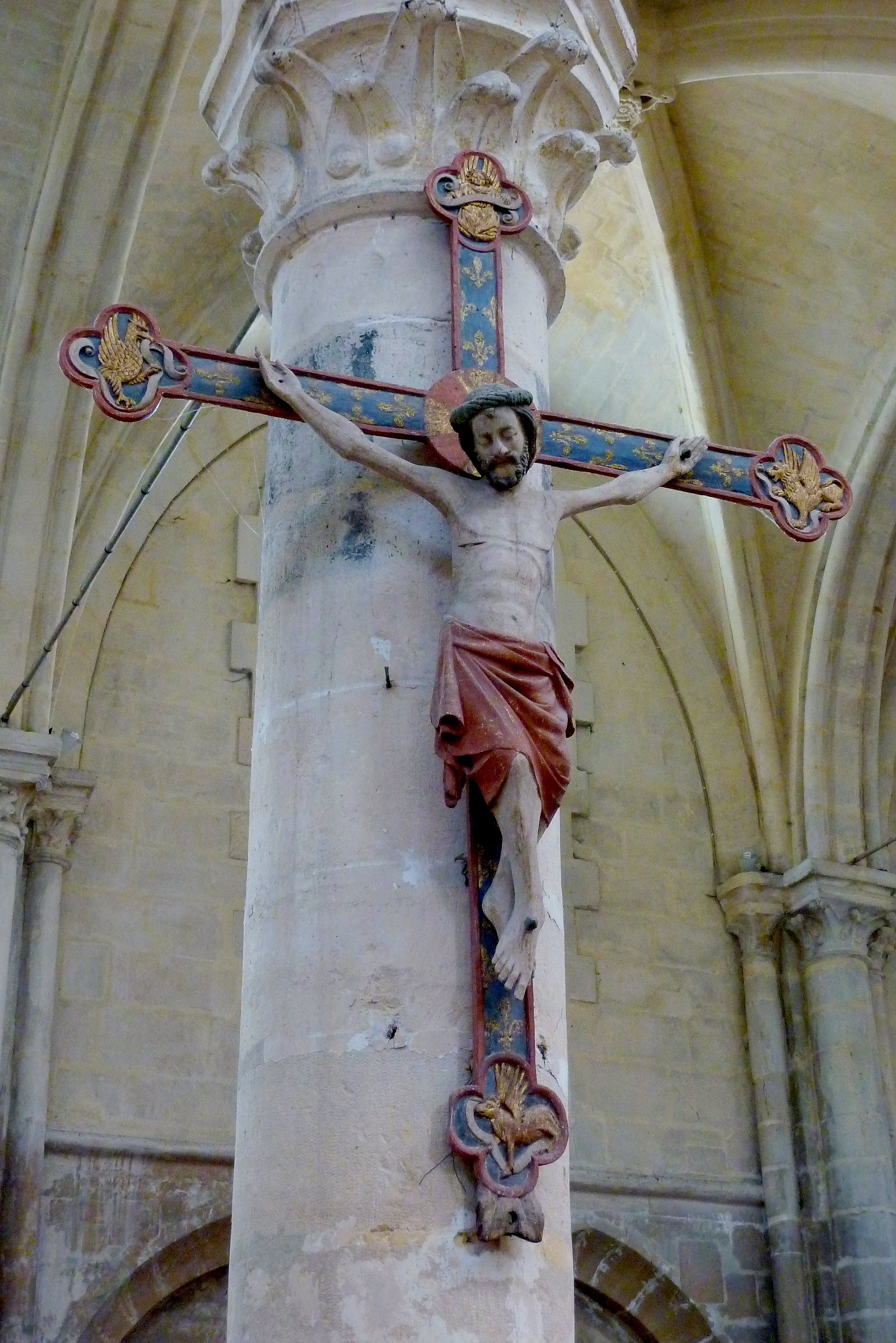
Christ en croix.
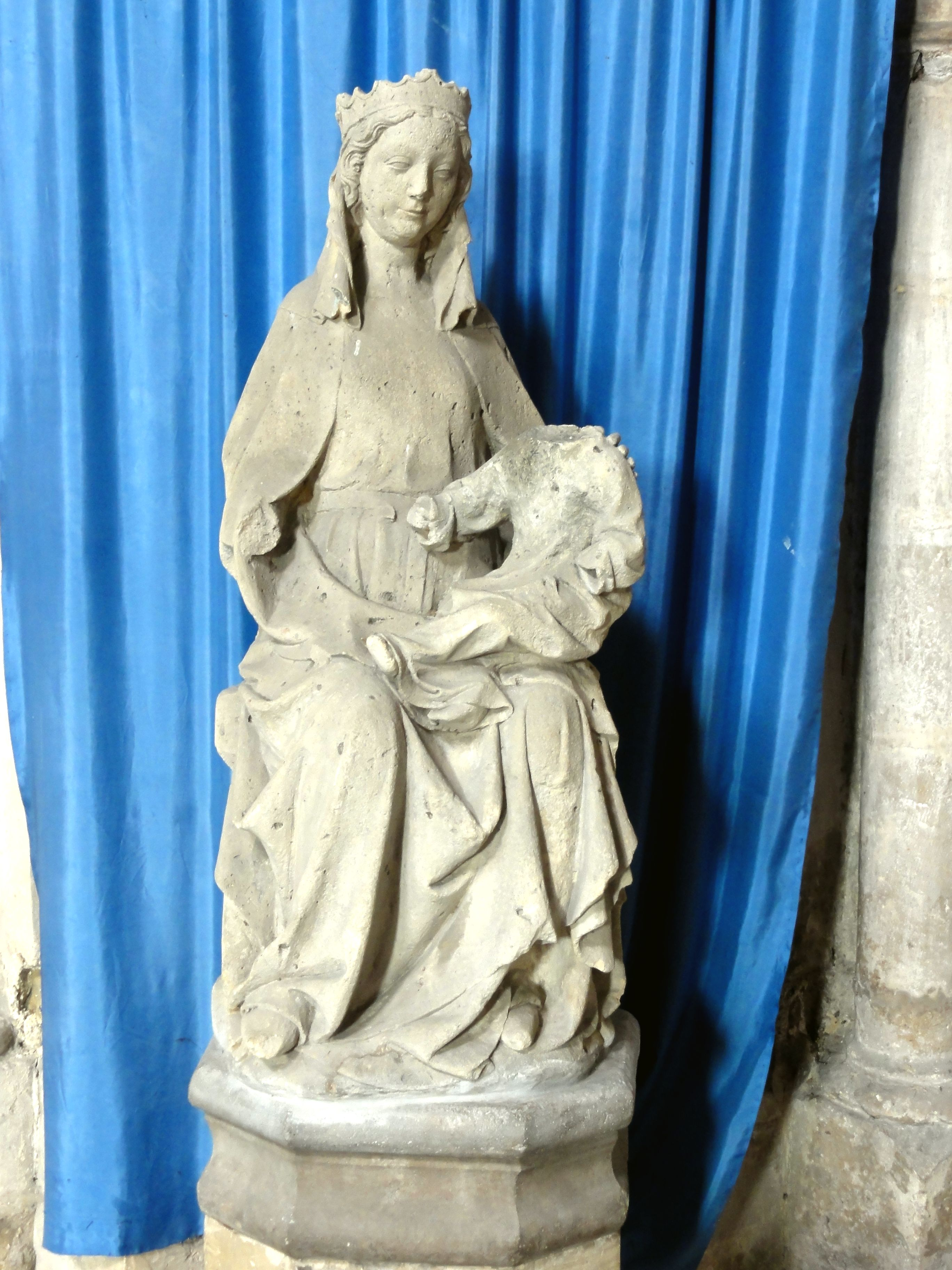
Vierge à l'Enfant assise.
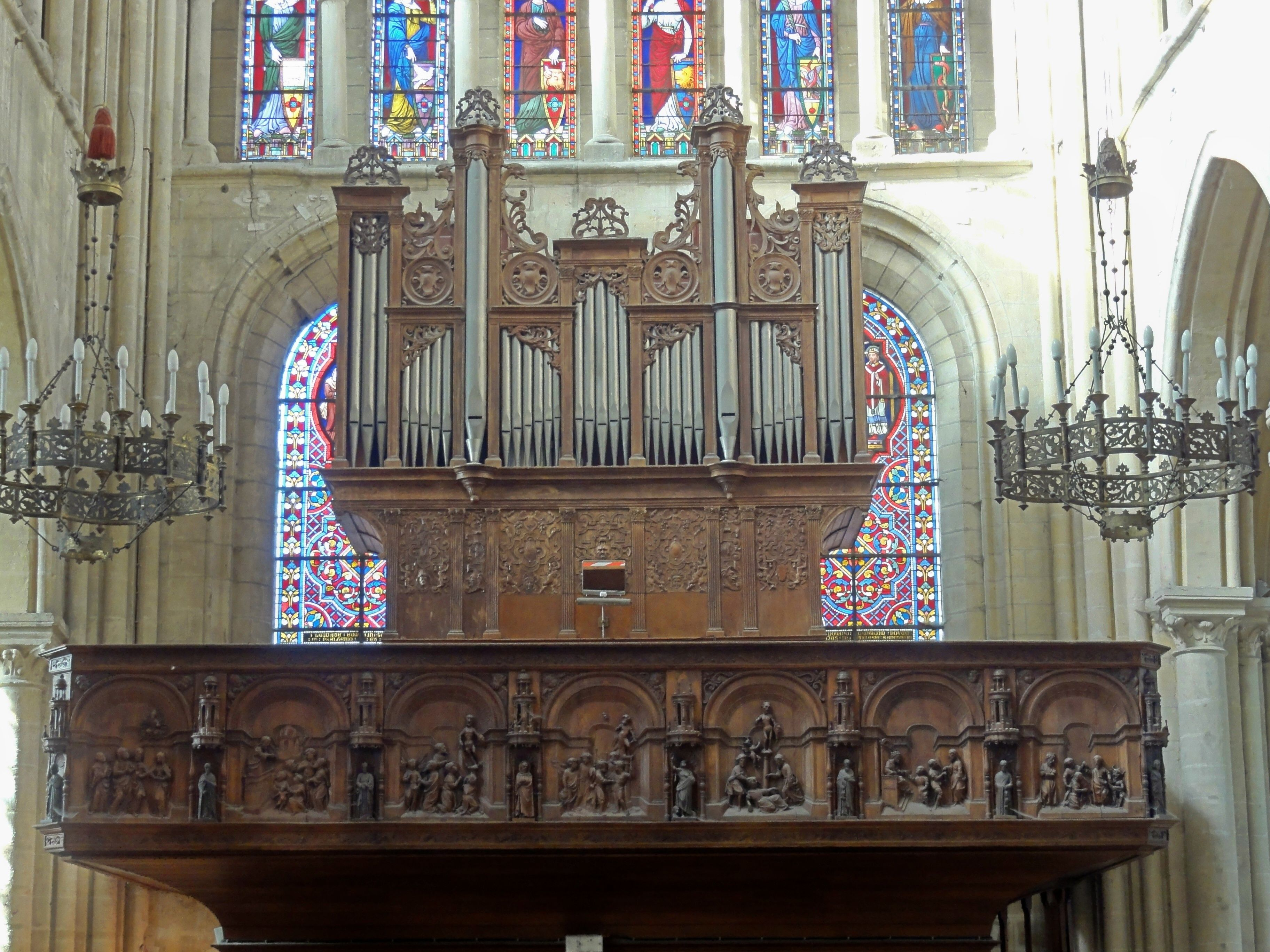
Orgue de tribune.
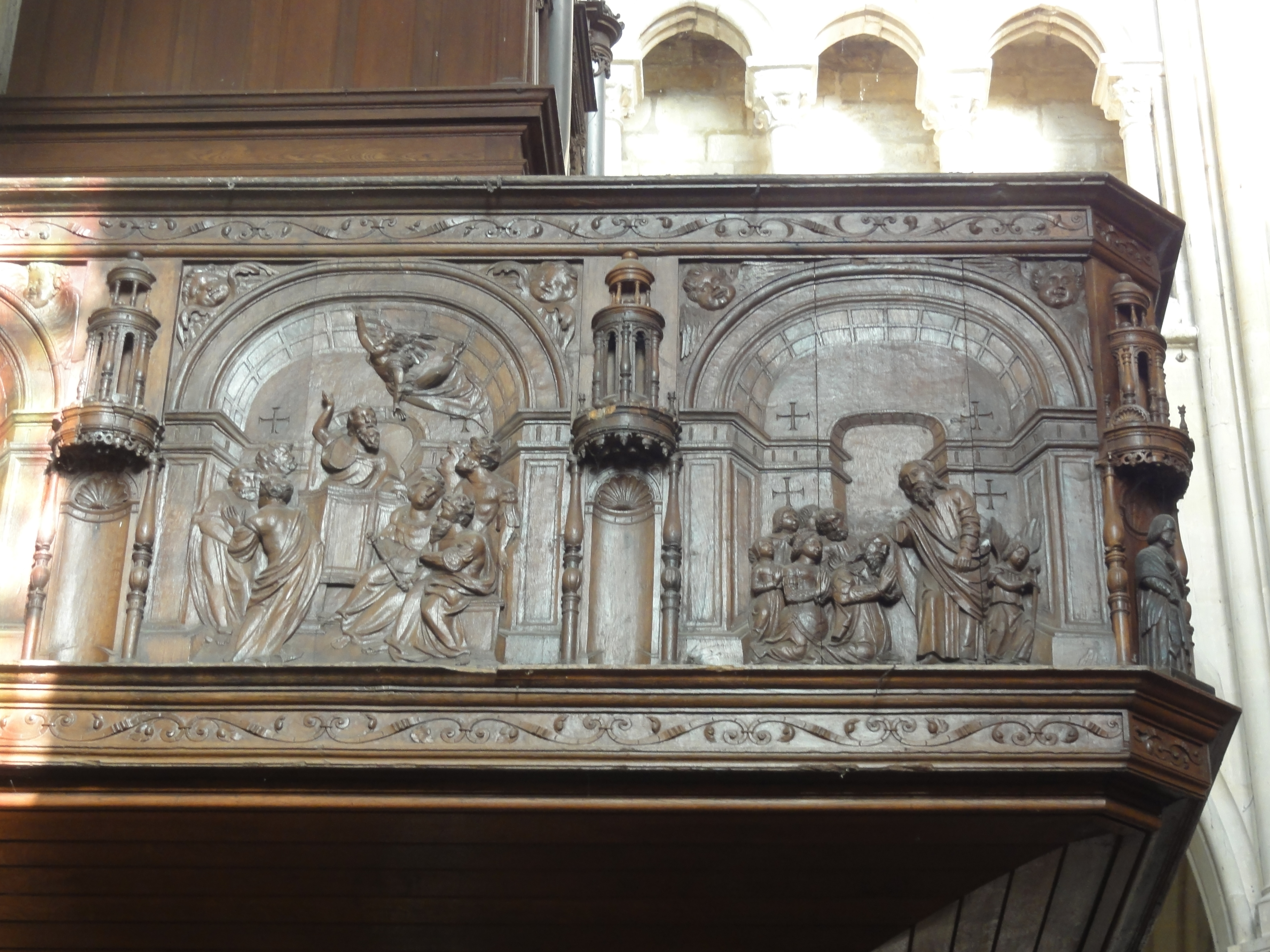
Exemple des bas-reliefs (2e et 3e panneau).
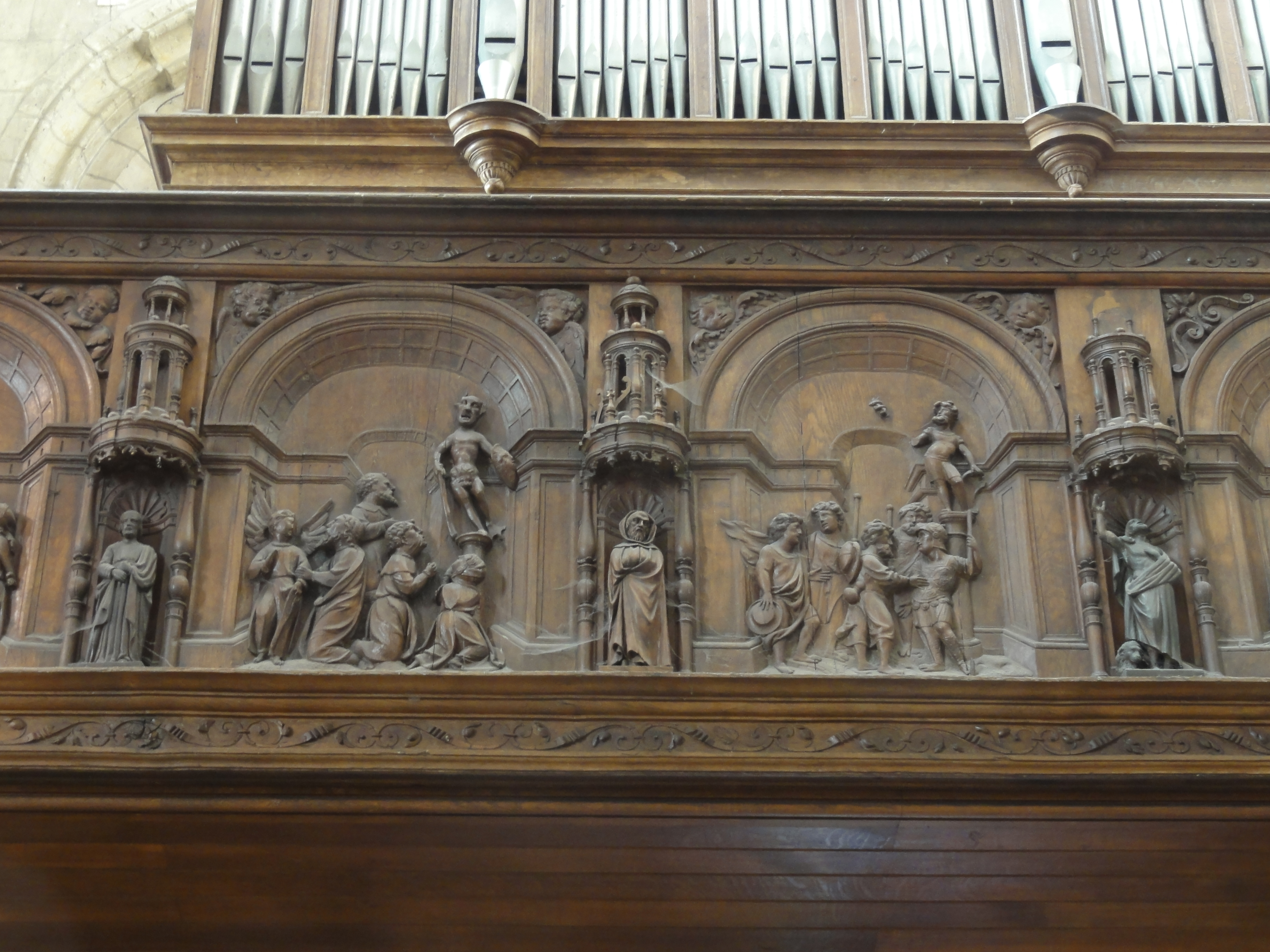
Ensevelissement de saint Barthélemy.
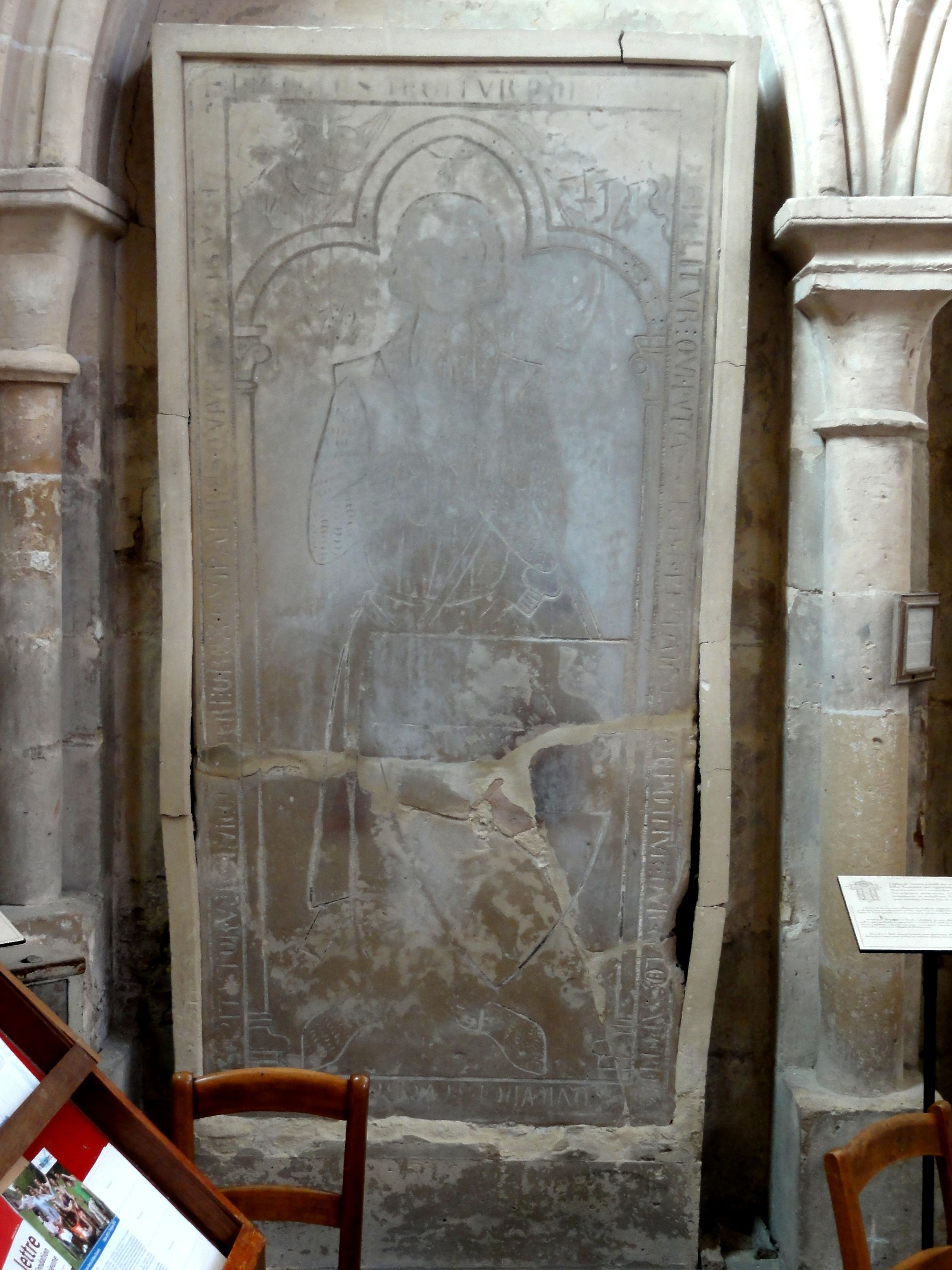
Dalle funéraire du chevalier Philippe.

- La plaque funéraire en marbre noir de Jean de Montmorency, mort en bas âge en 1352[47]. C'est un fils du maréchal Charles de Montmorency et le frère de Charles (voir ci-dessous).
- La dalle funéraire de Charles de Montmorency, mort en bas âge en 1369[48]. C'est un autre fils du maréchal Charles de Montmorency et le frère de Jean (voir ci-dessus).
- La plaque funéraire de Bouchart du Ru, mort en 1387. L'inscription est surmontée d'une gravure au trait représentant des personnages agenouillés devant la Vierge assise[49].
- La plaque funéraire de Jean de La Motte, vicaire de Taverny, mort en 1557[50].
- Un tableau et son cadre, représentant saint Jérôme secouru par les anges, haut de 134 cm et large de 91 cm. Il date du XVIIe siècle et est attribué à Astolfo Petrazzi, peintre siennois et élève de Pietro Sorri. Le tableau est justement la reprise d'une composition de Sorri, qui se trouve dans l'église Santa Maria del Carmine de Gênes, et qui a été exécutée vers 1598. L'œuvre est un exemple de l'art religieux officiel de l'époque, voulu par le concile de Trente[51].
- Une cloche en bronze de 1768[52].

La dalle funéraire à effigie gravée de Mathieu de Montmorency, troisième fils de Jean Ier de Montmorency mort en 1360, est la mieux conservée. Elle n'est quasiment pas altéré et n'a perdu aucun de ses détails, mais n'est néanmoins pas classée. Les textes des inscriptions et des commentaires se trouvent dans l'ouvrage du baron Ferdinand de Guilhermy, indiqué en bibliographie.

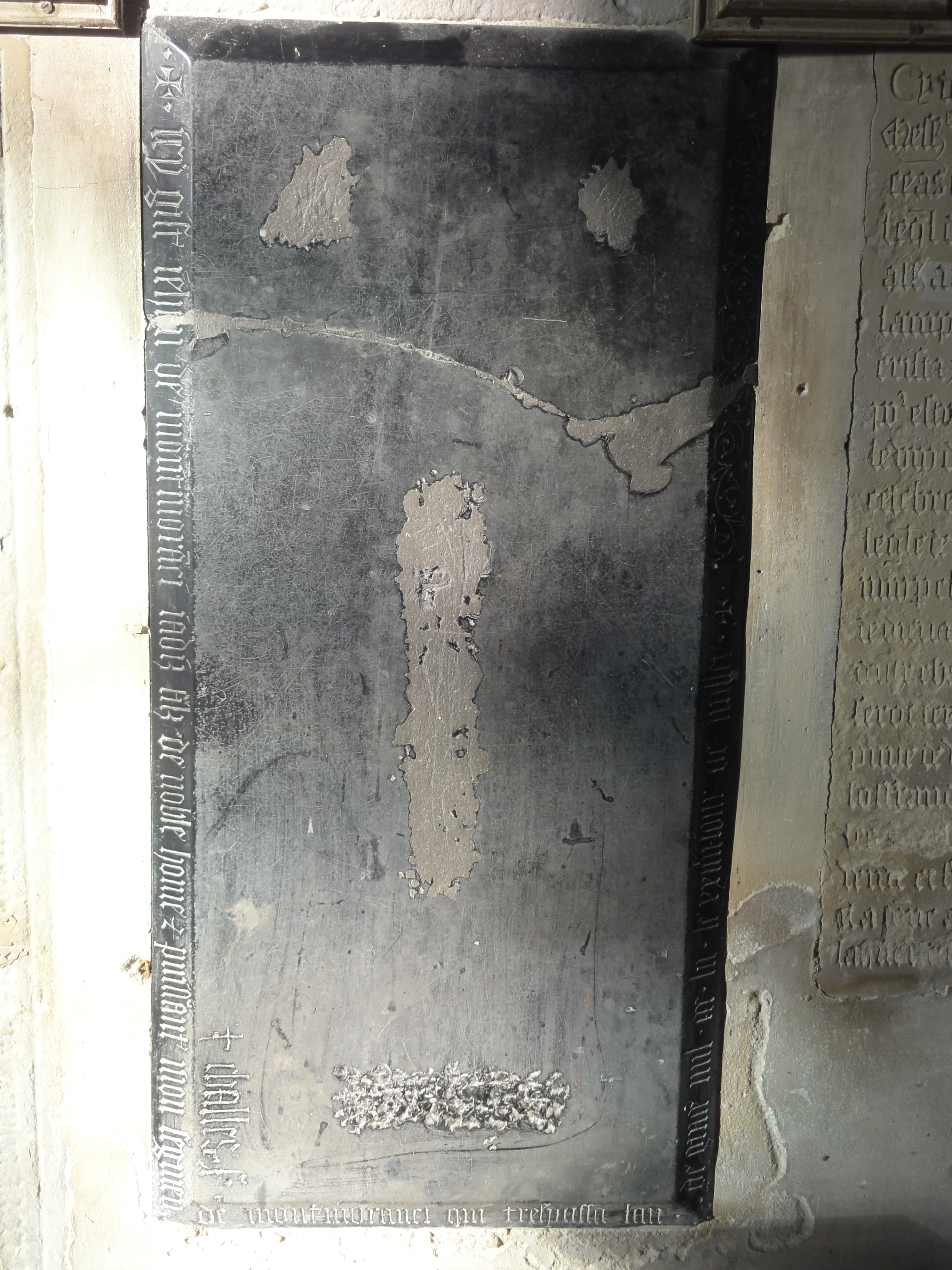
Pierre tombale de Jean de Montmorency.
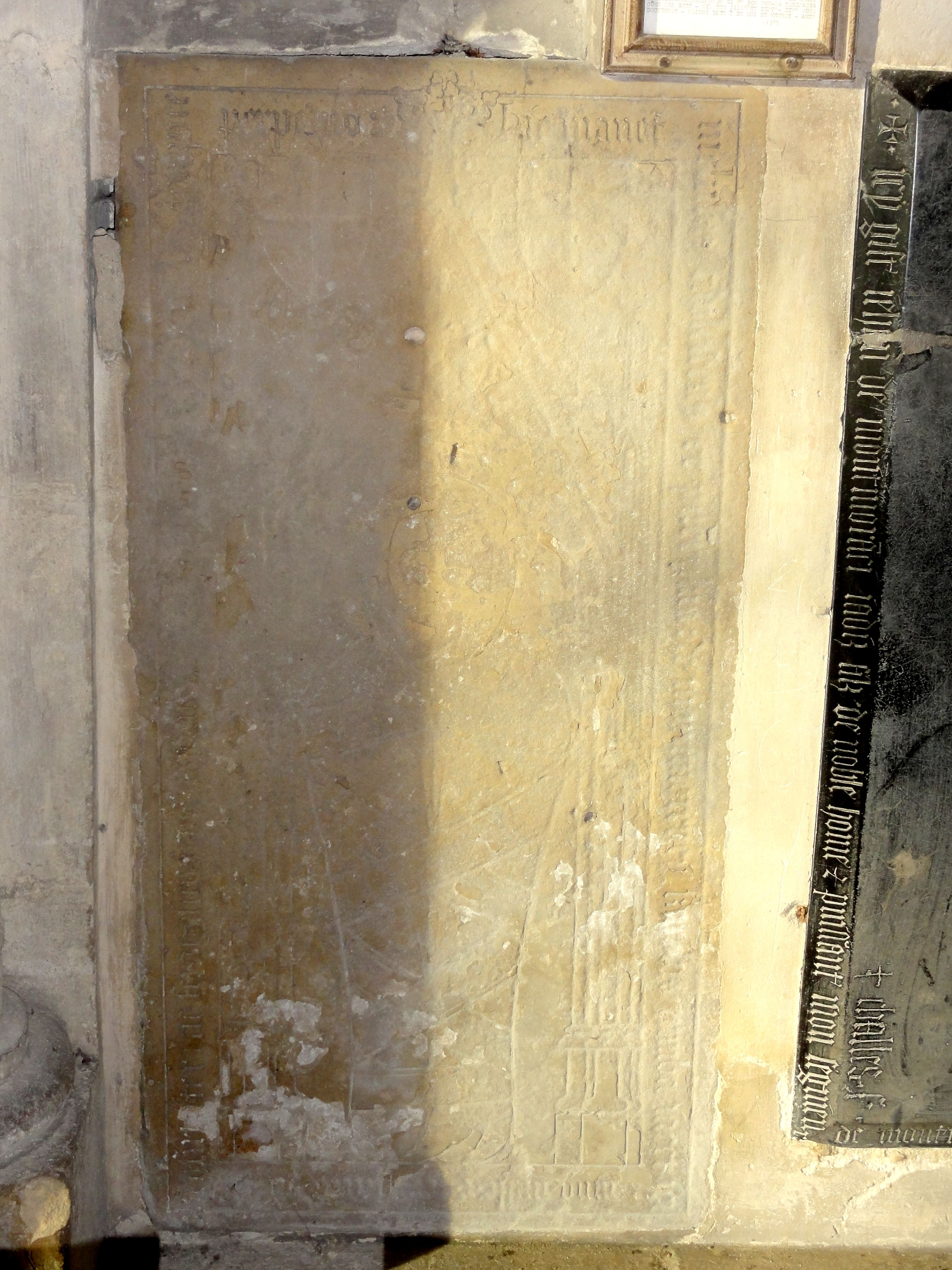
Dalle funéraire de Charles de Montmorency.
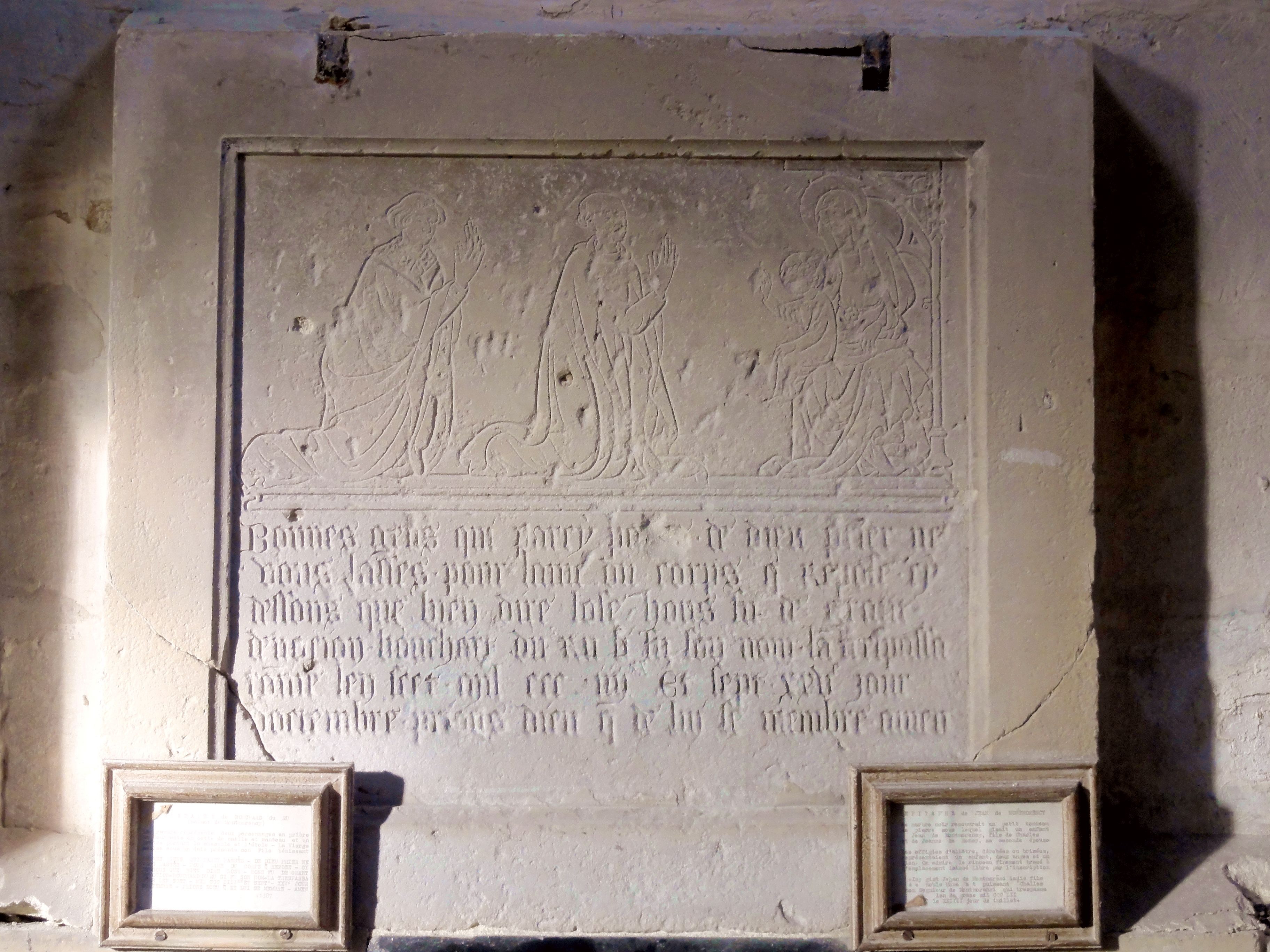
Pierre tombale de Bouchard du Ru.
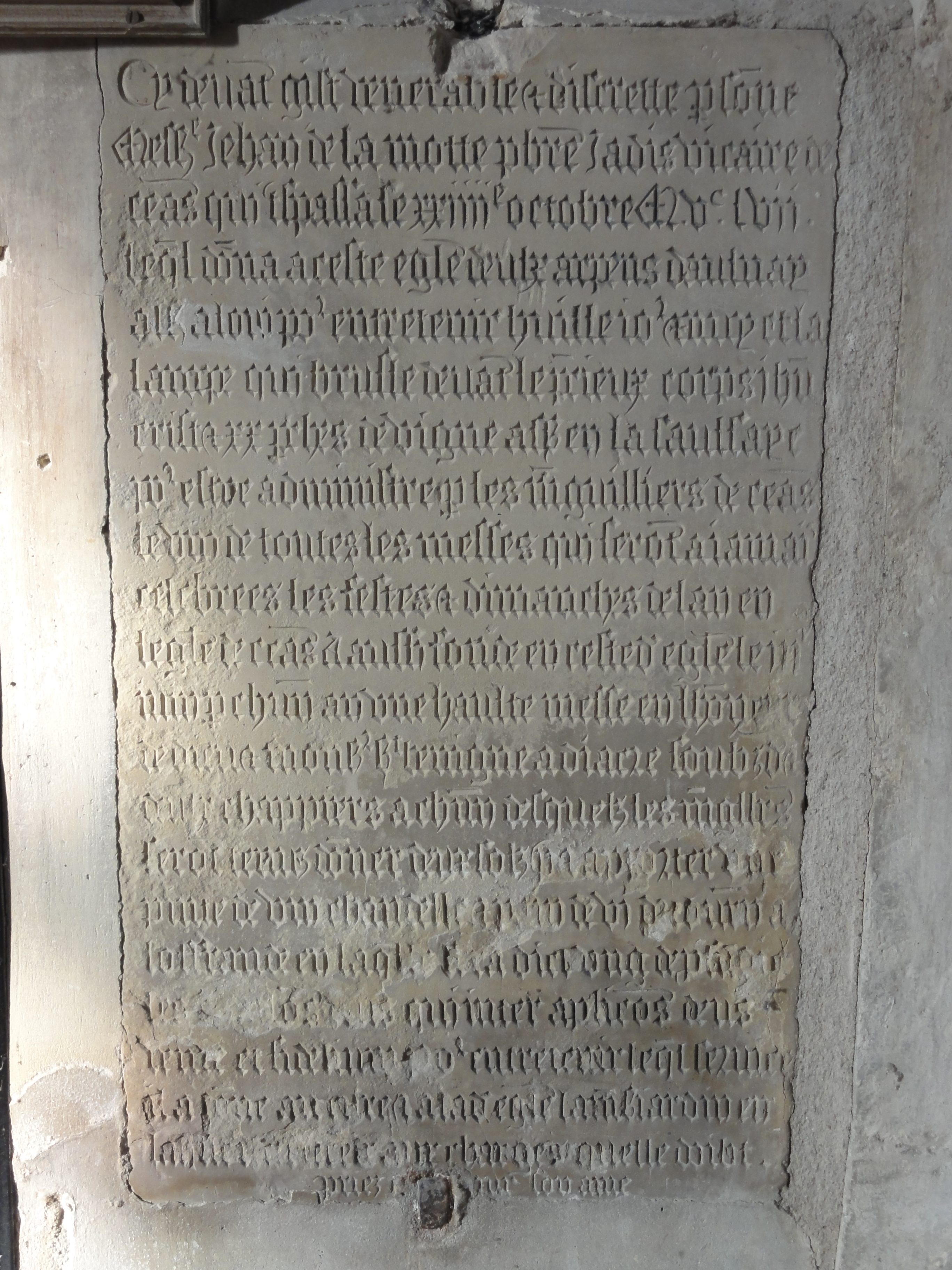
Dalle funéraire de Jean de la Motte.
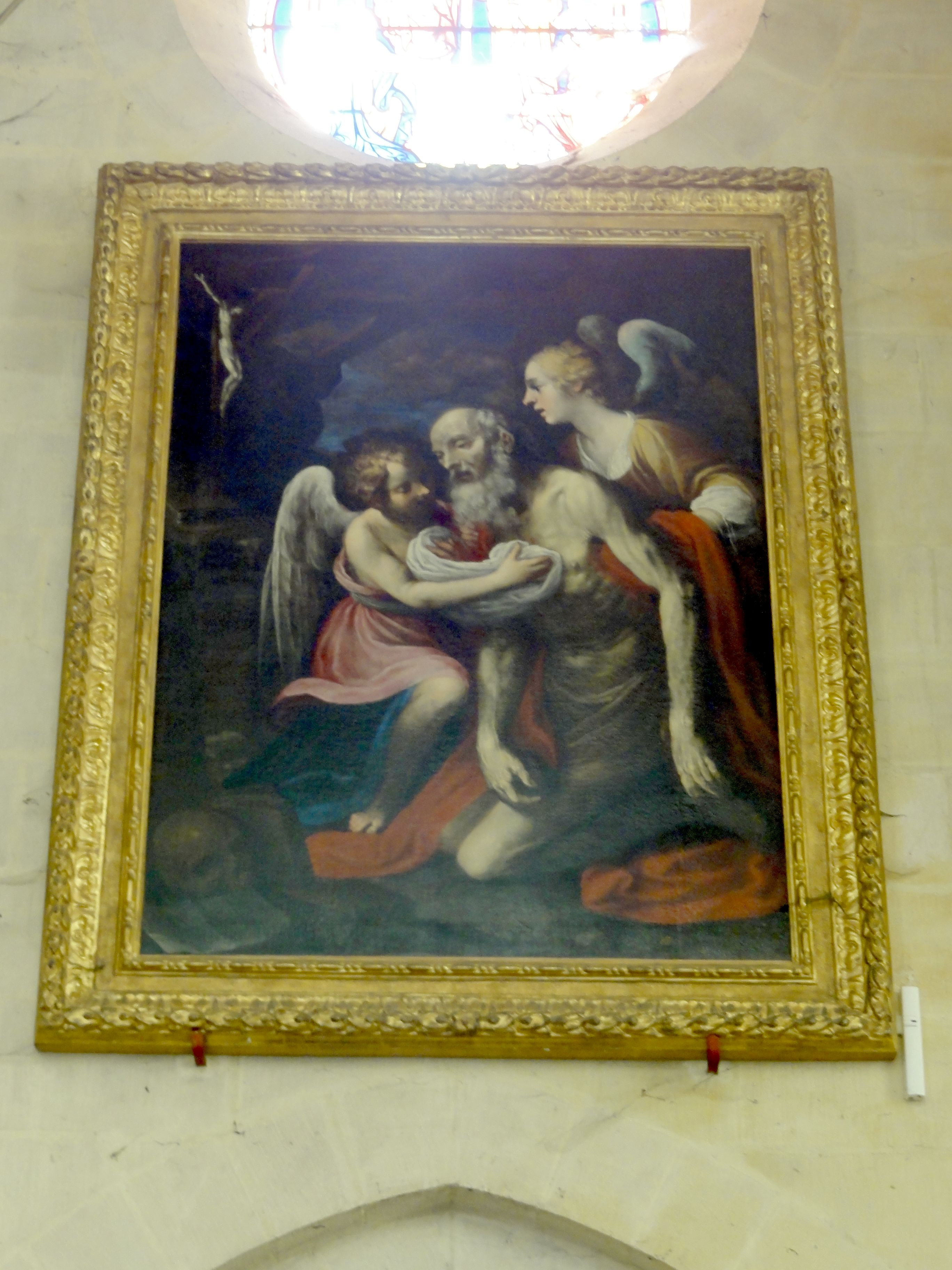
Saint Jérôme secouru par les anges.
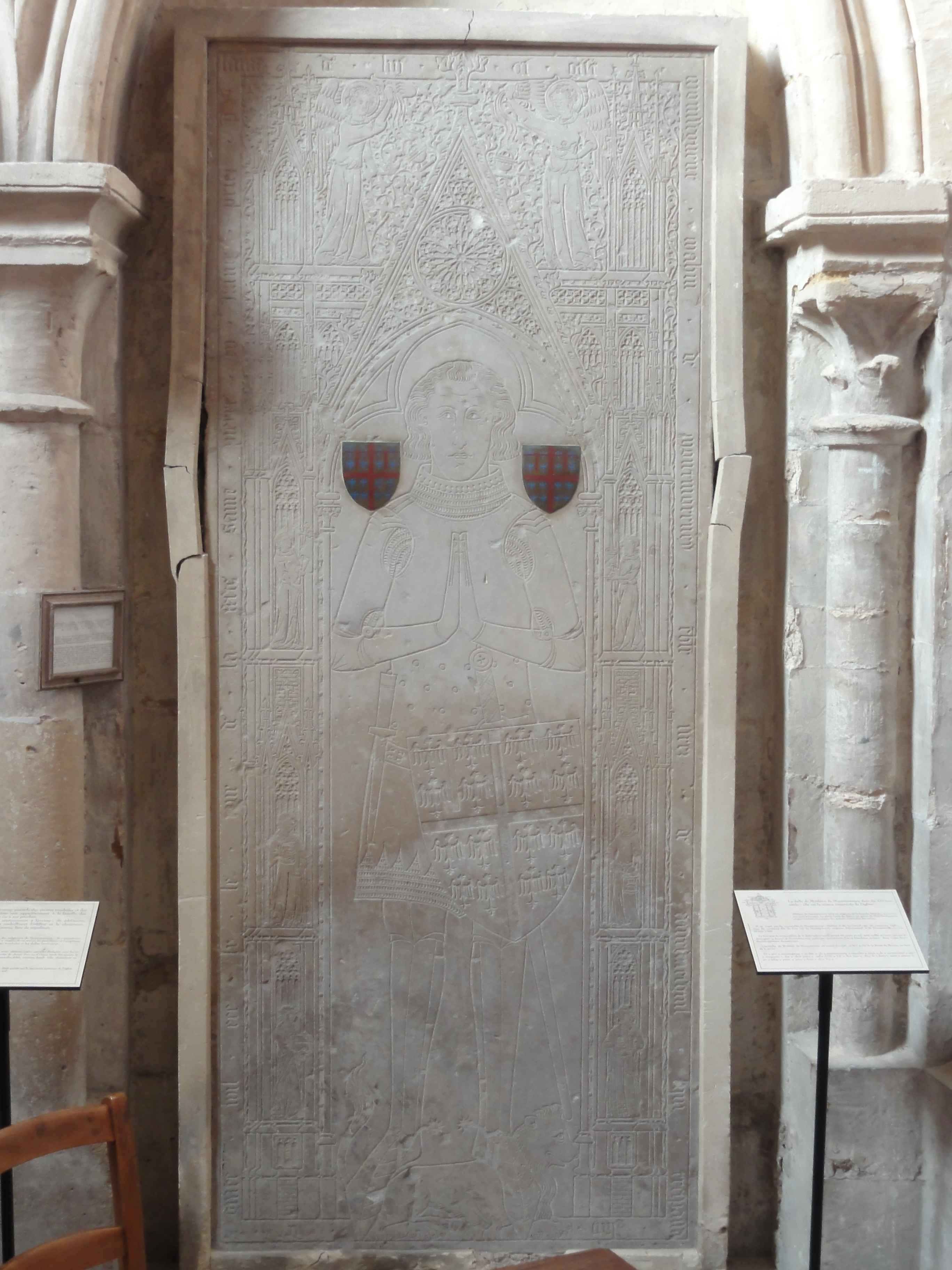
Dalle funéraire de Mathieu de Montmorency.